# Konik
Vous lisez un « article de qualité » labellisé en 2024.
Cet article possède des paronymes, voir Conique et Connick.
Le Konik (polonais : Konik polski, soit « Petit cheval polonais ») est une race de petits chevaux très rustiques, d'origine polonaise. Ils sont connus pour leurs caractères primitifs, notamment la robe souris et la raie de mulet parcourant leur dos. Ces chevaux sont initialement décrits comme proches du Tarpan sauvage, notamment par le professeur Tadeusz Vetulani, qui en sélectionne une harde dans la forêt de Białowieża. Les analyses génétiques subséquentes démontrent qu'ils ne se différencient pas des autres chevaux domestiques. En conséquence, l'histoire du Konik tel que présenté comme un descendant direct des derniers chevaux sauvages d'Europe est de plus en plus considérée comme un mythe populaire.
Le Konik aide à la gestion écologique de nombreux parcs et réserves naturelles, grâce à sa rusticité et à son comportement à l'état sauvage. Cependant, le faible nombre d'individus fondateurs expose la race à une consanguinité croissante. Les 3 500 sujets répertoriés dans le monde en 2022 vivent essentiellement en Europe, les Pays-Bas ayant la plus grande population mondiale de Koniks grâce à la réserve d'Oostvaardersplassen. Si la Pologne conserve des effectifs importants répartis entre plusieurs réserves naturelles, ce petit cheval est aussi présent en France, en Belgique, en Allemagne, dans les pays baltes, au Royaume-Uni, en Biélorussie et en Espagne. Le Konik est devenu l'un des symboles de la Pologne.

## Dénomination et statut taxonomique
Le mot « Konik » est un diminutif de koń, et signifie donc « petit cheval » ou « poney » en polonais,,. La dénomination Konik Polski (Petit cheval polonais) a été proposée par le professeur Tadeusz Vetulani en 1925 ; l'association polonaise des éleveurs de cette race recommande de le nommer Polish Konik Horse en anglais,. La population néerlandaise est désignée sous le nom de Dutch Konik Horse, et décrite comme descendante de la population polonaise.
Il existe une confusion fréquente entre le Tarpan et le Konik, le nom de « Tarpan » étant parfois préféré dans les désignations européennes et les programmes de conservation à celui de « Konik »,. Le nom de « Tarpan » est initialement employé pour décrire un cheval sauvage européen, espèce ou sous-espèce désormais disparue,, alors que le Konik est une race de chevaux domestique, d'origine polonaise,.
Certaines personnes soutiennent que le Konik est le Tarpan. Le président de l’association Arthen bugerbivore, Marc Michelot, justifie l'usage du nom de « Tarpan » plutôt que celui de « Konik polski » par l'absence de « rupture génétique complète entre les derniers tarpans sauvages retrouvés au XVIIIe siècle et leurs descendants domestiqués présents aujourd’hui », et la volonté de ne pas utiliser un nom qui « renvoie cette souche primitive au rang de simple race régionale ». La description du Konik comme descendant naturel du Tarpan a depuis été mise en doute par de nombreux chercheurs et spécialistes,,,,.

## Histoire

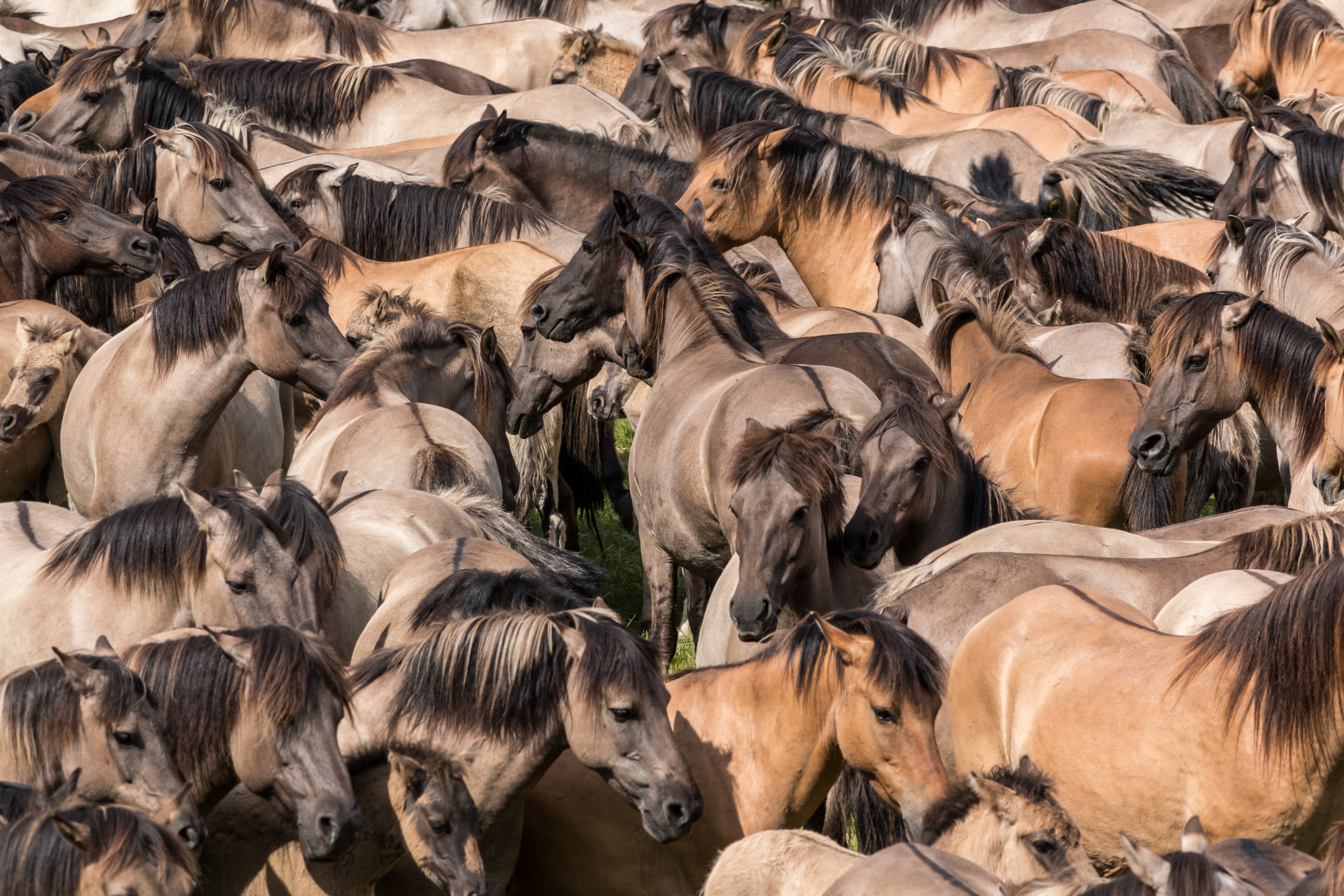
Groupe de poneys de Dülmen en Allemagne, une race génétiquement apparentée au Konik.

Le Konik polonais est souvent décrit comme l'un des plus proches descendants naturels du cheval primitif sauvage européen désormais éteint, le Tarpan,. Cette hypothèse est initialement publiée sur la base d'études de squelettes et de peaux, avant la disponibilité d'études sur l'ADN. L'analyse du génome mitochondrial le révèle très proche des autres chevaux domestiques,,. Il n'existe pas de preuve scientifique de continuité génétique Tarpan-Konik, ni de preuve de non-domestication passée du Tarpan, ce dernier entrant lui aussi dans le même cluster de gènes que les chevaux domestiques modernes,. L'argument essentiel en faveur de cette continuité Tarpan-Konik est la couleur de robe similaire.
Le Konik est apparenté au poney de Dülmen, et présente des haplotypes communs aux populations de chevaux asiatiques,, ce qui laisse présumer une contribution d'ancêtres venus d'Asie à cette race,. Il entre dans le même cluster de gènes que le Dülmen et le Liebenthaler. Il n'a pas de lien avec les chevaux préhistoriques qui arpentaient les steppes européennes avant l'Holocène.
Le Konik pourrait être apparenté au Viatka, un poney primitif russe originaire de la région de la rivière du même nom, au Panje issu de la même zone géographique, et au Schweinken, un poney de Prusse orientale utilisé au travail des fermes à partir du XIIIe siècle,. Les terres pauvres de la Prusse orientale ont probablement hébergé des populations de chevaux sauvages jusqu'au début du XVIe siècle, des commentaires crédibles d'observateurs rendant probable l'hypothèse qu'il s'agisse alors des derniers chevaux sauvages d'Europe centrale. Les chevaux sauvages se sont vraisemblablement maintenus plus longtemps en Europe de l'Est qu'en Europe de l'Ouest, notamment en Prusse orientale et en Lituanie. Ces mentions de chevaux sauvages disparaissent des observations écrites à la fin du XVIe siècle. Les chevaux sauvages sont abattus, entre autres, parce qu'ils pillent des réserves de foin durant l'hiver. La survie d'une population de chevaux sauvages génétiquement préservée de tout croisement avec des chevaux domestiques jusqu'au XVIIIe siècle est donc extrêmement improbable.
Les mentions de chevaux sauvages en Europe sont confuses et contradictoires, en particulier pour ce qui concerne un éventuel marronage. Le Tarpan est décrit pour la première fois par le naturaliste allemand Johann Friedrich Gmelin, qui observe un troupeau de chevaux sauvages dans les steppes inexploitées du Sud de la Russie situées au nord de la mer Noire, en 1769,,. Ces chevaux sauvages sont vraisemblablement considérés comme du gibier par les populations humaines locales, et donc chassés pour être consommés.

### Influence des récits de Julius Brincken

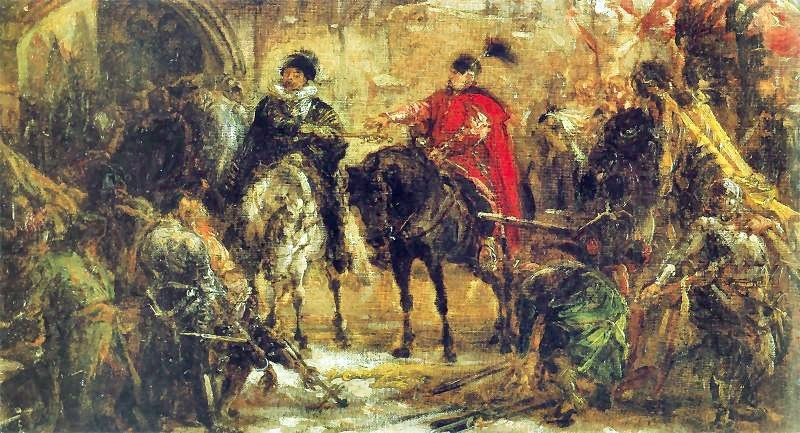
Le Hetman Jan Zamoyski à la bataille de Byczyna, peint par Jan Matejko.

Des sources crédibles font état de la possession de chevaux sauvages par l'influent Jan Zamoyski, qui fonde un très prestigieux zoo à Zwierzyniec, actif jusqu'à la fin du XVIIIe siècle selon Hacquet, lequel y cite des abattages de chevaux sauvages.
Une importante source d'informations au sujet de la race Konik provient du naturaliste allemand Julius Brincken (de), qui décrit en 1826 la faune et la flore de la forêt de Białowieża,. Dans son ouvrage, il assure que cette forêt fut le dernier refuge du cheval sauvage européen, dont les ultimes représentants ont été capturés durant la fin des années 1780 pour être envoyés au zoo de la famille Zamoyski,. Ce récit devient la légende fondatrice de la race Konik,. En 1806, ces animaux sauvages auraient été distribués aux paysans de la région de Biłgoraj, afin de leur permettre de travailler les terres,,,,. Ces derniers auraient alors croisé la souche sauvage avec leurs propres chevaux,. Brincken ne fournit aucune information permettant d'identifier physiquement ces animaux, mais assure que la souche sauvage resterait identifiable parmi les chevaux des paysans de Biłgoraj. L'ouvrage de Brincken est abondamment critiqué par ses contemporains en raison d'approximations et d'erreurs factuelles, en particulier des confusions entre différentes espèces végétales et animales,. Selon le chercheur néerlandais Cis (T.) van Vuure, sa description du cheval sauvage dans la forêt de Białowieża est très probablement une erreur, aucun naturaliste contemporain de Brincken ne décrivant des populations de chevaux sauvages en Pologne ni en Lituanie à l'époque, et encore moins dans un environnement forestier. De plus, un transfert de chevaux sauvages entre la forêt et Zwierzyniec serait très improbable dans un contexte où cette forêt servait de réserve de chasse au roi de Pologne, Zwierzyniec se trouvant alors en territoire ennemi, celui de l'Autriche. Pour Van Vuure, la distribution de ces chevaux sauvages aux paysans locaux, suivie de leur élevage, est elle aussi très improbable dans un contexte où la paysannerie de Biłgoraj relève d'une classe sociale inférieure d'une part, et où des chevaux sauvages sont très inadaptés au travail agricole, d'autre part. Pour les chercheurs polonais Edit Pasicka (2013) et Przemysław Doboszewski (2017), au contraire, « il existe des preuves que les Tarpans ont été croisés avec des chevaux domestiques primitifs locaux »,.
Avec l'intensification de l'agriculture en Europe au XIXe siècle, les petits chevaux, non-compétitifs, sont remplacés par de grands chevaux de trait. À partir du début du XXe siècle et après la découverte du cheval de Przewalski, d'importants débats scientifiques portent sur les chevaux sauvages. Les premières recherches sur le cheval polonais natif remontent à 1914, sous l'impulsion de deux étudiants hippologues, Jan Grabowski et Stanisław Schuch,,,. Ces derniers, sur la foi du récit de Brincken, s'intéressent aux chevaux des paysans de Biłgoraj,, qu'ils décrivent comme des descendants du Tarpan sauvage. Cette souche est domestiquée, mais ils estiment qu'elle conserve une proximité génétique avec cet ancêtre dans leur publication scientifique, datée de 1921,.
Selon les auteurs italiens Maurizio Bongianni et Gianni Ravazzi (repris ailleurs), il est possible que ces chevaux aient été croisés avec l'Arabe,,,.

### Sélection du Konik par Tadeusz Vetulani

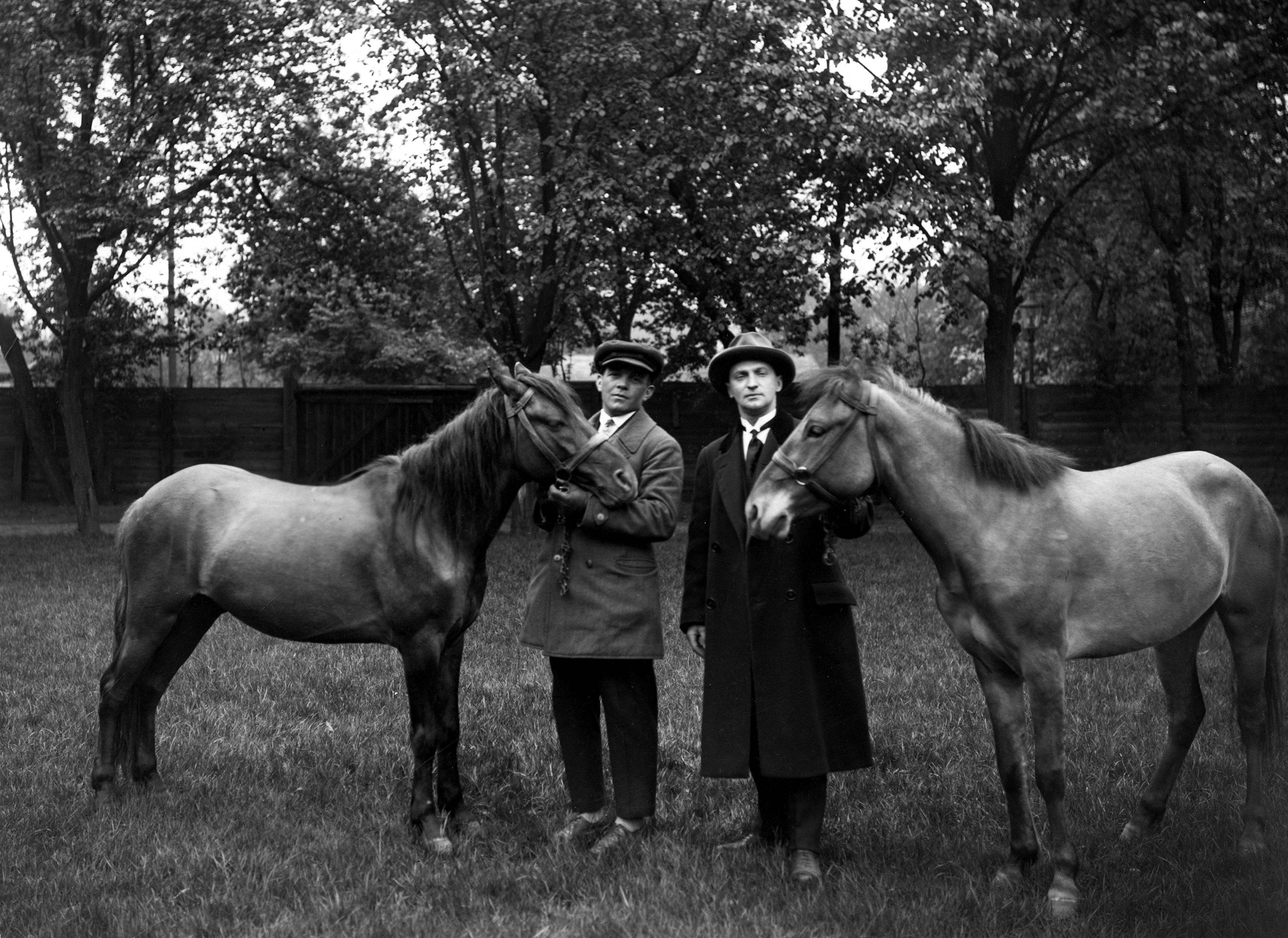
Le professeur Tadeusz Vetulani avec deux chevaux de Biłgoraj testés sur un raid d'endurance à Poznań pour les besoins de l'armée.

Après Grabowski et Schuch, le professeur Tadeusz Vetulani s'intéresse à son tour aux « Konik de Biłgoraj » durant les années 1920. C'est lui qui introduit le premier le nom de Konik Polski (petit cheval de Pologne) dans la littérature scientifique pour les désigner. En 1923, un groupe de ces chevaux est placé au haras national de Janów Podlaski dans le cadre d'une tentative de sélection,. Une autre tentative a lieu en 1928 à Dworzyszcze.
En 1927, Vetulani, alors professeur à l'Université de Poznań déroule une conférence à la fondation Zamoyski durant laquelle il décrit le « Konik de Biłgoraj » comme le plus proche descendant du Tarpan des steppes sauvages sur la base de comparaisons de mesures de squelettes, et s'attribue la découverte d'une sous-espèce forestière du Tarpan, particulièrement prestigieuse,,, que les officiels polonais nomment Equus caballus gmelini Antonius forma silvatica Vetulani. Ces propos s'inscrivent dans un contexte politique où la Pologne est récemment re-devenue indépendante, ses représentants d’État cherchant à peser sur la scène européenne,,.
Le Konik est sélectionné à partir de chevaux primitifs retrouvés dans des fermes rurales de l'est de la Pologne, notamment dans la région de Biłgoraj. En 1936, Vetulani rend effective sa tentative de reconstituer l'espèce éteinte des chevaux Tarpans à partir de 35 Koniks ayant conservé des caractères jugés primitifs, qu'il re-lâche dans la forêt de Białowieża, malgré de grandes difficultés à constituer son troupeau expérimental,. Entre 1936 et 1939, 40 Koniks et leur descendance sont introduits dans la réserve. Vetulani applique ses idées personnelles, en phase avec les croyances erronées de l'époque, selon lesquelles le cheval primitif est de type oriental, en éliminant de son troupeau les chevaux de modèle occidental. Il recours aussi énormément à la consanguinité pour fixer les caractéristiques du troupeau.
Dans son étude (publiée en français en 1939), il juge ce troupeau de Koniks comme très proche du Tarpan sauvage, notamment en raison du profil concave de sa tête. Vetulani est progressivement marginalisé par la communauté scientifique en raison de ses tentatives répétées pour faire reconnaître son Tarpan sylvestre comme une sous-espèce de chevaux, aussi ses travaux rencontrent peu d'écho hors de la Pologne.
Les trois quarts des chevaux du troupeau de Vetulani sont volés par l'armée nazie pendant la Seconde Guerre mondiale. Des 140 chevaux de son programme, seuls un tiers survivent à la guerre. 15 animaux sont retrouvés, sur les 35 d'origine. Le projet de reconstitution du Tarpan reprend néanmoins, puis s'interrompt avec la mort de Vetulani en 1952, son cheptel de Koniks étant transféré en Mazurie,.

### Propagation du mythe du cheval des origines

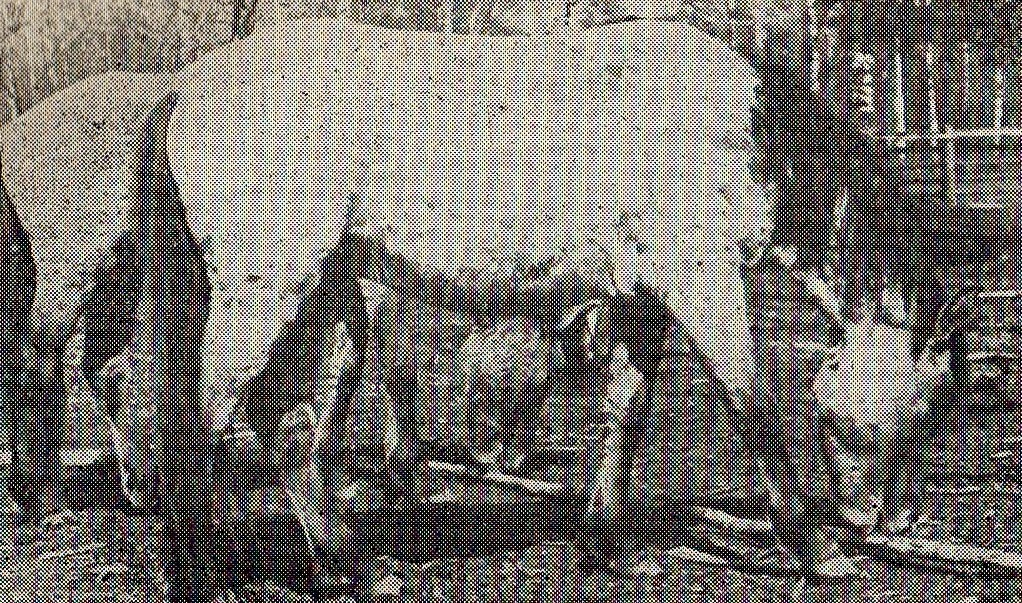
Poulains Konik de deux ans dans la forêt de Bialowieza, avant 1960.

Les scientifiques polonais participent ensuite à l'élaboration d'un mythe national du « cheval des origines », décrit comme exclusivement polonais, dans un objectif nationaliste,.
Après la guerre, l'État polonais suit deux modèles de gestion de la race Konik : certains sont élevés à l'état domestique et d'autres en liberté.
Les chevaux issus de la harde de Velutani sont conservés en liberté à Popielno à partir de 1955 quand quatre juments et un étalon y sont relâchés, en suivant un processus de ré-ensauvagement. D'autres petits haras de Koniks sont créés dans les années 1950 et jusqu'au début des années 1960, notamment à Łozdaj près de Kętrzyn, Stubno et Jeżewice à l'Institut expérimental de l'Académie polonaise des sciences, ainsi qu'à la station agricole expérimentale de Złotniki, mais la plupart ont ensuite fermé.
Ces chevaux peuvent être vendus à l'extérieur à partir de 1965. Les autorités communistes polonaises abandonnent l'élevage du cheval agricole dans les années 1970, et conservent la harde de Koniks, décrite comme un groupe de chevaux primitifs, en évitant la consanguinité autant que possible. L'engouement pour le Konik s'inscrit alors dans la mode pour les animaux herbivores dits « primitifs », allant de pair avec le souci de conservation patrimonial de la nature. L'ethnologue Bernadette Lizet l'analyse comme une « fabrication du sauvage et une restauration des systèmes naturels disparus ».

### Gestion du registre généalogique du Konik
Le registre généalogique de la race Konik est conçu en 1955, mais il n'est réellement publié et fonctionnel qu'en 1962,,. Le registre de 1955 contient les noms des 11 étalons et 54 juments qui ont survécu à la Seconde Guerre mondiale, ainsi que ceux de leurs descendants. Celui de 1962 compte 15 étalons et 50 juments.
Ce registre est fermé aux chevaux issus de parents non-enregistrés comme Konik en 1982, 1984, ou 1985, ce qui signifie que seuls des animaux descendants d'individus inscrits peuvent être considérés comme des Konik.
Un programme d'élevage conservatoire est élaboré puis mis en place en Pologne en 1999. Il autorise l'inscription au registre généalogique seulement si les sujets portent une robe gris souris avec une raie de mulet.

## Description

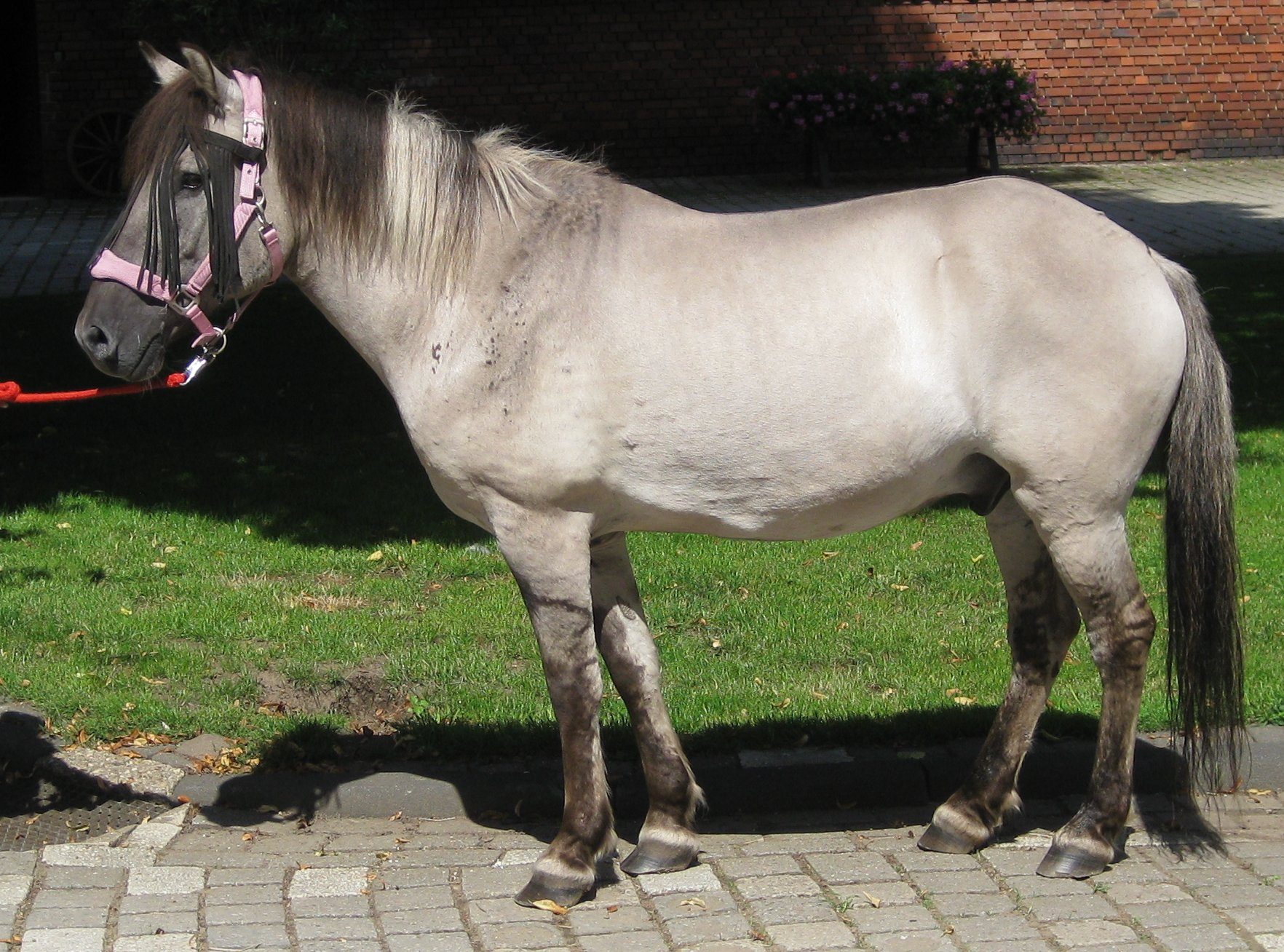
Mâle Konik, au modèle.

Le Konik fait partie d'un groupe de petits chevaux du nord de l'Europe, souvent décrits comme proches des premiers chevaux domestiqués, comme le Gotland, le Polesskaya et le Žemaitukas ; il est également proche morphologiquement du Bosnien, du Cheval du delta du Danube, du Dülmen et du Sorraia.

### Taille et poids
Il mesure en moyenne 1,30  à   1,35 m selon Michelot, 1,35  à   1,38 m au garrot à l'âge de 4 ans selon Farissier, pour une moyenne générale de 1,30  à   1,40 m selon une majorité d'auteurs,,,,,, mesure correspondant au standard officiel polonais. Il pèse environ 400 kg, ou bien dans une fourchette de 300 à 400 kg selon la manière dont il se nourrit.

### Morphologie
Sa morphologie médioligne est plus fine que celle d'un poney classique. Il est souvent comparé au Huçul, une autre race primitive originaire d'Europe de l'Est, mais il en diffère par ses caractères morphologiques. Il est également très différent des races Pur-sang et demi-sang. Il existe une différenciation morphologique nette entre les purs Koniks et les poneys croisés, notamment en termes de longueur des membres.

#### Tête
La tête est grande et large, plutôt lourde, souvent avec une attache faible à l'encolure,. L'auteur autrichien Martin Haller lui décrit une tête de taille moyenne. Le chanfrein en est légèrement concave, mais le profil général est plutôt convexe. Selon Michelot, la tête peut présenter un dimorphisme sexuel net. La tête des mâles est plus massive et se termine alors par un profil légèrement busqué, mais celle des femelles est plus fine et plutôt rectiligne,.

Particularités morphologiques de la tête
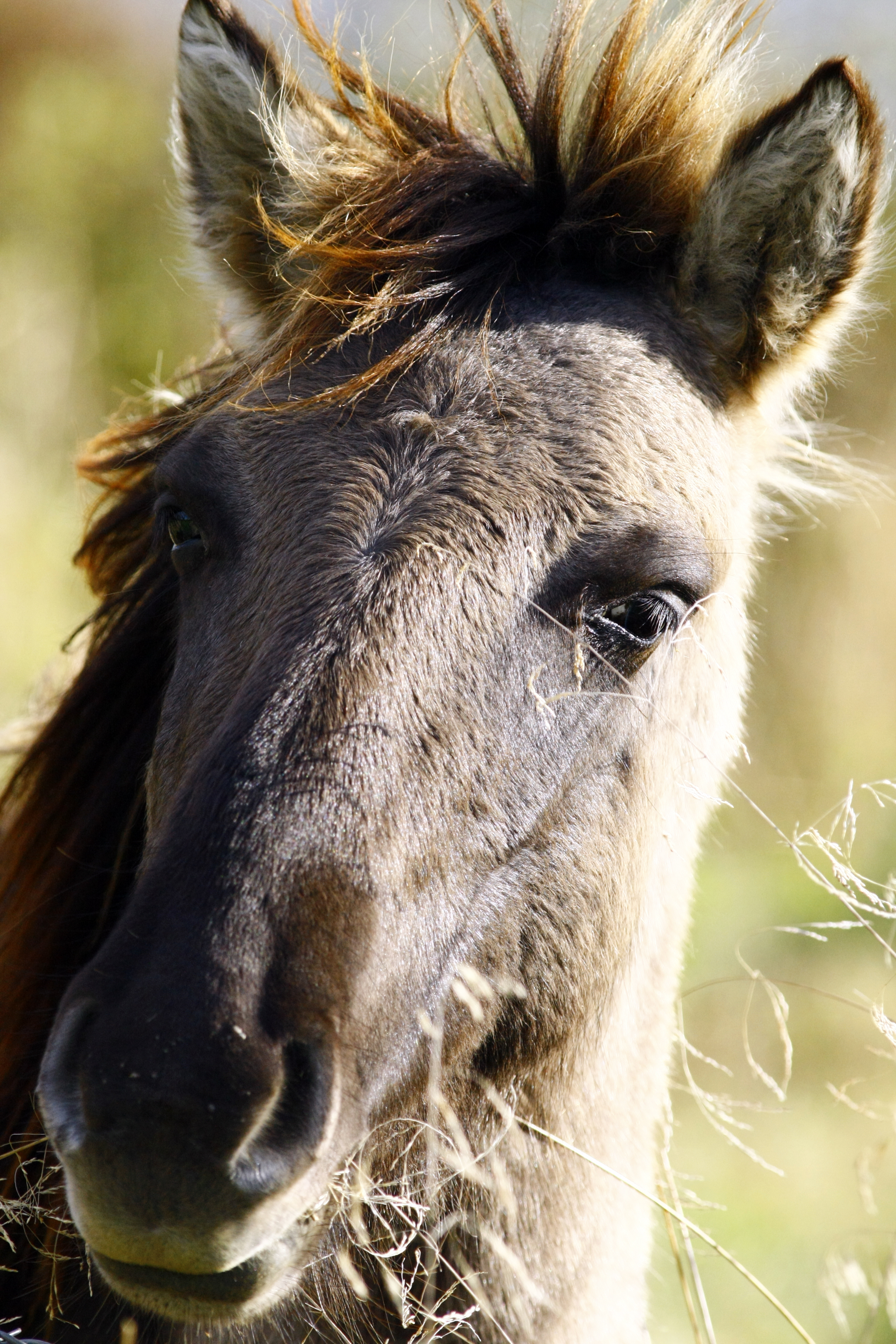
Jeune Konik, vu de face
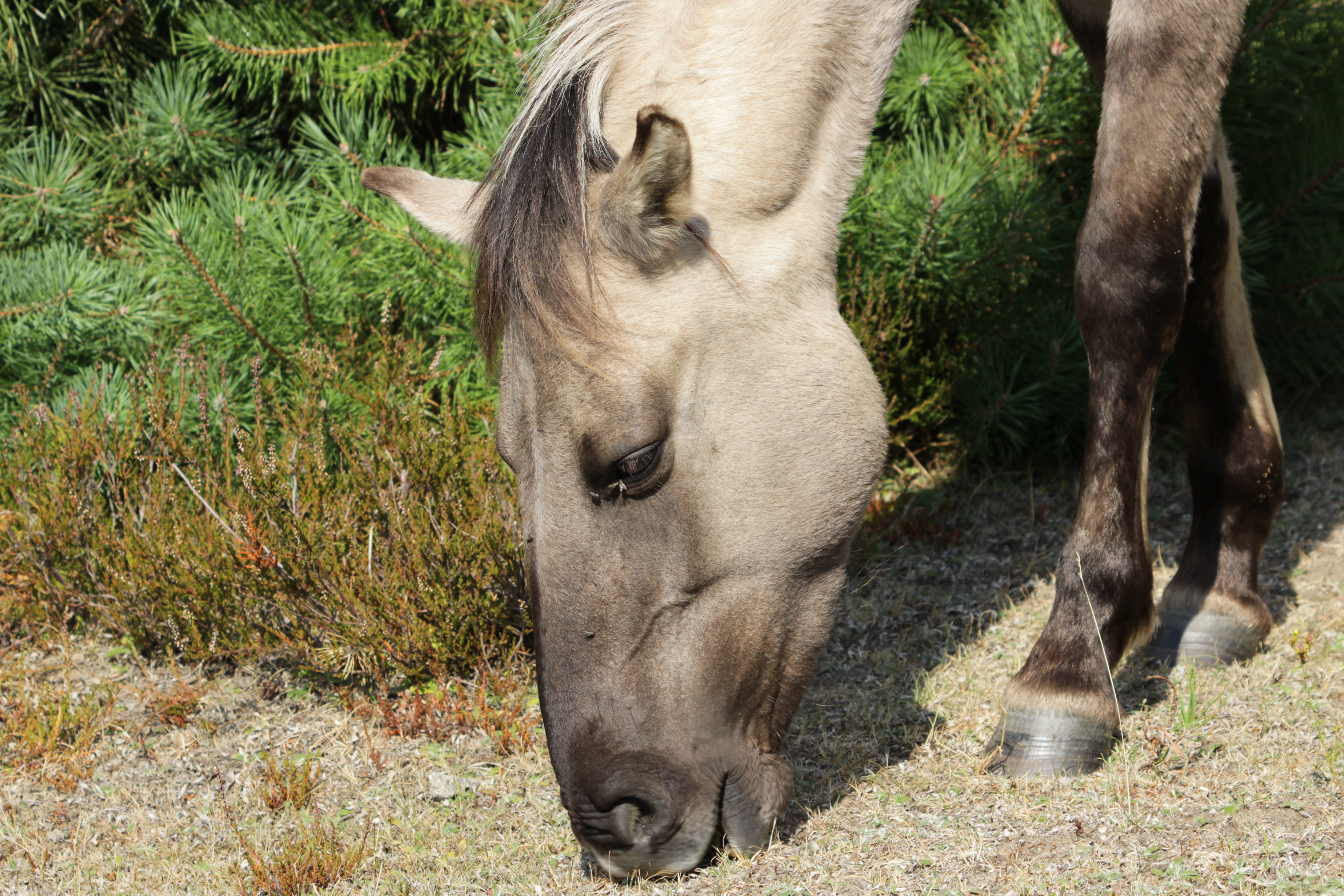
Tête vue de profil pendant le broutage
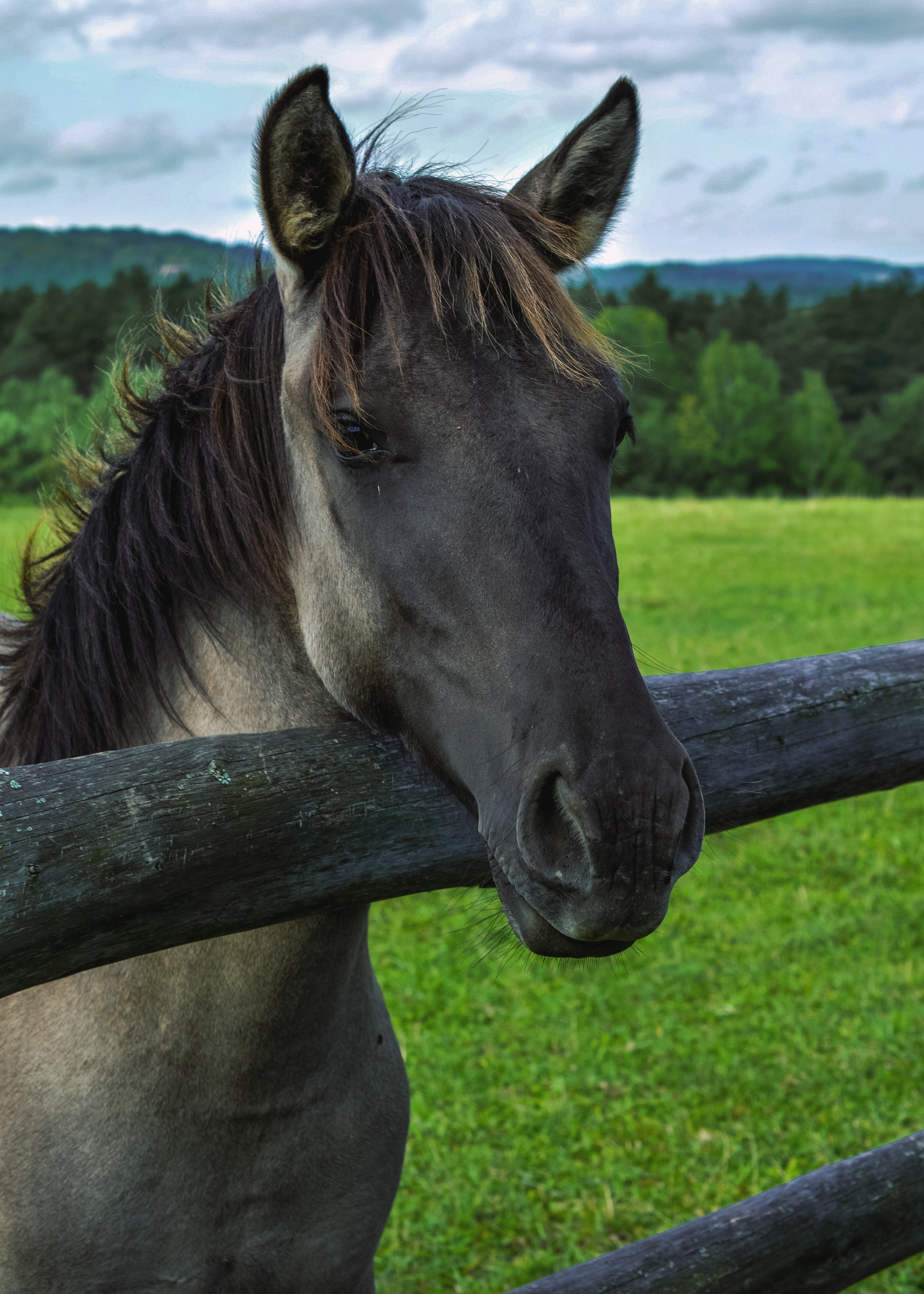
Tête relevée, vue de trois quarts
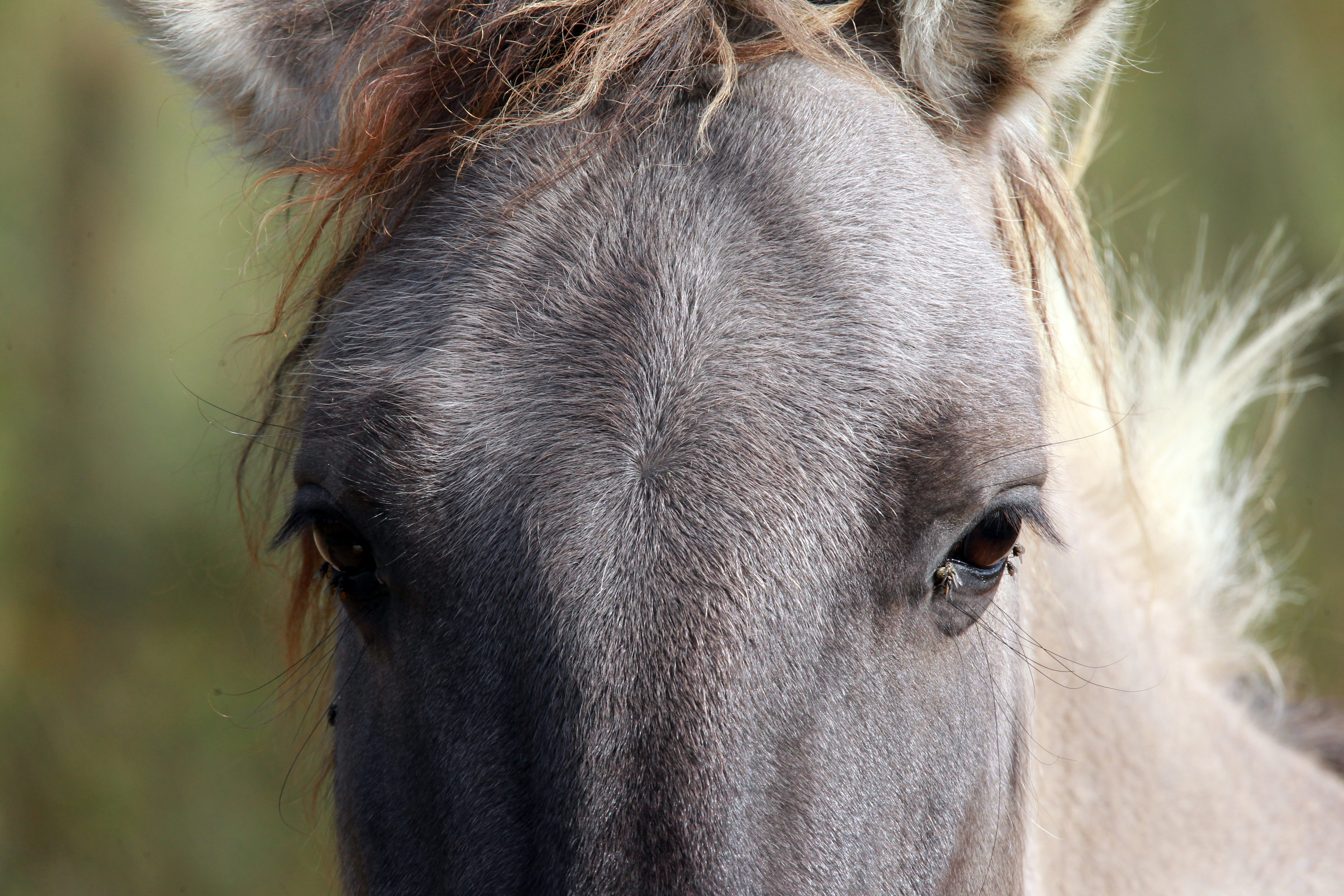
Front et yeux
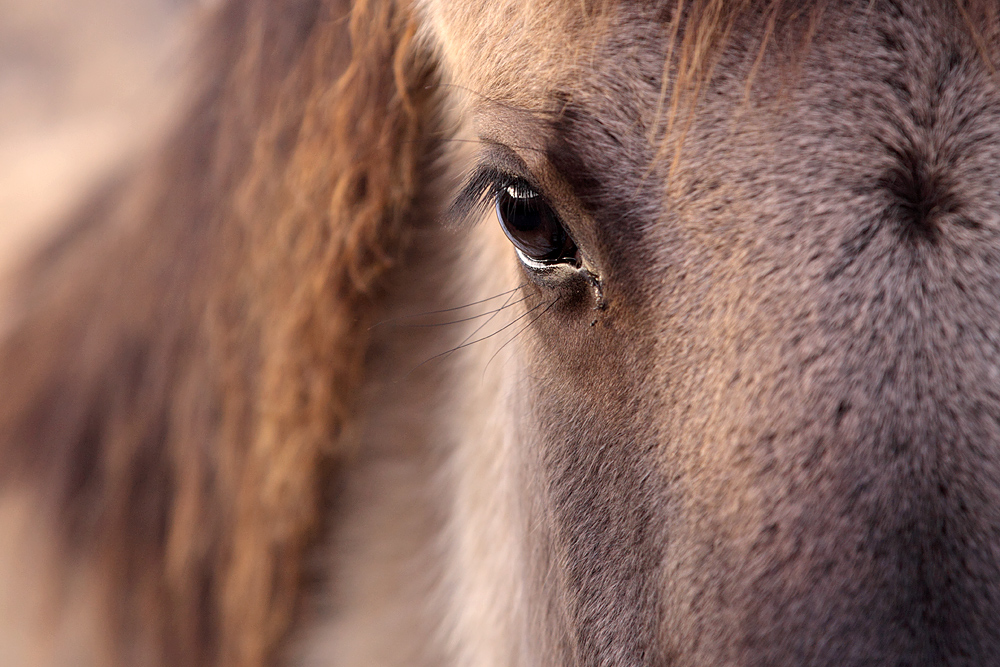
Détail d'un œil
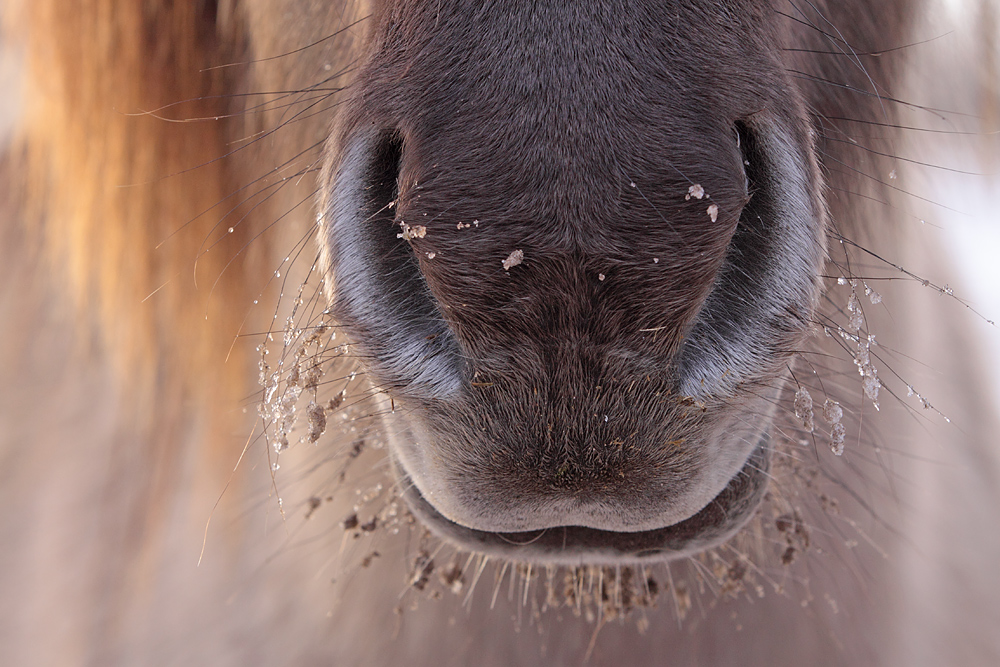
Détail sur les naseaux.

Les oreilles sont courtes et de petite taille,,, avec une forme pointue. Les naseaux sont larges.

#### Corps et membres

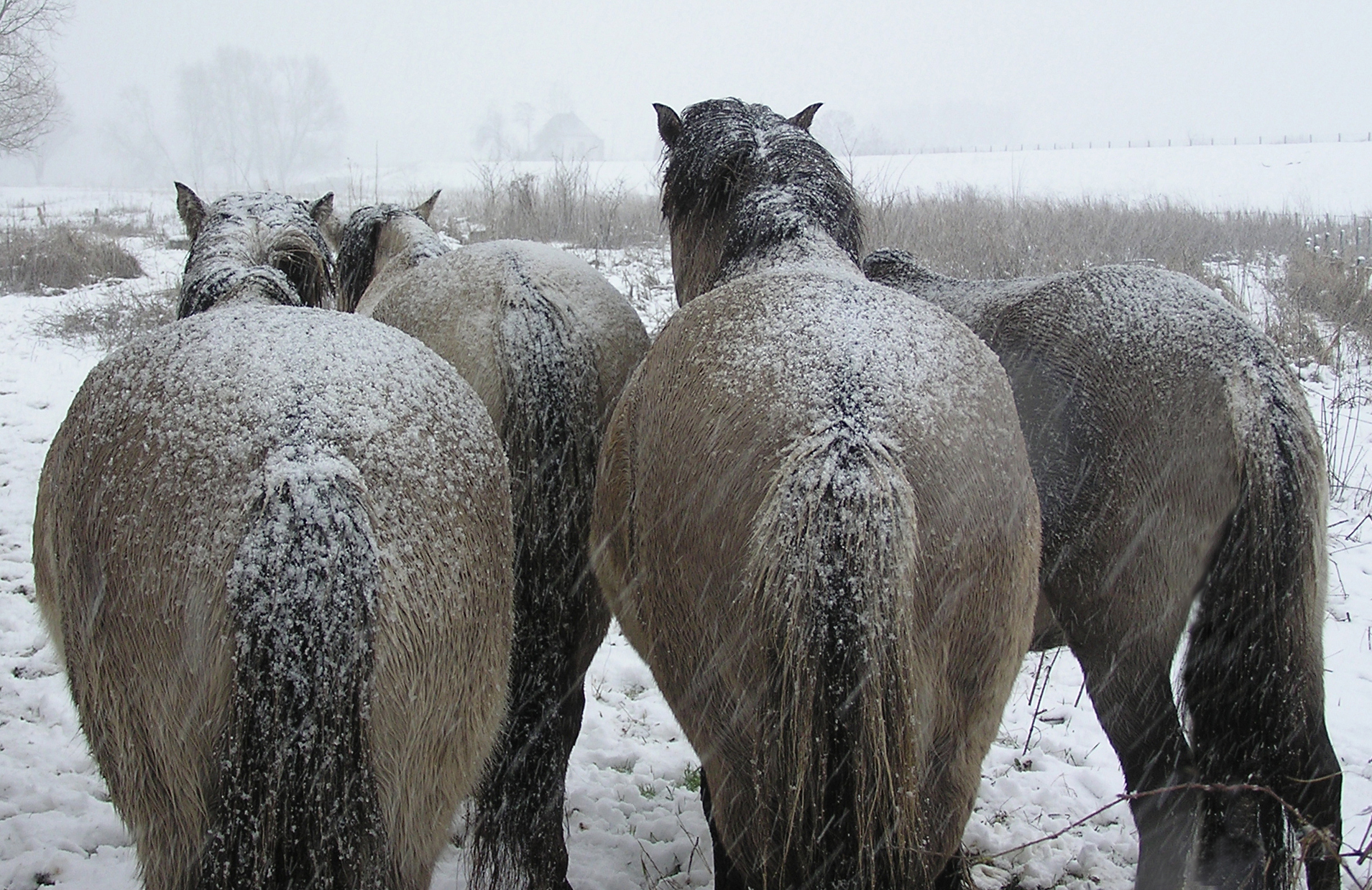
Groupe de Koniks pendant l'hiver 2003 aux Pays-Bas.

Selon une majorité d'auteurs, l'encolure est courte,, ; le Guide Delachaux la décrit bien musclée et de port plutôt haut. Maurizio Bongianni la décrit au contraire comme longue. Celle du mâle peut devenir particulièrement épaisse avec l'âge.
Le poitrail est large et le tour de poitrine profond, avec une cage thoracique ample,. Le tour de poitrine doit être supérieur à 165 cm selon le standard officiel.
Le garrot est plutôt plat,,,. L'épaule est inclinée selon Bongianni et Haller, alors qu'Elwyn Hartley Edwards la décrit au contraire comme droite. Le dos est court et relativement large,, avec une ligne dorso-lombaire plutôt droite. Le rein est bien attaché. La croupe, plutôt courte, est légèrement inclinée, avec une queue attachée bas,,,.
Les membres sont courts et solides,. Le Konik a souvent des « genoux de boeuf » (rentrés vers l'intérieur) et des jarrets clos. Le tour de canon est important. Il dispose de quelques fanons au bas des jambes. Le pied est petit et pourvu d'un sabot dur,.
Son poil s'épaissit fortement durant l'hiver, offrant une protection efficace contre la neige. Ses crins sont fournis, mais plutôt courts.

### Robe
La robe souris (robe de base noire diluée par le gène Dun) sans marques blanches (dite zain), avec une raie de mulet, est un trait caractéristique du Konik, décrit comme résultant de la sélection naturelle, pour des besoins de protection. Cependant, cette couleur de robe a en réalité été sélectionnée par Vetulani ; elle est obligatoire pour l'enregistrement dans le registre généalogique de la race,.
Les poulains Konik naissent avec un pelage fauve laineux, très caractéristique. À l'âge adulte, la robe peut varier en intensité, depuis la couleur blanchâtre jusqu'au gris foncé en passant par des tons sable, reflétant sans doute l'adaptation de cette race à l'environnement et les variations saisonnières (en fonction de la longueur du poil, la couleur semble plus claire ou foncée), notamment sous l'influence du type d'élevage. Dans la perception populaire, le gris souris est la couleur de robe équine associée au Konik, bien que cette couleur de robe puisse exister chez de nombreuses autres races de chevaux, notamment le Biłgoraj.

Particularités de la robe du Konik
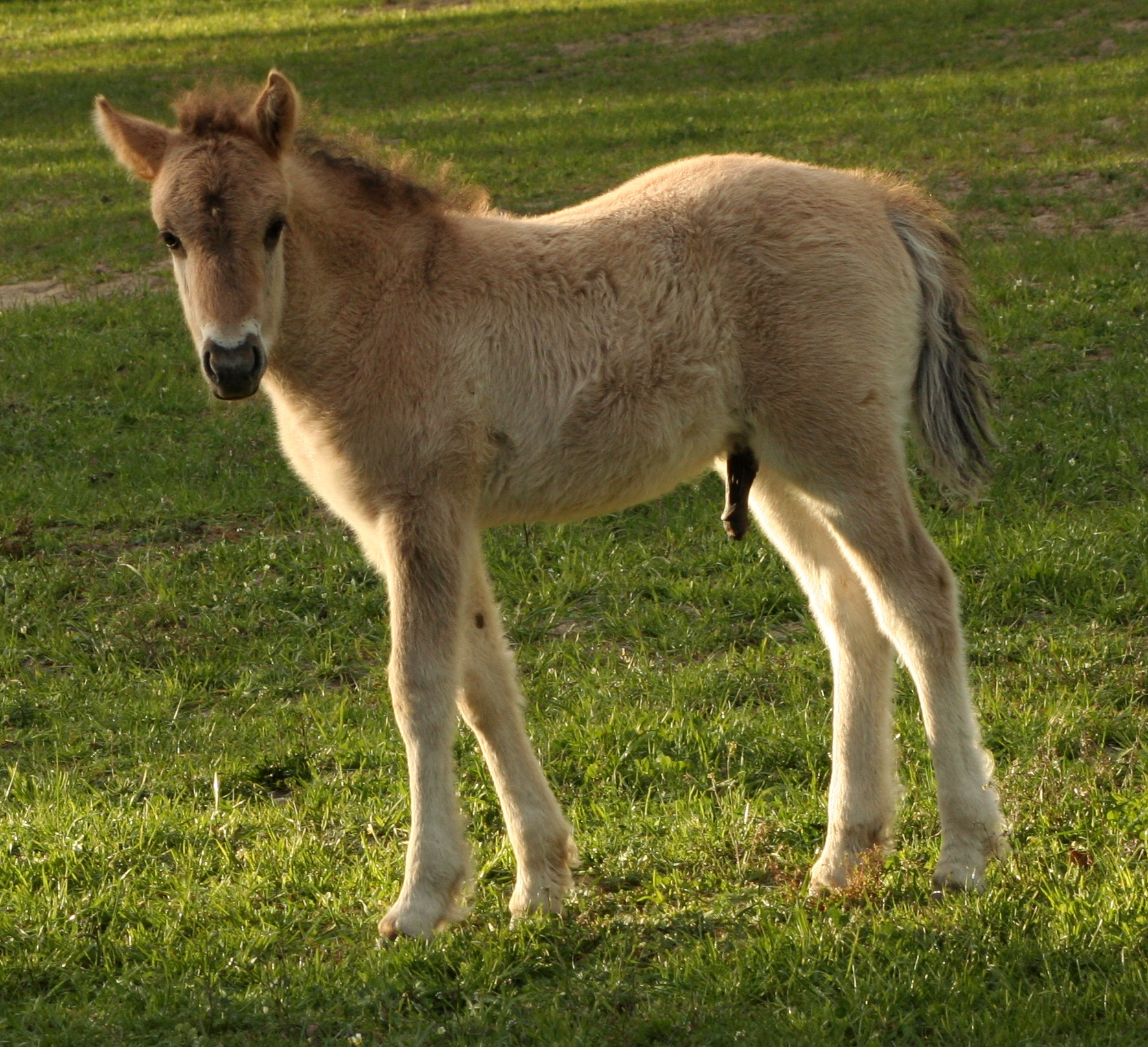
Pelage fauve laineux du poulain
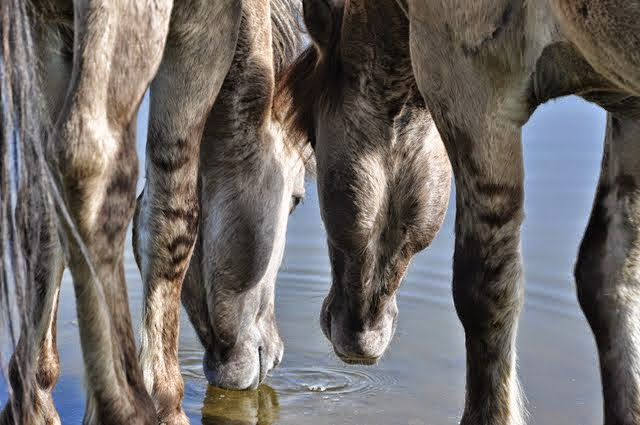
Zébrures sur les membres
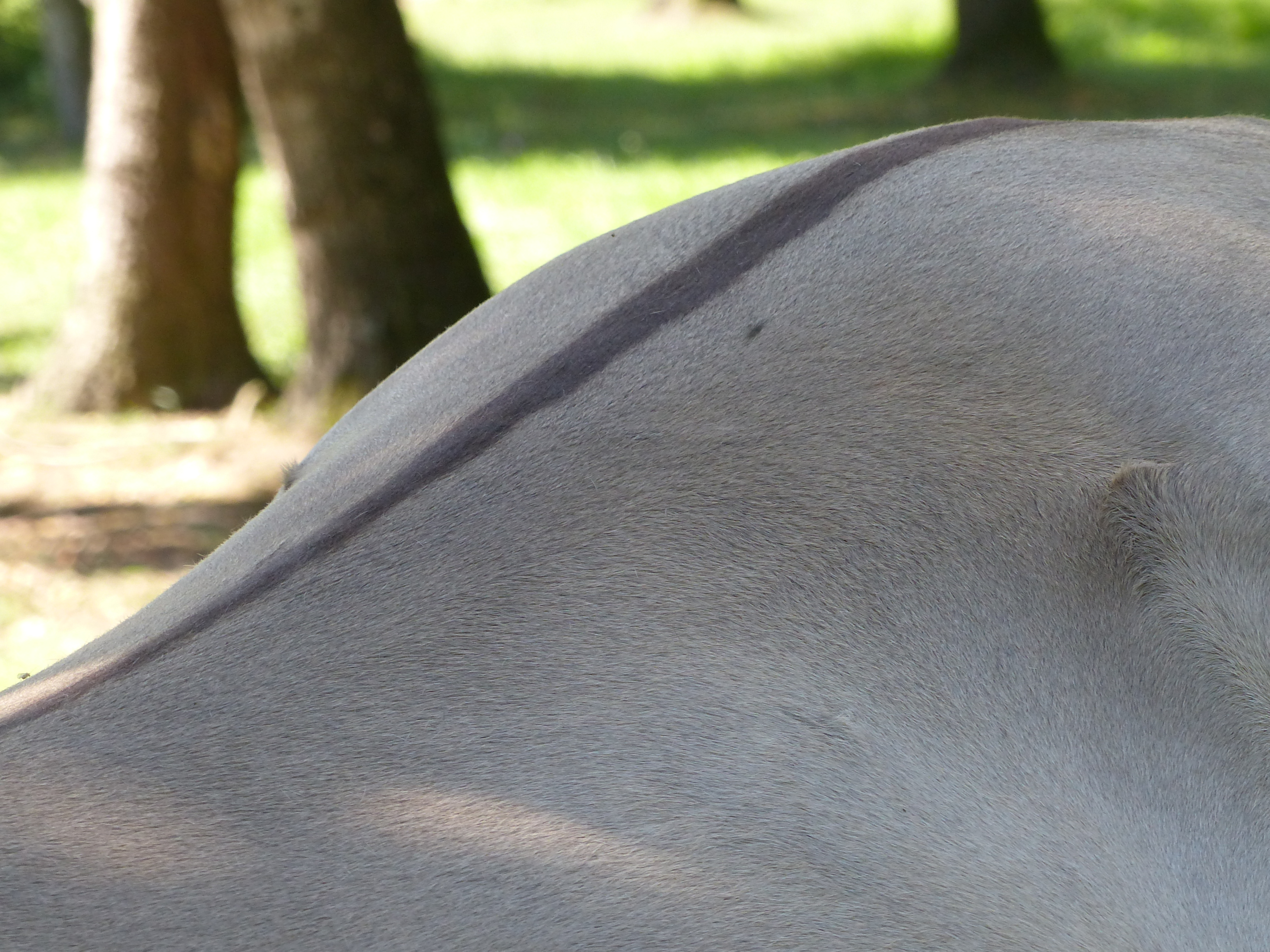
Raie de mulet sur le dos
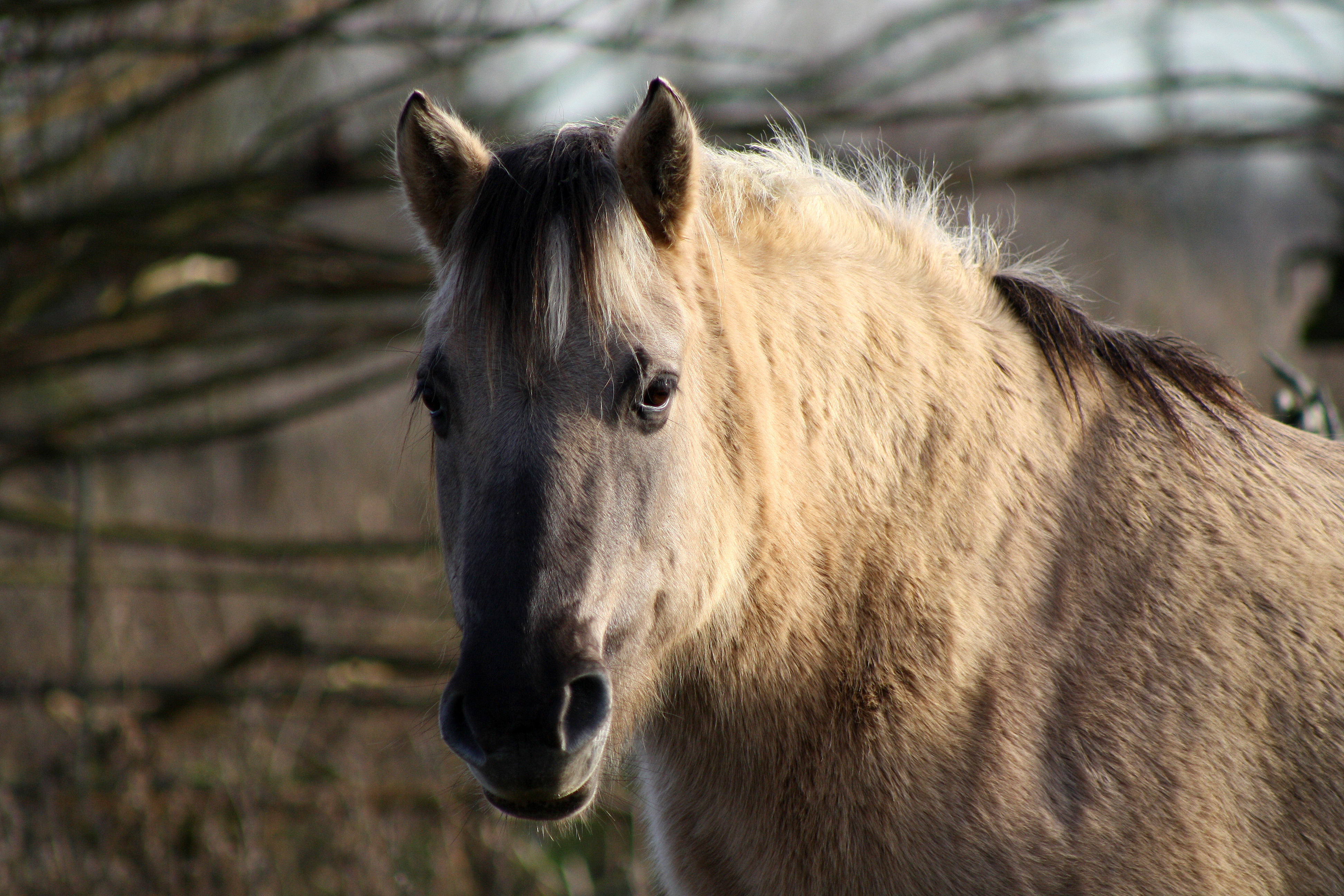
Cap de Maure, marquage noir au-dessus des yeux et autour des oreilles

De nombreux Koniks présentent des rayures bien visibles au bas des membres et autour du garrot,. Une bande de sourcils noire peut être visible au-dessus de l'œil, et l'oreille comporte un contour noir,. Malgré la sélection effectuée par les éleveurs (notamment par T. Vetulani) pour éliminer les autres robes, des individus portant des marques blanches naissent périodiquement, notamment en raison des croisements effectués par le passé chez la race. 18 % des Koniks analysés en 2003 n'ont pas de raie de mulet ni de marques primitives associées.
L'allèle dominant Agouti (A), responsable de la robe baie, est présent dans le pool génétique de la race, provoquant des naissances régulières de poulains bai dun,. Environ 35 % de chevaux génétiquement bai dun sont enregistrés par erreur comme des noir dun (souris). L'allèle récessif extension (e), responsable de la robe alezane, est présent chez plus de 15 % des Koniks en 2003. Les gènes Silver, Champagne et Crème sont absents. L'analyse des variations du gène TBX3 a montré qu'un génotype rare présent chez le Konik se retrouve aussi chez l'Estonien natif de robe souris.

### Tempérament et entretien

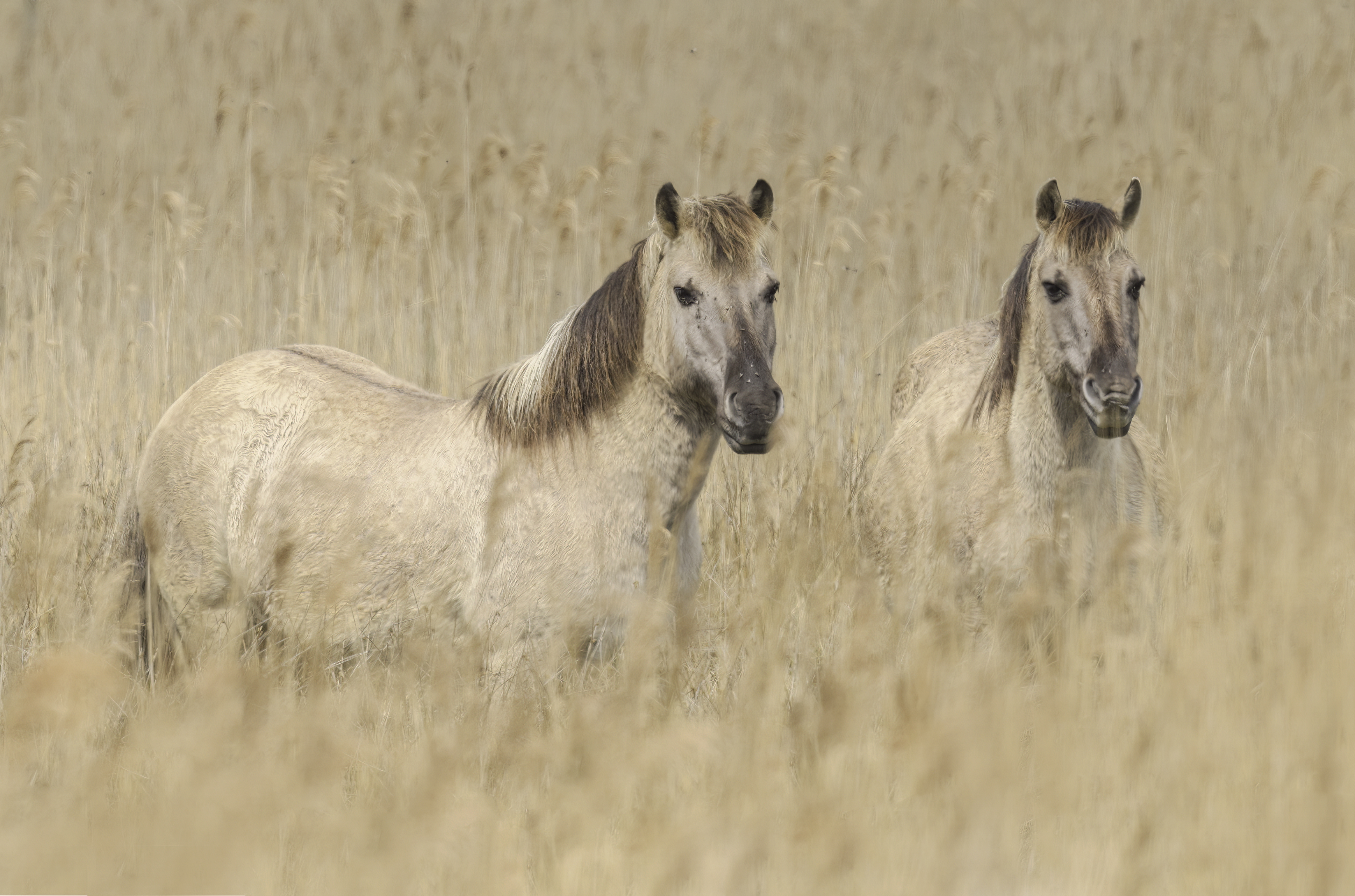
Koniks dans des hautes herbes.

Bénéficiant d'une excellente faculté d'adaptation aux conditions environnementales de la Pologne, le Konik se distingue par une forte manifestation de son comportement grégaire, y compris dans les réserves, bien que son comportement social ne diffère pas de celui des autres races de chevaux. Il ne requiert qu'un entretien minimal, tel qu'un complément en foin l'hiver, au besoin,. Diverses études ont mis en évidence l'aptitude de cet animal à la reproduction sans assistance humaine, de même que sa constitution très robuste, qui se traduit par une bonne résistance aux maladies,,,,, en particulier à la fièvre du Nil occidental. Les Koniks semblent également résister aux mallophages (Mallophaga spp.). L'asthme équin peut se produire (28 chevaux sur 274 testés positifs en 2021), sans relation évidente avec la consanguinité, mais peut-être avec une influence maternelle.
Malgré un accès illimité à l'herbe de printemps, les Koniks en liberté souffrent rarement de fourbure.
Les paramètres biophysiques de la peau ont été analysés pour la première fois en 2021. Les chevaux élevés dans la forêt présentent une peau plus épaisse sans tendance à la desquamation, des crins plus longs et plus solides, ainsi qu'une meilleure condition physique face à l'invasion de parasites internes. Cette race pourrait acquérir une immunité naturelle grâce à la consommation de plantes contenant des substances qui limitent ou inhibent le parasitisme,,. Le Konik est susceptible d'être parasité par des strongyles (Strongylus spp.), par Parascaris equorum, par Gasterophilus intestinalis et par des anoplocéphales (en) (Anoplocephala spp.),. Les parasites externes sont essentiellement des insectes hématophages, tels que des taons (Tabanidae spp.) et des culicoïdes (Culicoides spp.).
Par comparaison aux autres races de chevaux, les poulains disposent d'une capacité supérieure à compenser d'éventuelles carences alimentaires pendant leur croissance. Les chevaux adultes sont capables de stocker d'importantes réserves de graisse à l'automne, pour mieux supporter les pénuries de l'hiver,. Le pelage d'hiver des chevaux qui vivent en liberté est notablement plus dense que chez ceux qui vivent en écurie. Lorsqu'il vit en liberté, ce cheval est susceptible de succomber à divers accidents, tels que la noyade, la fracture, ou la prédation par des loups.
D'après Haller, ses allures sont volontaires dans le mouvement, et il est également apte au saut. Cependant, Hendricks lui décrit au contraire des allures de mauvaise qualité.

### Longévité

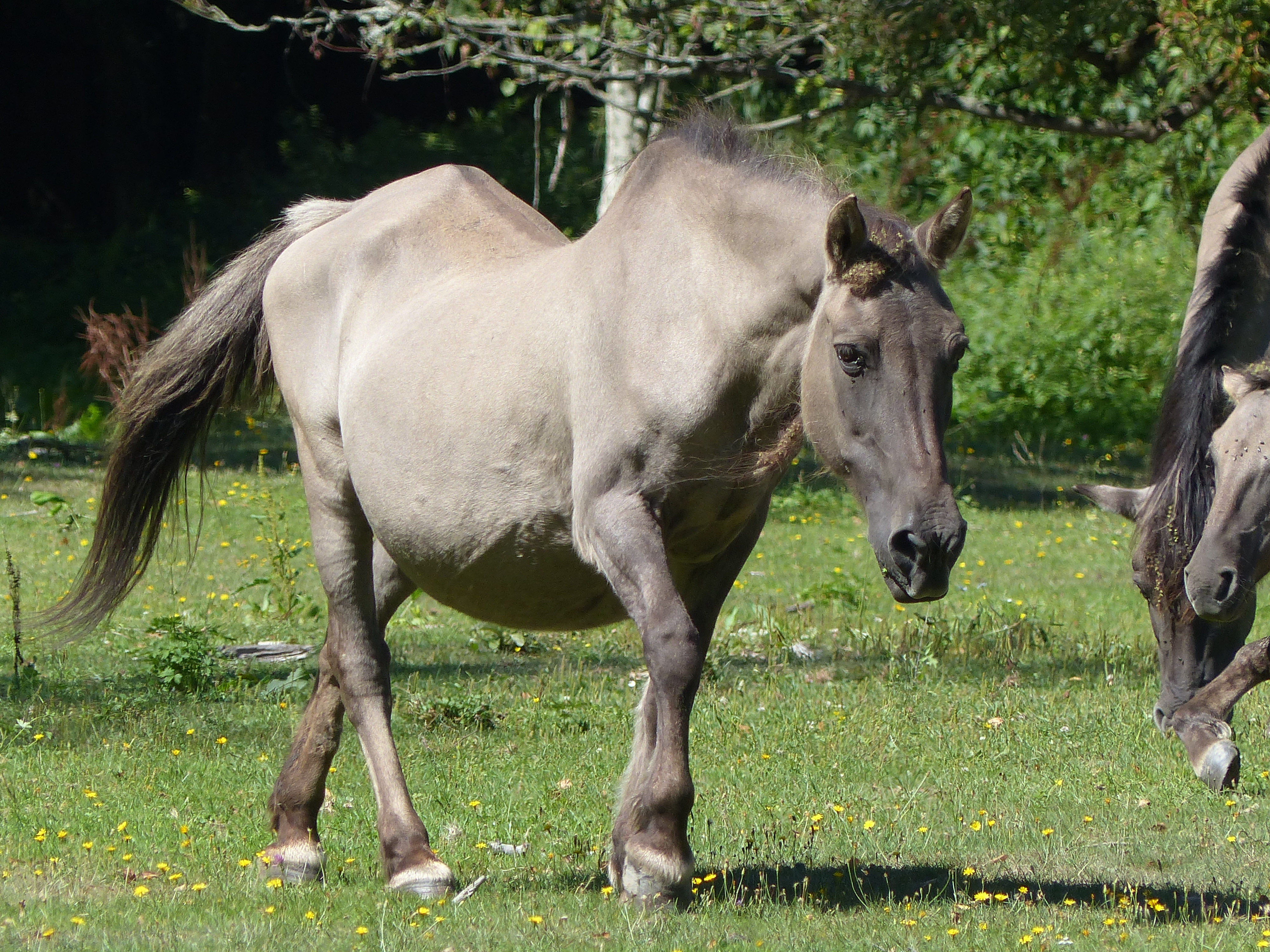
Très vieille jument Konik à la réserve de bisons du parc national de Bialowieza.

Le Konik est doué d'une très bonne longévité,,,, supérieure dans les réserves avec surveillance humaine. Plusieurs juments de cette race ont vécu jusqu'à 33 ans, avec un record de 25 poulinages pour la jument Tarka,. La jument Lalka de la réserve de Popielno a atteint cet âge en 2021, après 21 poulinages. Une autre jument de cette réserve, qui a vécu en liberté totale, a atteint l'âge de 29 ans. Il y a cependant une baisse de fertilité avec l'âge.
Les étalons à l'état sauvage vivent moins longtemps (21 à 23 ans en moyenne), en raison de la pression qu'ils subissent dans leur groupe familial.

### Sélection et lignées
La race Konik est gérée par un programme de conservation, et fait partie des six races de chevaux polonaises couvertes par ce type de programme, avec le Huçul, le Wielkopolski, le Malopolski, le Silésien et le Trait polonais. Tous les Koniks qui vivent à l'état sauvage en Pologne sont suivis par l'association des éleveurs de Konik Polski (Związek Hodowców Koników Polskich, PZHK), qui centralise et maintient son registre généalogique. Il s’agit d'une des deux races de chevaux d'origine polonaise qui puissent être considérées comme « pures », avec le Huçul, leurs registres généalogiques ayant été fermés aux apports extérieurs. En plus de ce suivi national, le Konik est inclus à la Global Strategy for the Management of Farm Animal Genetic Resources (stratégie globale pour les gestions des ressources génétiques animales de ferme) de l'Organisation des Nations unies pour l'alimentation et l'agriculture (FAO).
La race est élevée en suivant un système de lignées généalogiques. Il est cependant possible que le registre généalogique du Konik contienne des erreurs,.

#### Diversité génétique
Les Koniks actuels descendent d'un petit nombre d'individus fondateurs,. Le maintien d'une bonne diversité génétique est essentiel pour une population réduite comme celle de la race Konik. Sa consanguinité a nettement augmenté au fil du temps, passant de 4,8 % en moyenne en 1980 à 8,6 % en 2011,,, puis 9,3 % selon une nouvelle estimation publiée en 2016. Individuellement, le taux de consanguinité varie de 5,25 % à 22,41 %. La race a subi un goulet d'étranglement de population au cours de son histoire, qui s'est traduit par une forte diminution des lignées maternelles.

#### Lignées femelles
Le Konik a une bonne diversité d'origines maternelles. En 1962, 35 lignées maternelles sont connues,. 19 se sont éteintes, et 16 perdurent jusqu'à nos jours : Liliputka I (née en 1920), Karolka (née en 1933), Zaza (née en 1933), Urszulka (née en 1934), Tarpanka I (née en 1937), Traszka (date de naissance inconnue), Tunguska (née en 1949), Tygryska (née en 1928), Popielica (née en 1937), Wola (née en 1943), Białka (née en 1944), Ponętna (née en 1946), Misia II (née en 1948), Dzina I (date de naissance inconnue), Bona (née en 1954) et Geneza (née en 1965),,. Les lignées de Traszka (15.5 %), Tarpanka I (18.4 %) et Zaza (13.1 %) représentent la moitié des Koniks en 2019,. En y ajoutant les lignées de Liliputka I (12,7 %), Karolka (12,2 %) et Urszulka (7,8 %), six lignées femelles représentent 79,7 % de la population mondiale de Konik en 2019. Au contraire, les lignées Bona (0,4 %), Ponętna (0,8 %), Misia II (1,2 %), Geneza (0,5 %) et Białka (1,3 %) sont menacées d'extinction,. Puisque le registre de la race est fermé, aucune nouvelle lignée femelle ne pourra théoriquement apparaître.

#### Lignées mâles
Il existe six lignées d'étalons : Chochlik (né en 1940), Goraj (né en 1935), Glejt I (né en 1944), Wicek (né avant 1930), Liliput (né en 1918) et Myszak (né en 1937), les lignées les plus rares sont celles de Liliput et Glejt I,,. En 2019, les lignées mâles les plus nombreuses sont celles de Wicek (34,4 %), Chochlik (18,2 %) et Goraj (17,2 %).
Liliput est à la fois le plus ancien mâle Konik connu, et le premier reproducteur autorisé historiquement dans la harde sélectionnée par Vetulani à Białowieża. La lignée de Liliput était considérée comme perdue en 1995, mais elle a été retrouvée et renforcée, représentant 11 % des Koniks de 2019. En septembre 2020, avec 24 chevaux, elle compte pour 9,9 % des étalons Koniks actifs.

## Utilisations

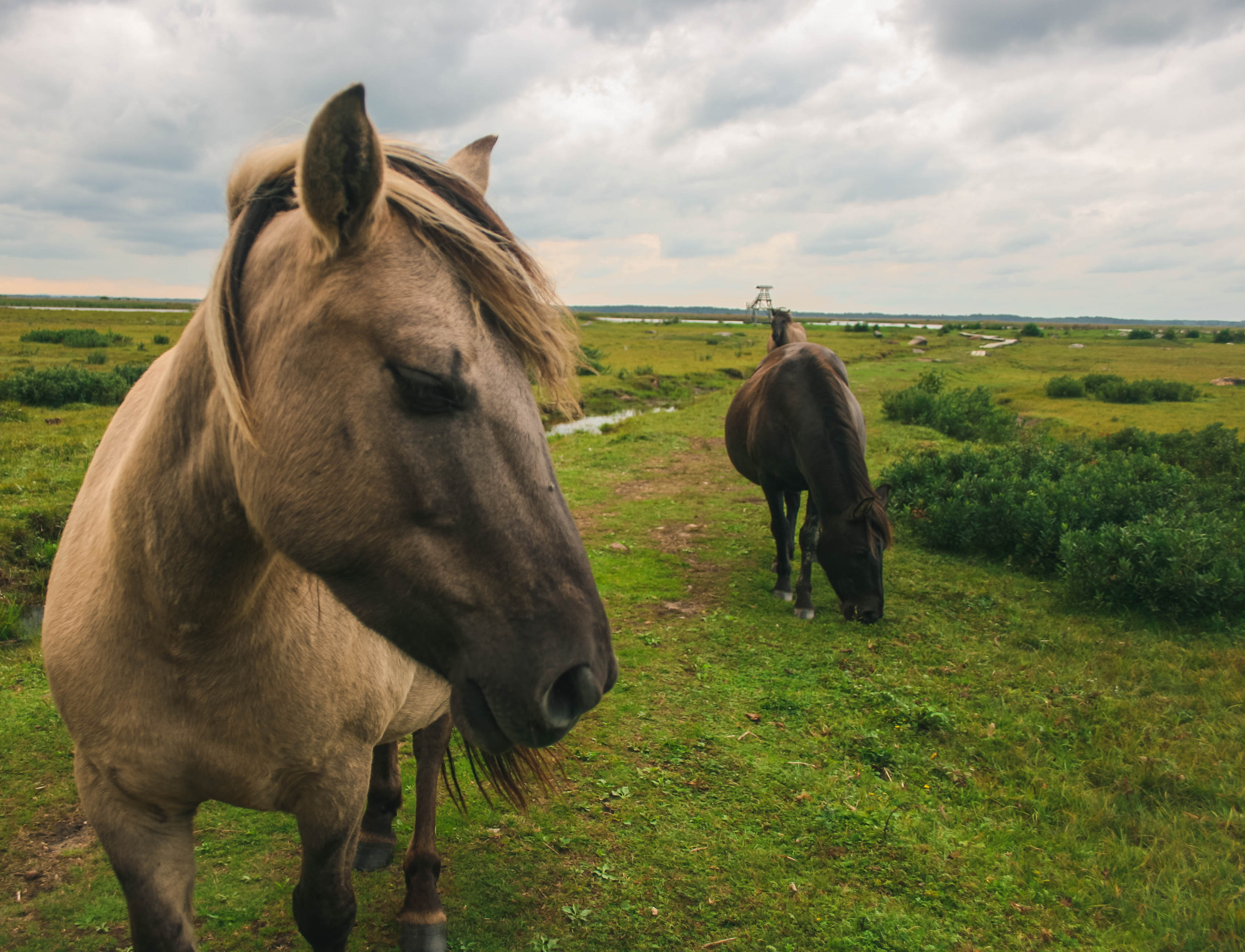
Koniks dans le lit majeur du lac d'Engure, en Lettonie. Septembre 2017.

Le Konik est apte à l'équitation et à l'attelage, mais ces utilisations sont très rares en raison de sa popularité pour la gestion écologique. Il servait par le passé de cheval agricole,,. Il dispose d'une force de traction comparativement impressionnante pour sa taille,. L'analyse des facteurs de bien-être et de stress de jeunes chevaux Konik entraînés au travail agricole montre des valeurs similaires à celles des autres races de chevaux.
Il peut faire un bon cheval de loisir, et en particulier de randonnée équestre en dépit de sa taille réduite ; il est en effet porteur et capable d'être monté par des adultes comme par des enfants,,,. Une tentative d'estimation génomique de ses performances dans les sports équestres a été publiée en 2012. Enfin, le Konik est présent dans des programmes d'équithérapie,.

### Écopastoralisme

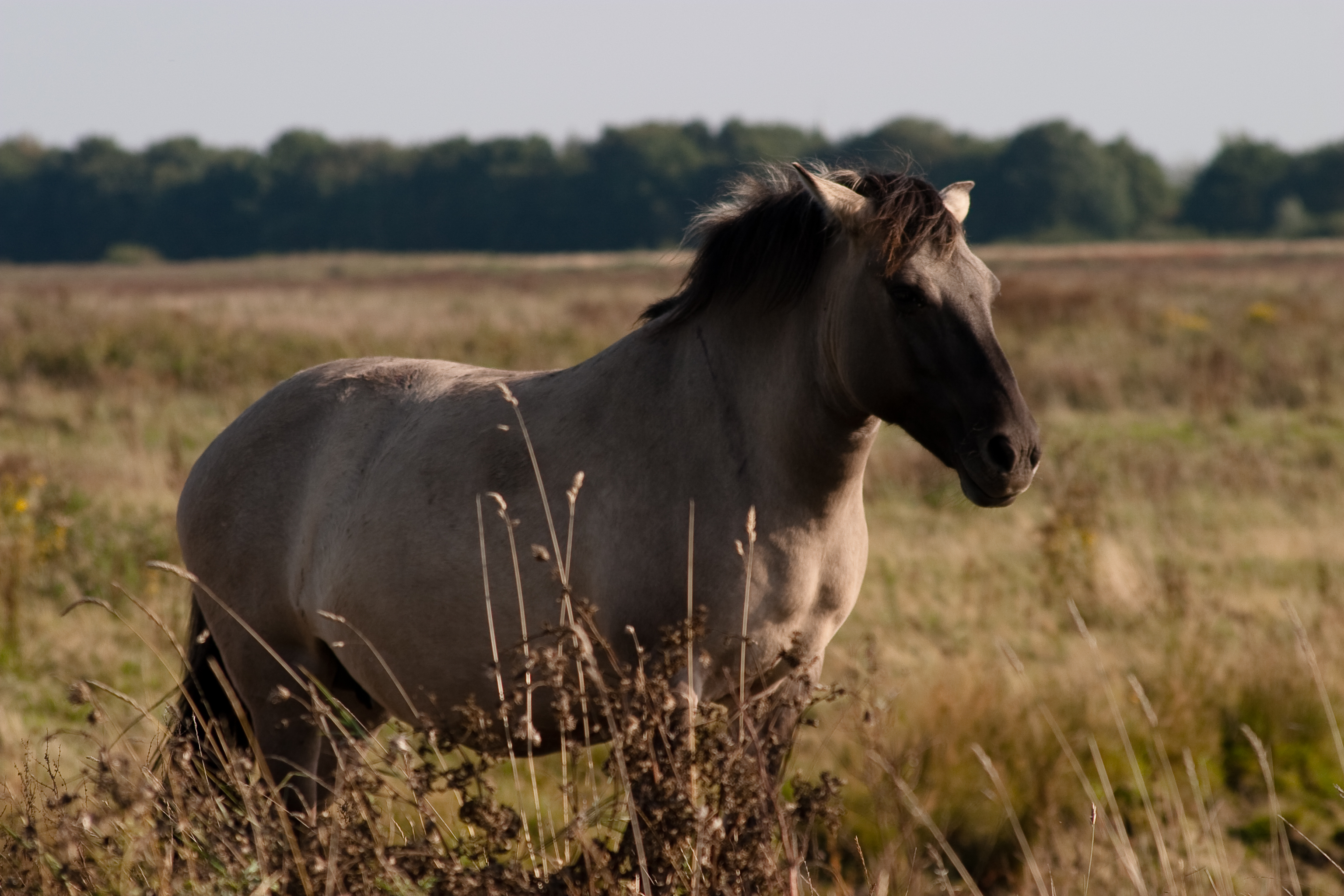
Konik en milieu ouvert bordé d'une forêt, typique des écopâturages.

Le Konik est nettement popularisé dans le cadre de la gestion écologique des espaces naturels en Europe, en jouant son rôle de grand herbivore rustique,,,. L'efficacité de ce rôle est attestée par différentes études. En Pologne, leur présence est corrélée à une augmentation du nombre d'oiseaux qui apprécient les zones pâturées, comme le Bruant jaune (Emberiza citrinella), la Bergeronnette des ruisseaux (Motacilla cinerea), le Pipit farlouse (Anthus pratensis) et le Chevalier guignette (Actitis hypoleucos) ; les Koniks ont, de plus, « réussi à enrayer la succession des roseaux et des saules ». La présence de crottins permet aux oiseaux granivores de se nourrir en y recherchant des graines,. En revanche, l'écopâturage entraîne le déclin des espèces d'oiseaux qui apprécient la végétation haute et non-pâturée. Les chevaux préfèrent les milieux ouverts, et se réfugient exceptionnellement dans la forêt, par exemple pour échapper aux insectes,.
Le Konik est efficace pour éliminer les jeunes arbres en cours de croissance. D'après Michelot, c'est tout particulièrement durant l'hiver qu'il montre son utilité de brouteur, en se nourrissant de la végétation ligneuse qui colonise les milieux ouverts. Il n'existe toutefois pas d'unanimité quant à une valeur supérieure de cette race dans ce rôle par comparaison à d'autres chevaux primitifs, comme l'Exmoor. Il reste aussi des questionnements quant à la capacité de ces chevaux à s'autoréguler en l'absence de prédateurs naturels, en évitant le surpâturage,. Enfin, la vie des chevaux en liberté et sans contacts humains soulève des questions relatives au bien-être du cheval dans les rares cas où une intervention humaine est nécessaire. En cas de besoin de séparer des poulains du troupeau, par exemple, les chevaux sont placés dans un état de stress accru.
La mise en place de tels projets de ré-ensauvagement est complexifiée par de nombreux obstacles administratifs, socio-économiques et culturels, particulièrement en France. L'existence de programmes de gestion écologique dans divers pays européens a un effet négatif sur la diversité génétique du Konik, chacun de ces pays recourant préférentiellement à sa propre population de Koniks pour la reproduction.

### Recherche
Le Konik est considéré comme un cheval de grande valeur pour la recherche, soit en raison de sa proximité alléguée avec le Tarpan,, soit de par son statut de population relique. Il dispose d'une valeur adaptative à l'environnement absente chez la plupart des autres races de chevaux.

### Influence sur d'autres races de chevaux

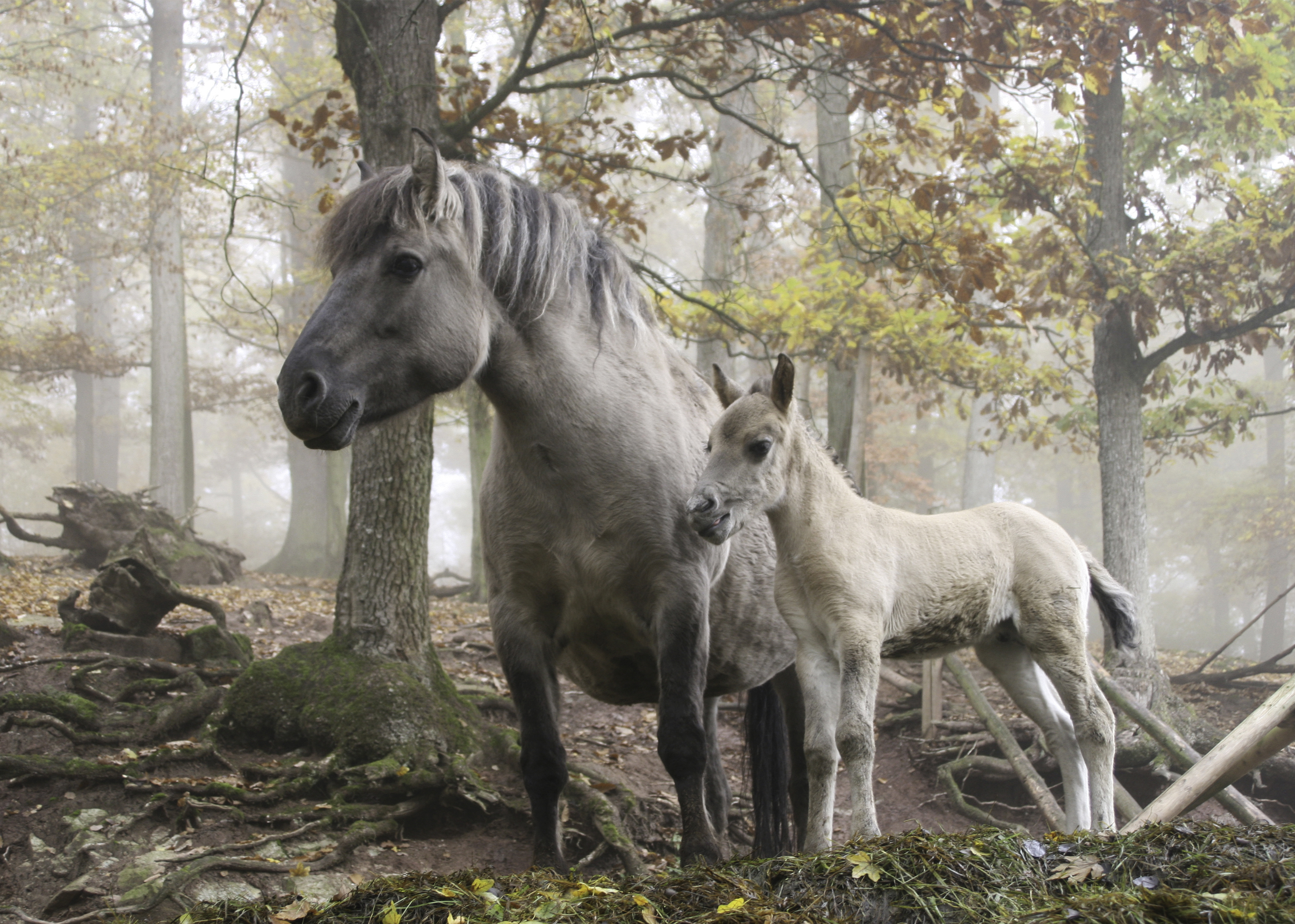
Jument de Heck et son poulain dans le parc d'attractions Erlebnispark Tripsdrill, en Allemagne.

Le Konik a été croisé pour donner le cheval de Heck, projet nazi de reconstitution du Tarpan, concurrent de celui de Vetulani,. Il est aussi entré en croisement avec le Dülmener (dans l'objectif d'éliminer des caractéristiques rappelant le cheval domestique chez cette dernière race),, et a participé à créer les races Arenberg-Nordkirchener et Feliński.
Les chevaux résultant de divers croisements de la souche originelle du Konik avec d'autres races telles que l'Arabe, le Pur-sang et des chevaux de trait, sont connus sous le nom de Panje.

## Diffusion

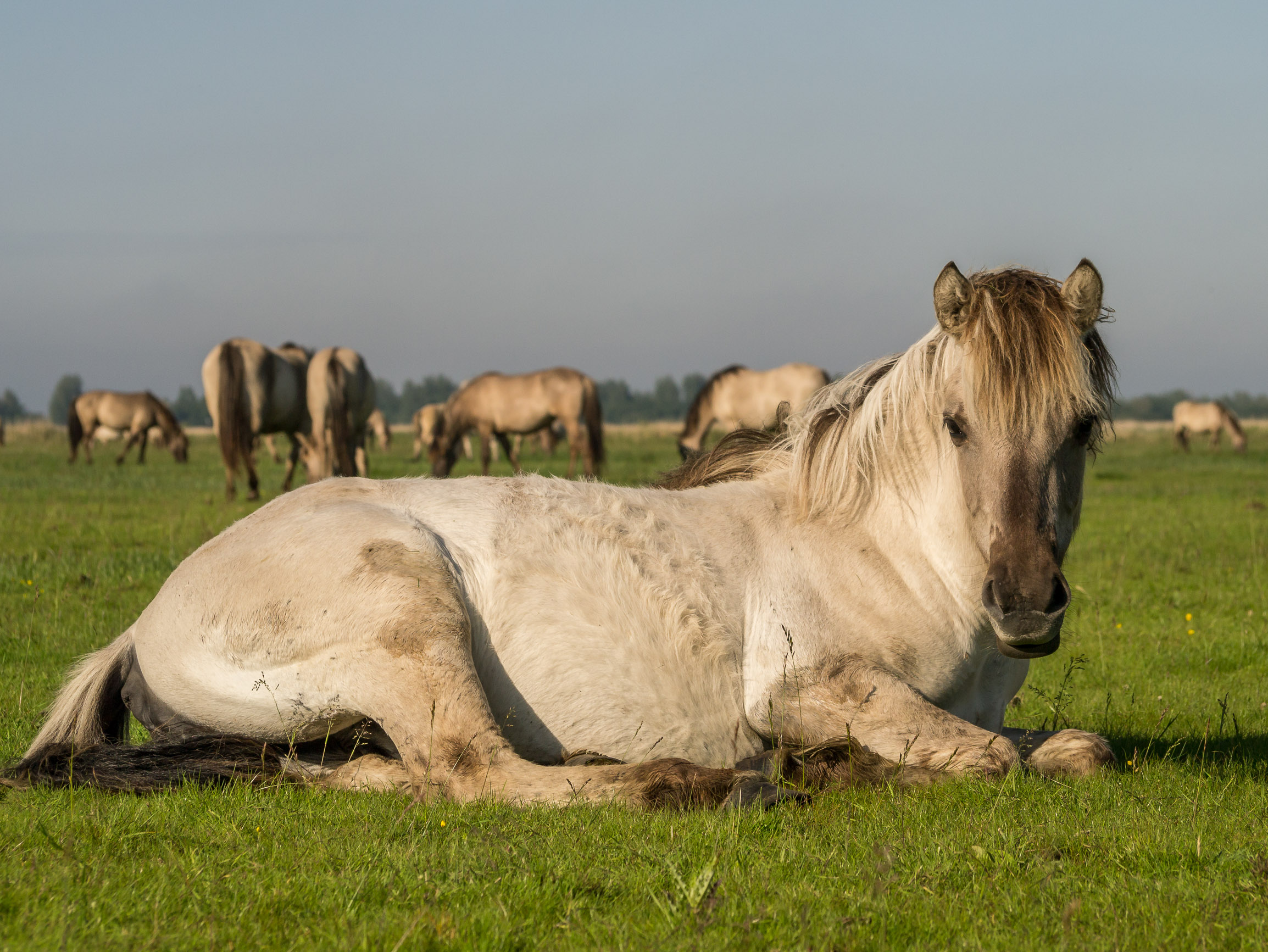
Groupe de Koniks au parc national Lauwersmeer.

Le Konik est considéré par l'étude menée par Rupak Khadka à l'université d'Uppsala (2010), pour la FAO, comme une race d'origine européenne à diffusion transfrontière, qui n'est pas menacée d'extinction.
L'autrice américaine Bonnie Lou Hendricks (université de l'Oklahoma) le classe cependant (en 2007) comme une race rare. Par ailleurs, l'ouvrage Equine Science (4e édition de 2012) le classe parmi les races de poneys peu connues au niveau international.
L'effectif mondial est d'environ 3 500 chevaux en 2016, et progresse avec la demande des programmes de ré-ensauvagement. En 2022, les données du registre généalogique polonais indiquent 3 480 chevaux, dont 1 760 juments, 183 étalons et 1 540 poulains.
Des Koniks ont été introduits dans de nombreux pays européens, dont les Pays-Bas, les pays baltes (Lituanie), le Royaume-Uni, l'Allemagne, la Tchéquie, la Suède, la Belgique et la France, à la suite du succès des premières initiatives de broutage écologique,,,. En 2019, des Koniks sont transférés de l'Oostvaardersplassen vers la Biélorussie et l'Espagne.

### En Pologne
Depuis le début du XXe siècle, l'État polonais assure la gestion et la promotion de la race Konik. En 2016, les effectifs polonais sont d'environ 430 juments pour 130 étalons. Ils étaient estimés à environ 250 juments en 2007. Un recensement de 2010 donne 150 juments et 40 étalons dans les élevages et haras d'état, pour 550 juments et 130 étalons appartenant à des propriétaires privés,. Si en quinze ans, le nombre d'étalons reproducteurs n'a pas évolué, le nombre de juments a doublé entre 2010 et 2022, et presque quadruplé depuis 2005. De nombreux petits propriétaires privés élèvent le Konik polonais.

Présence du Konik en Pologne
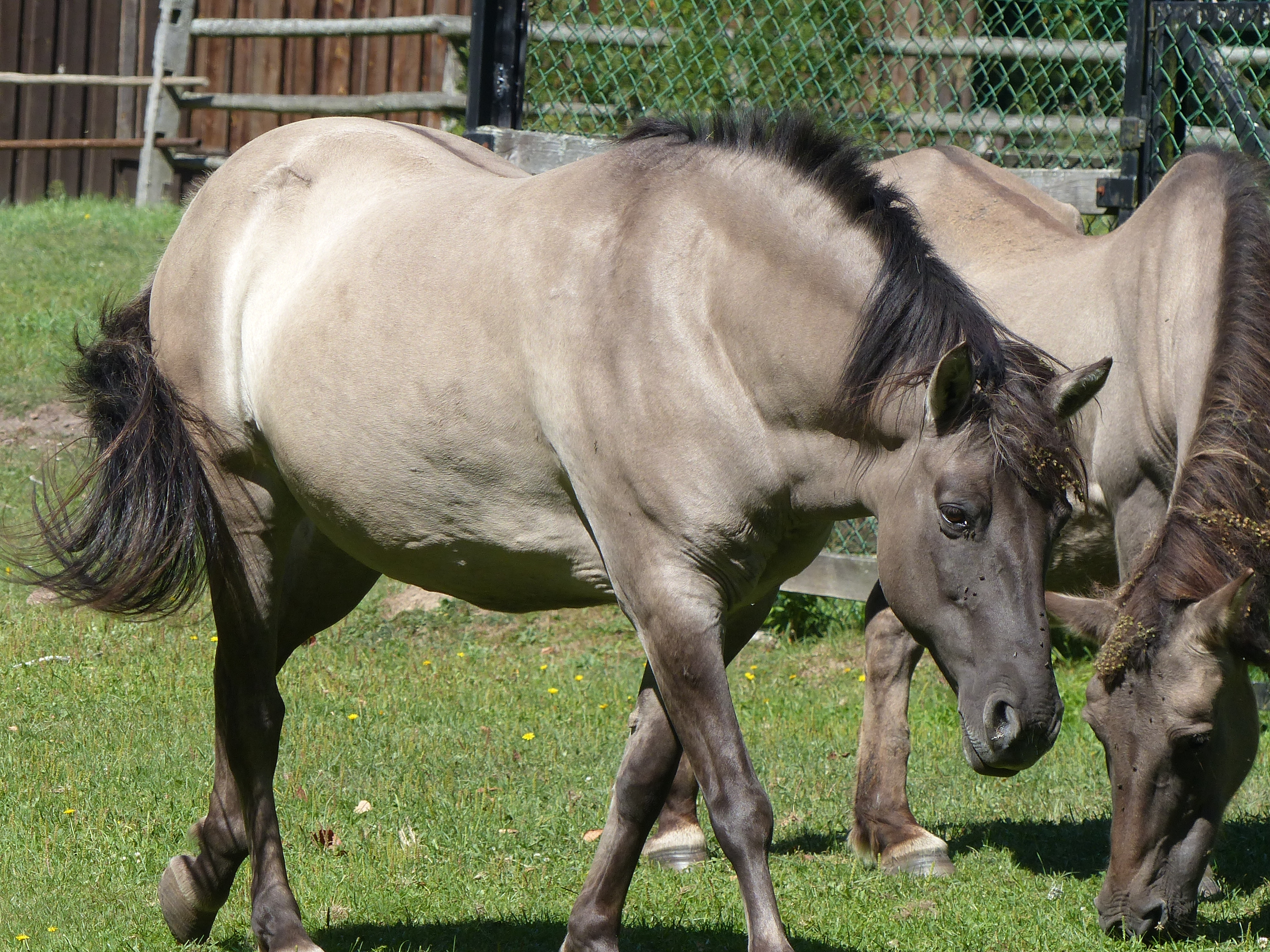
Parc national de Bialowieza
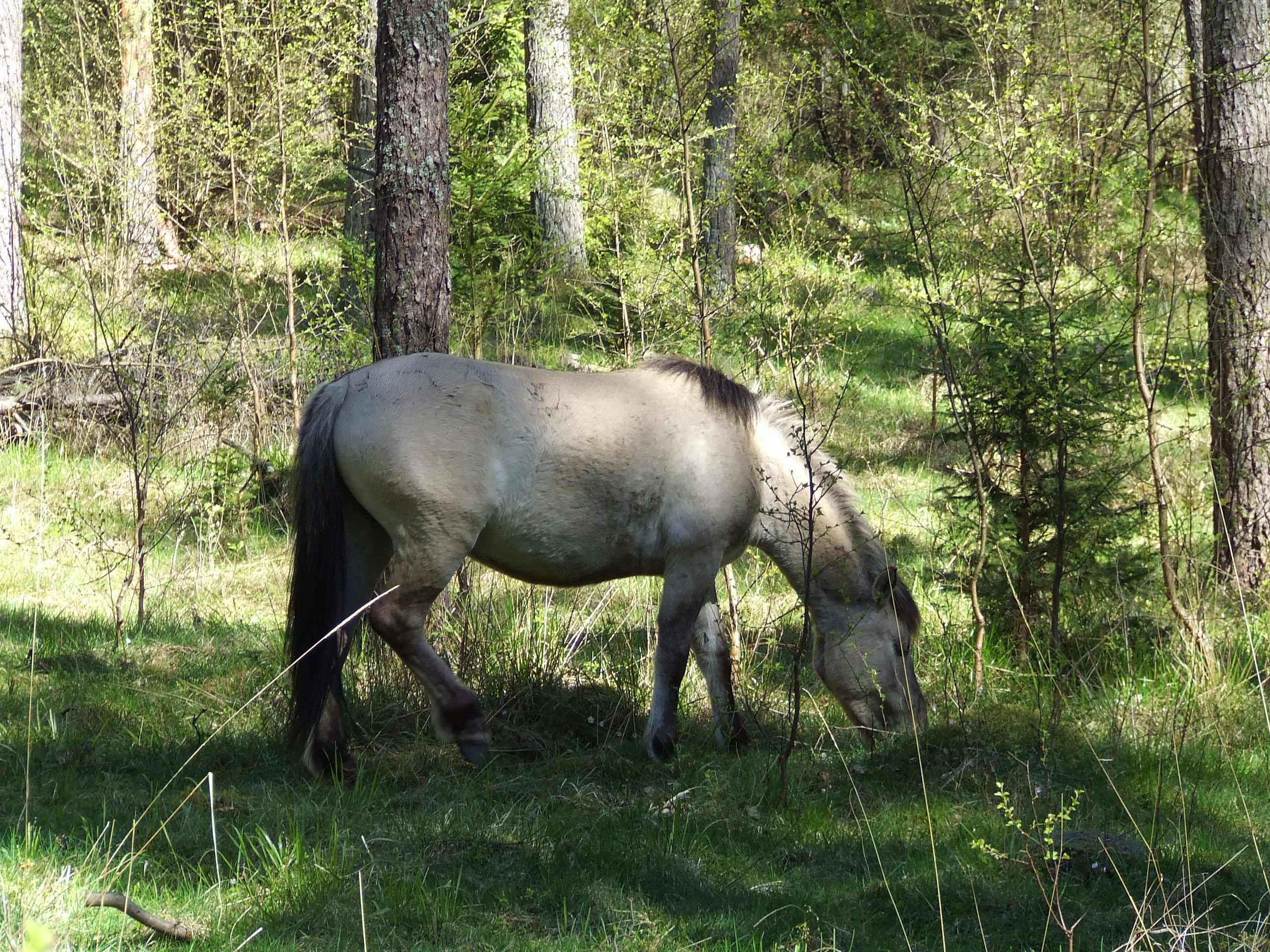
Réserve naturelle de Popielno
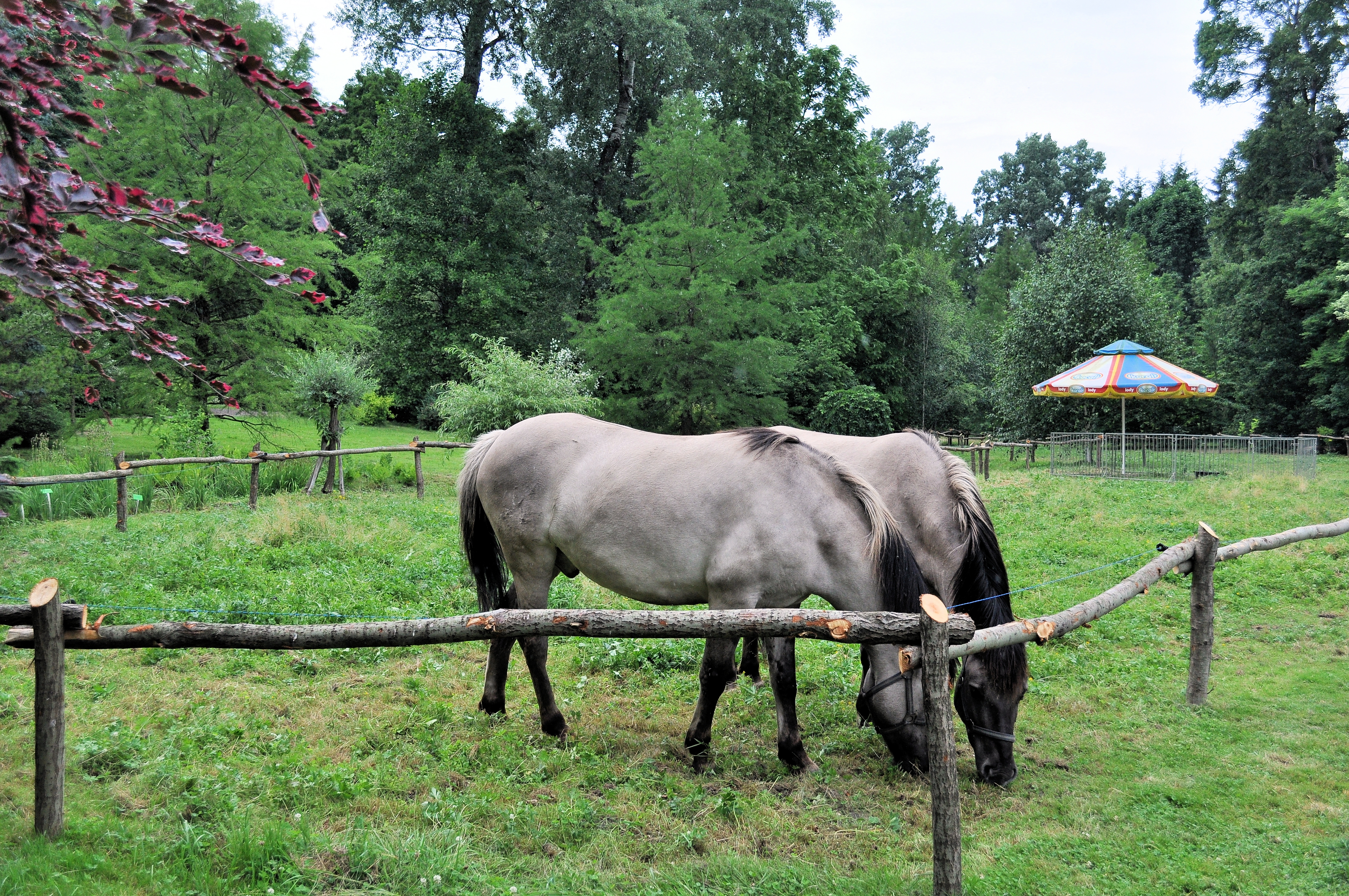
Arboretum de Bolestraszyce
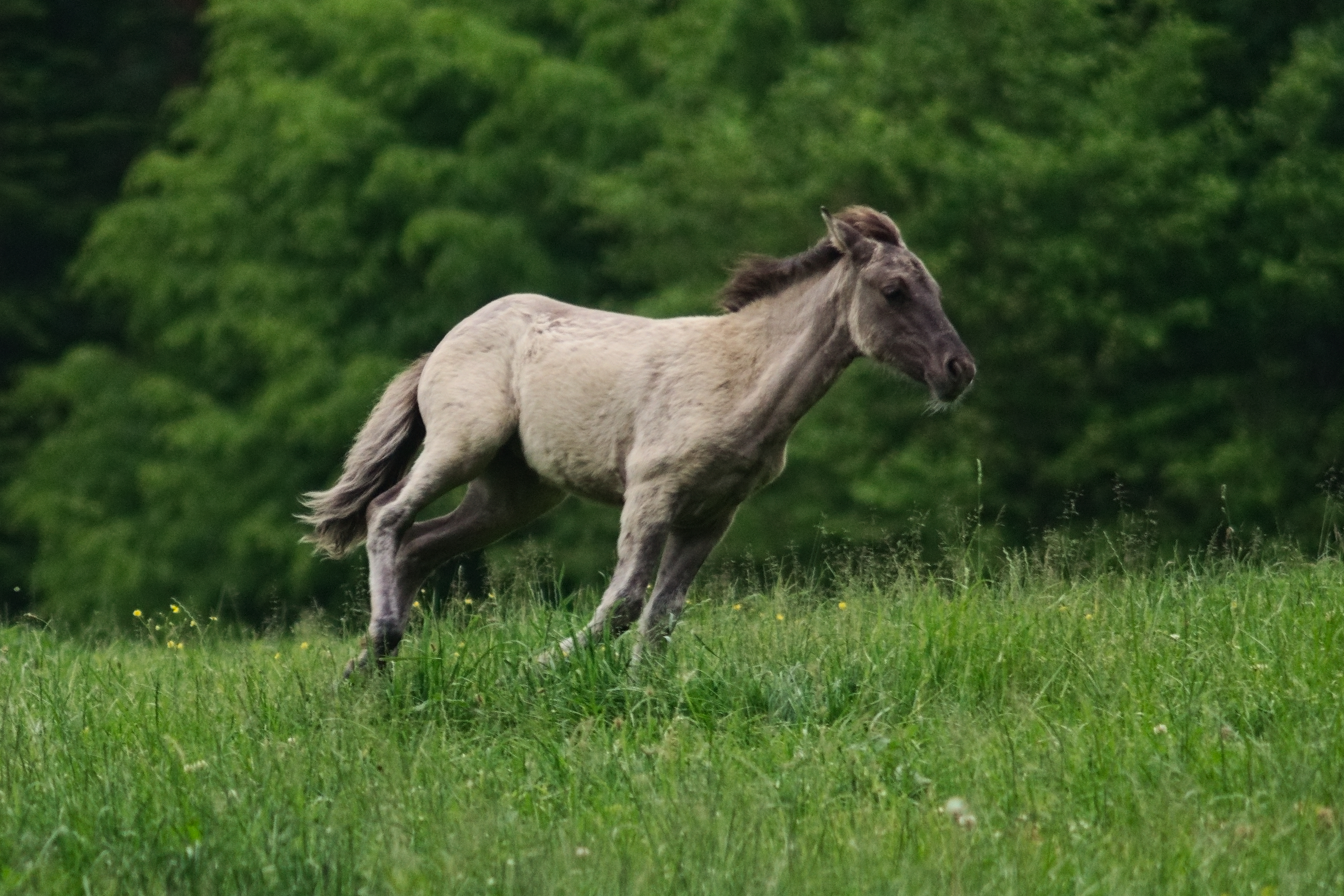
Parc national de Roztocze

Ce cheval reste étroitement associé au parc national de Bialowieza, où une réserve animalière en garde un troupeau ; en effet la sélection du Konik par Vetulani y a historiquement eu lieu dans les années 1930. De même, l'université des sciences de la vie de Poznań, qui fut le lieu de travail de Vetulani, a toujours historiquement compté des Koniks depuis cette époque.
La vaste réserve naturelle de Popielno est le principal centre d'élevage du Konik en Pologne. Rattachée à l'académie polonaise des sciences, elle permet aux Koniks de se reproduire librement sur une surface de 1 620 hectares : les animaux sont simplement complémentés en foin l'hiver au besoin, et certaines juments sont gardées à l'écurie,,,. Cette population est maintenue à une vingtaine d'individus. En moyenne, un cheval de Popielno marche 12,9 km par jour. L'usure des sabots s'effectue naturellement, sans besoin d'intervention de maréchalerie. Un gestionnaire surveille quotidiennement l'état de ces chevaux. Une intervention humaine a lieu seulement si la vie d'un animal est menacée. Environ 25 % des jeunes chevaux qui quittent leur groupe familial de naissance ne survivent pas.
Le parc national de Roztocze a accueilli ses cinq premiers Koniks en 1982, et a vu en 2021 plus de 215 naissances de poulains au total. Il a fourni quatre animaux au Pokazowej Zagrody Zwierząt Ośrodka Kultury Leśnej de Gołuchowie, fondé en 1977, qui reçoit 100 000 visiteurs annuellement,.
L'introduction de Konik dans la réserve du lac d'Oświn a été financée par des fonds privés en 1990, puis depuis 2008, la gestion du troupeau restant a échu au district forestier de Borki. En 2017, un étalon et 15 juments arpentent 1 200 hectares. Pour le parc national de la Biebrza, c'est en 2004 que douze Koniks sont arrivés sur une surface de 210 hectares. Des Koniks sont aussi présents dans la zone du réseau Natura 2000 de la haute-vallée de la Narew et de la Narewka, où 7 sujets ont été introduits en 2010 sur 30 hectares. Les chevaux reçoivent un vermifuge deux fois par an et l'usure de leurs sabots s'effectue naturellement. La tourbière de la réserve naturelle du lac Rakutowski, également en zone Natura 2000, a accueilli ses premiers Koniks, un étalon et cinq juments, en 2015. La forêt de Strzałowo a fait l'objet d'une première expérience de pâturage conservatoire en 2013, sur initiative privée, avec 10 à 15 Koniks.
Le haras de Sieraków conserve aussi la race,.

### En Allemagne
Depuis 2002, la réserve naturelle de Geltinger Birk, dans l'arrondissement de Schleswig-Flensbourg, accueille des Koniks. Le premier poulain de la saison 2024 y est né au mois de mars ; cinq poulains y ont vu le jour pendant la saison 2020. Des morts d'animaux sous la supervision de la NABU Schleswig-Holstein y ont conduit à des plaintes en 2019 puis à une reprise de la gestion par l’État. En 2021, une partie des chevaux de cette réserve ont été transférés au Ivenacker Tiergarten, sur 75 hectares.
Cinq Koniks se trouvent dans la réserve naturelle de Lüsekamp et Boschbeek, sur des prairies humides, des landes et des surfaces maigres de sable, depuis 2013 et avec le soutien de la Sparkassenstiftung.
La réserve d'Ilkerbruch, près de Wolfsburg, accueille quatre juments Konik depuis 2004 ; en raison de sa surface réduite, l'usure de leurs sabots n'est pas suffisante, conduisant à la nécessité de soins de maréchalerie.
Le parc de Hesse à Weener accueille lui aussi des Koniks, mais une réduction du troupeau est intervenue en 2023, en parallèle de l'arrivée de trois Koniks de Coldam près de Bingum, sur les douze que comptait le parc l'année précédente.

Présence du Konik en Allemagne
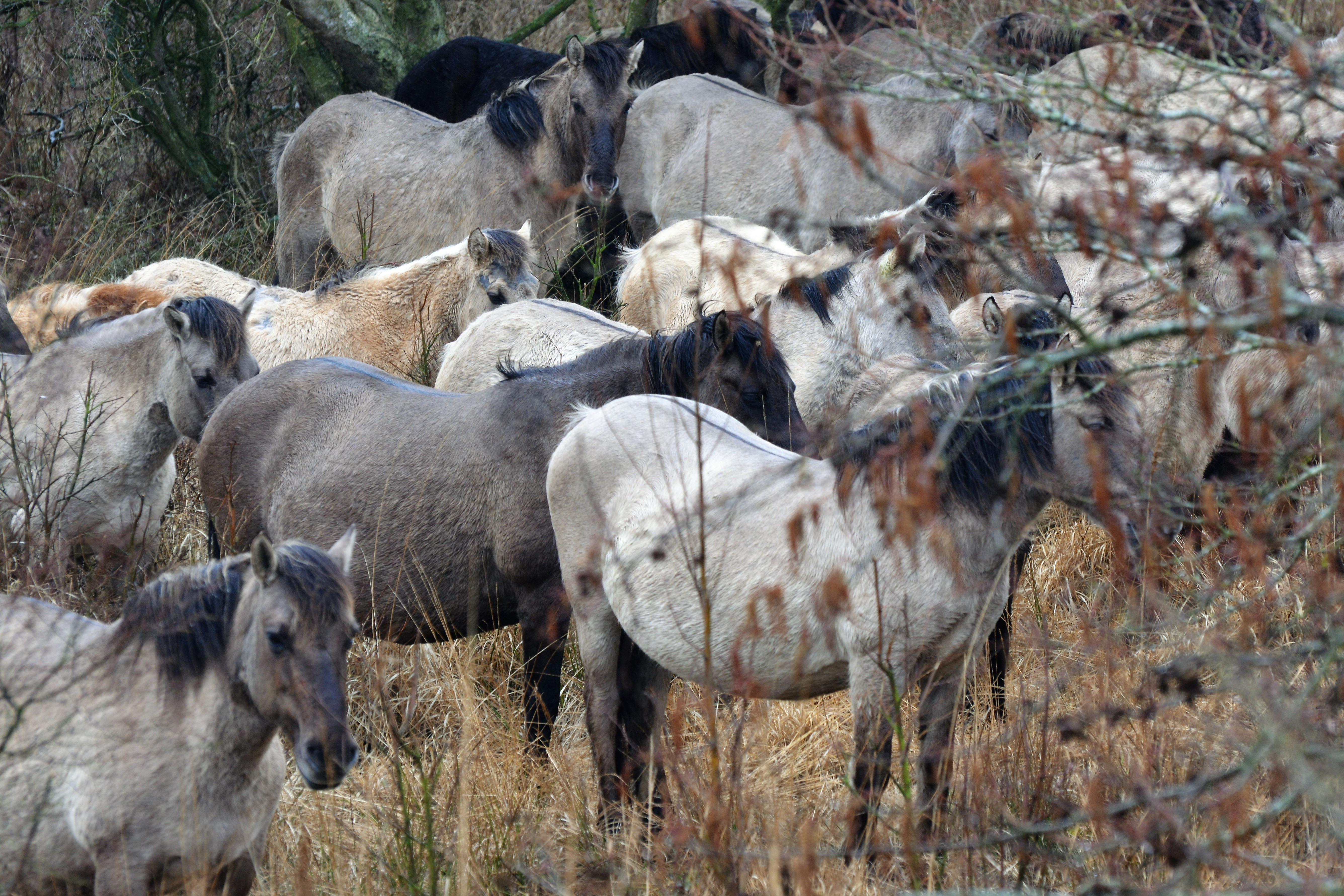
Réserve naturelle de Geltinger Birk
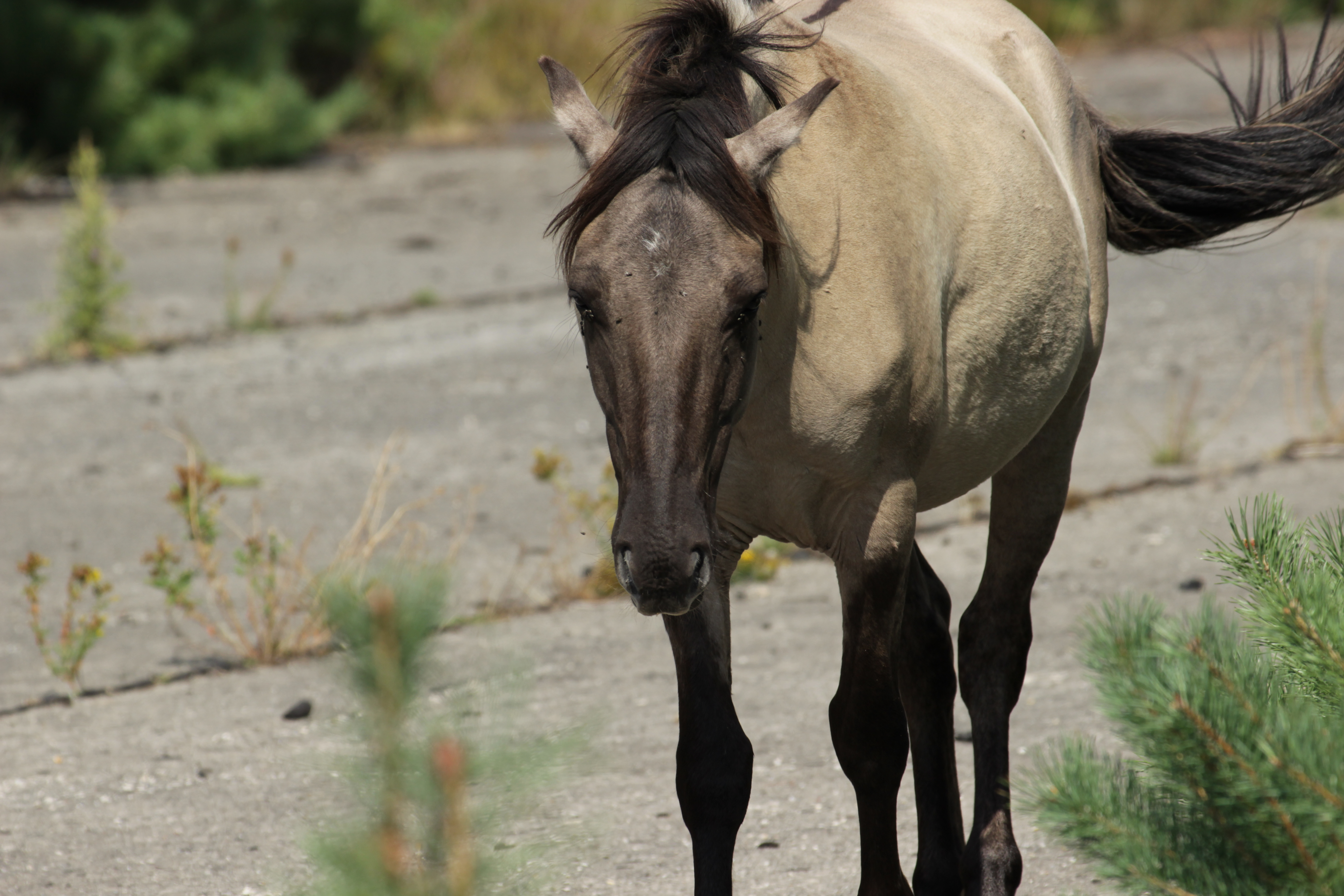
Réserve naturelle de Brachter Wald
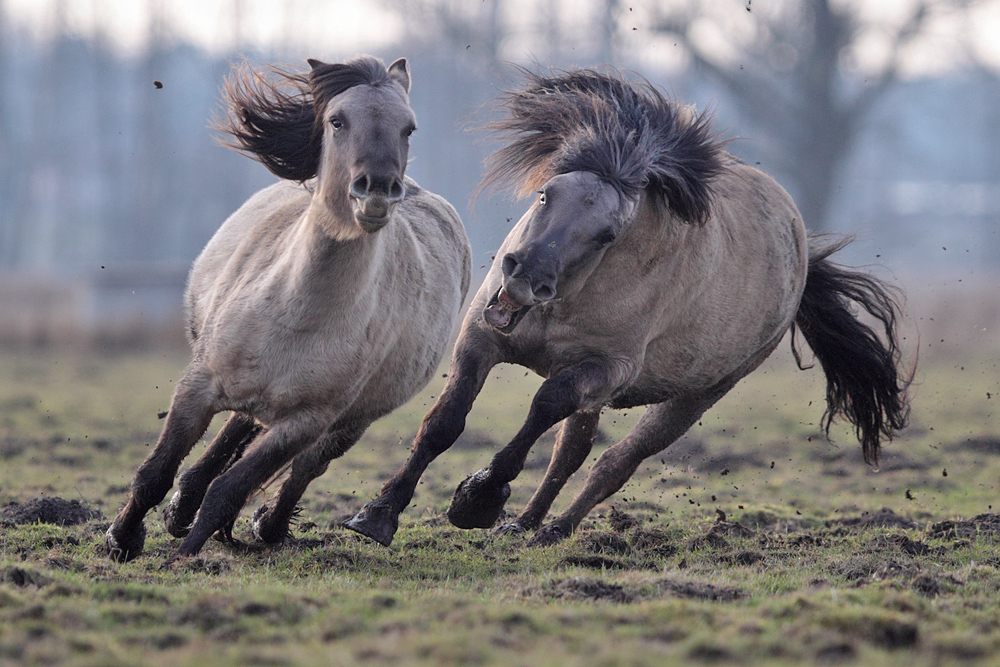
Réserve naturelle d'Ilkerbruch
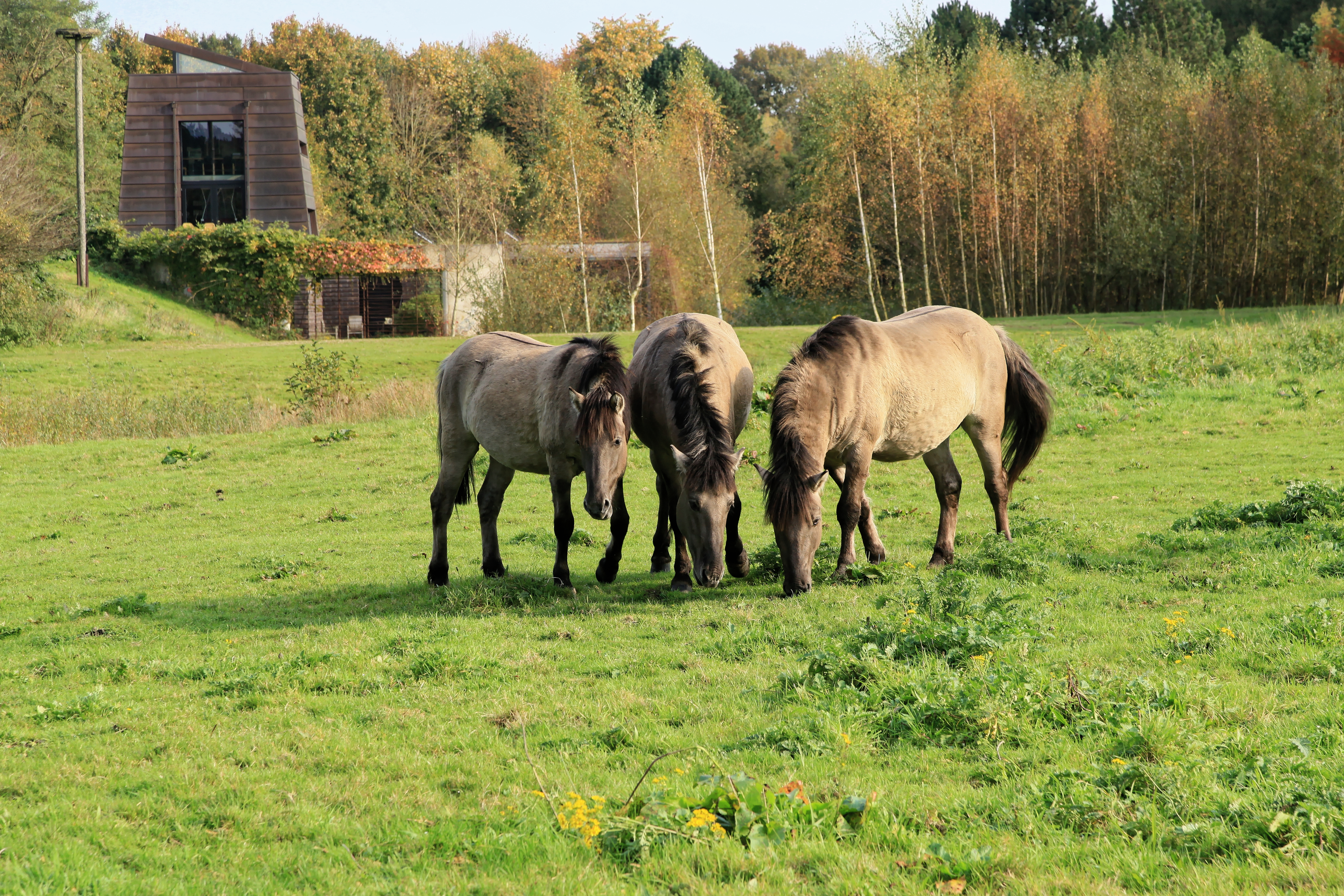
Parc de Hesse à Weener.

À Kappel-Grafenhausen, des Koniks pâturent dans la réserve du Taubergießen près des zones inondables, et sont déplacés dans le parc national de la Forêt-Noire pendant l'été.
La base de données DAD-IS recense seulement trois Koniks inscrits au registre généalogique de la race en Allemagne en 2022.

### Aux Pays-Bas
Les Pays-Bas comptent le plus grand nombre de Koniks à l'échelle mondiale, soit environ 2 000 en 2016. C'est à partir des années 1980 que la race y est introduite,, dans un premier temps en 1981 à Ennemaborgh, dans le Groningue, sous son identité de descendante du cheval sauvage européen. Cette population est maintenue à 30-35 têtes, sur une surface de 170 hectares.
En 1984, les autorités forestières néerlandaises approuvent l'achat de Koniks en Pologne pour les placer dans la réserve de l'Oostvaardersplassen, là aussi sur la base de la croyance en son ascendance sauvage (57 km² clôturés). Il y entretient des réseaux de clairières et de paysages ouverts, avec les cerfs et d'autres animaux qui ne nécessitent pas de fourrage en hiver, comme l'aurochs de Heck,. Cependant, ces animaux s'y sont reproduits, arrivant à une population d'environ 900 dans les années 2010. Cela conduit à des problèmes de gestion et de surpopulation, qui provoquent la mort de Koniks par la faim durant l'hiver, particulièrement ceux de 2002-2003 et de 2017-2018,.

Présence du Konik aux Pays-Bas
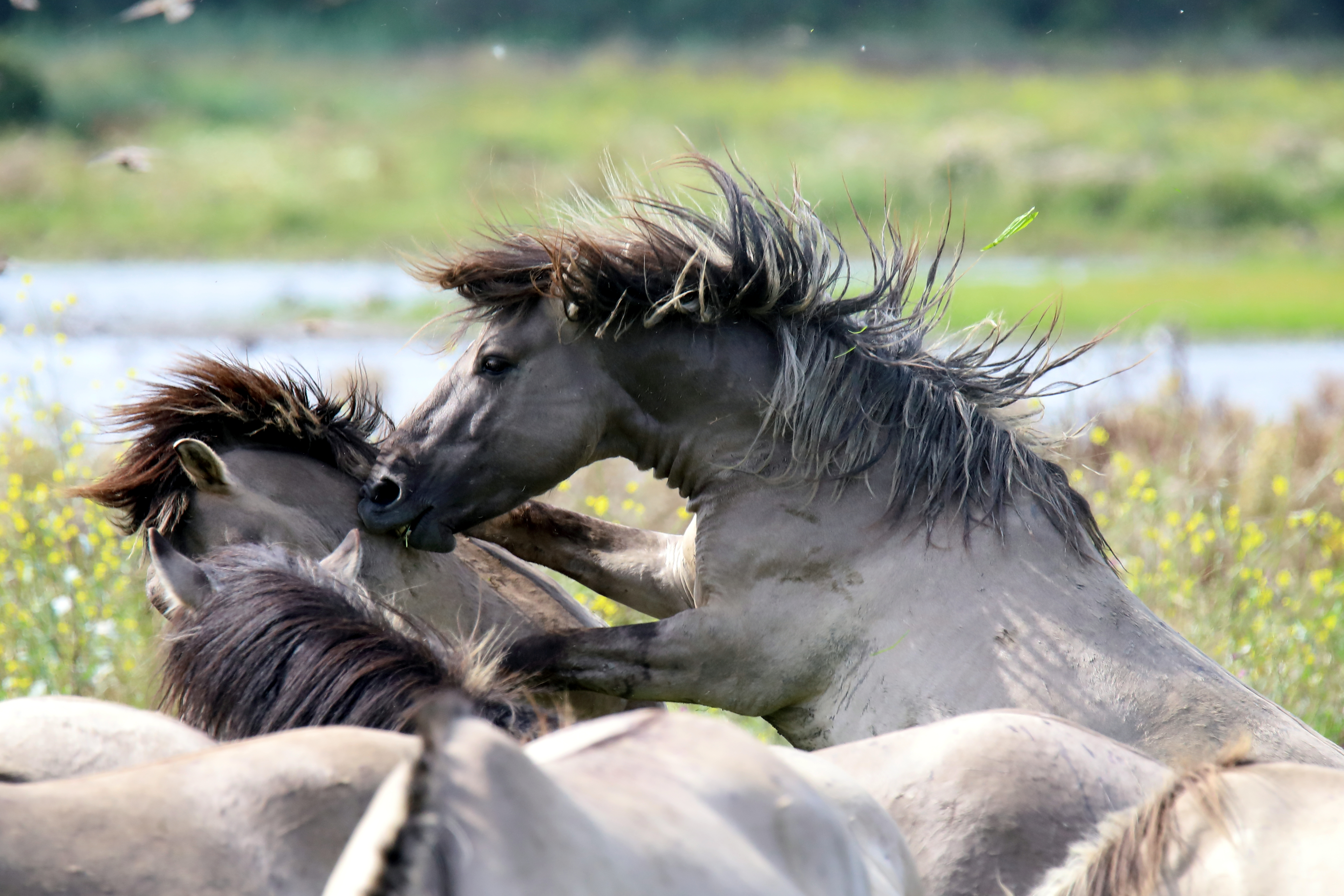
Réserve naturelle d'Oostvaardersplassen
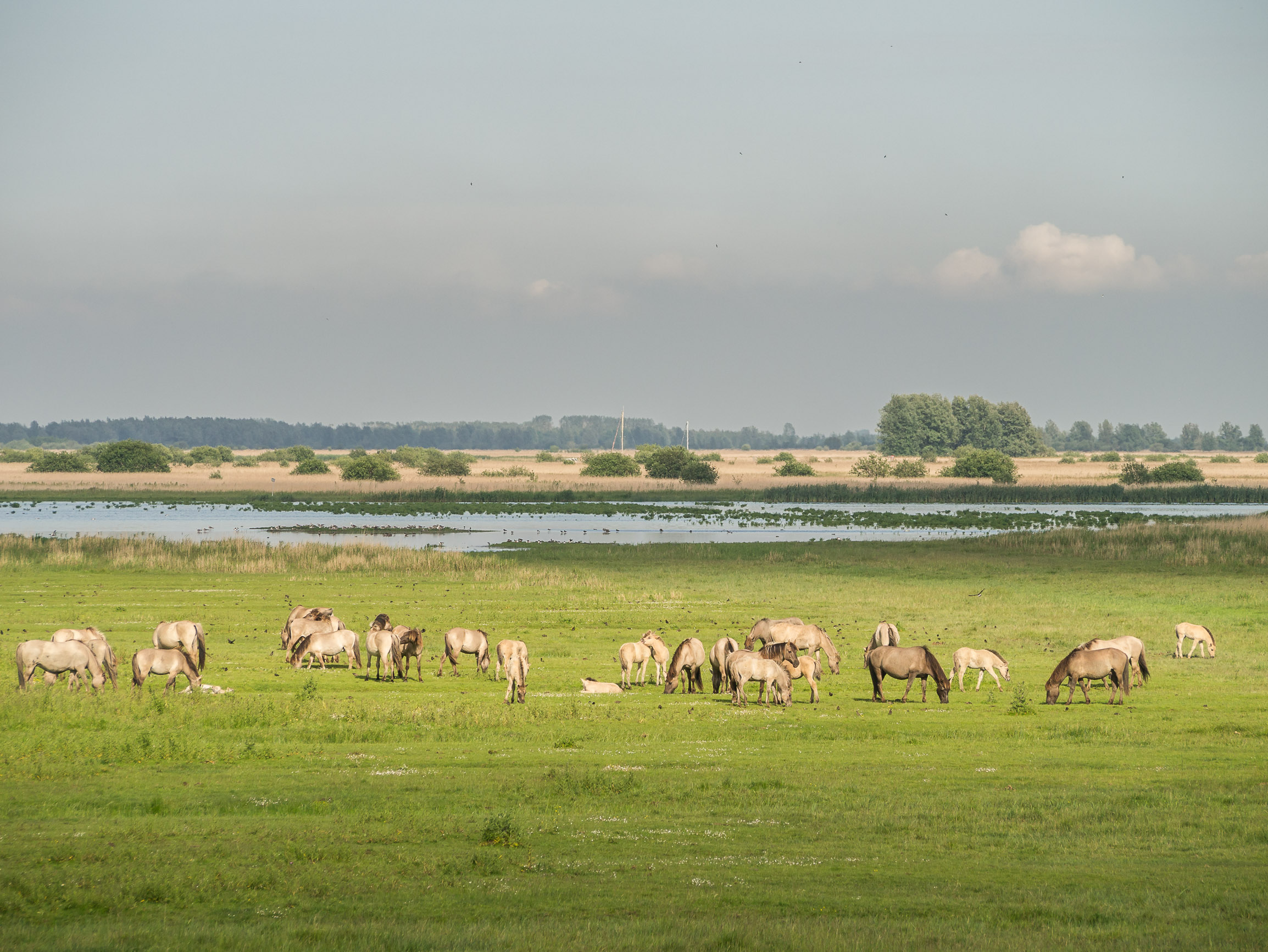
Réserve naturelle de Lauwersmeer
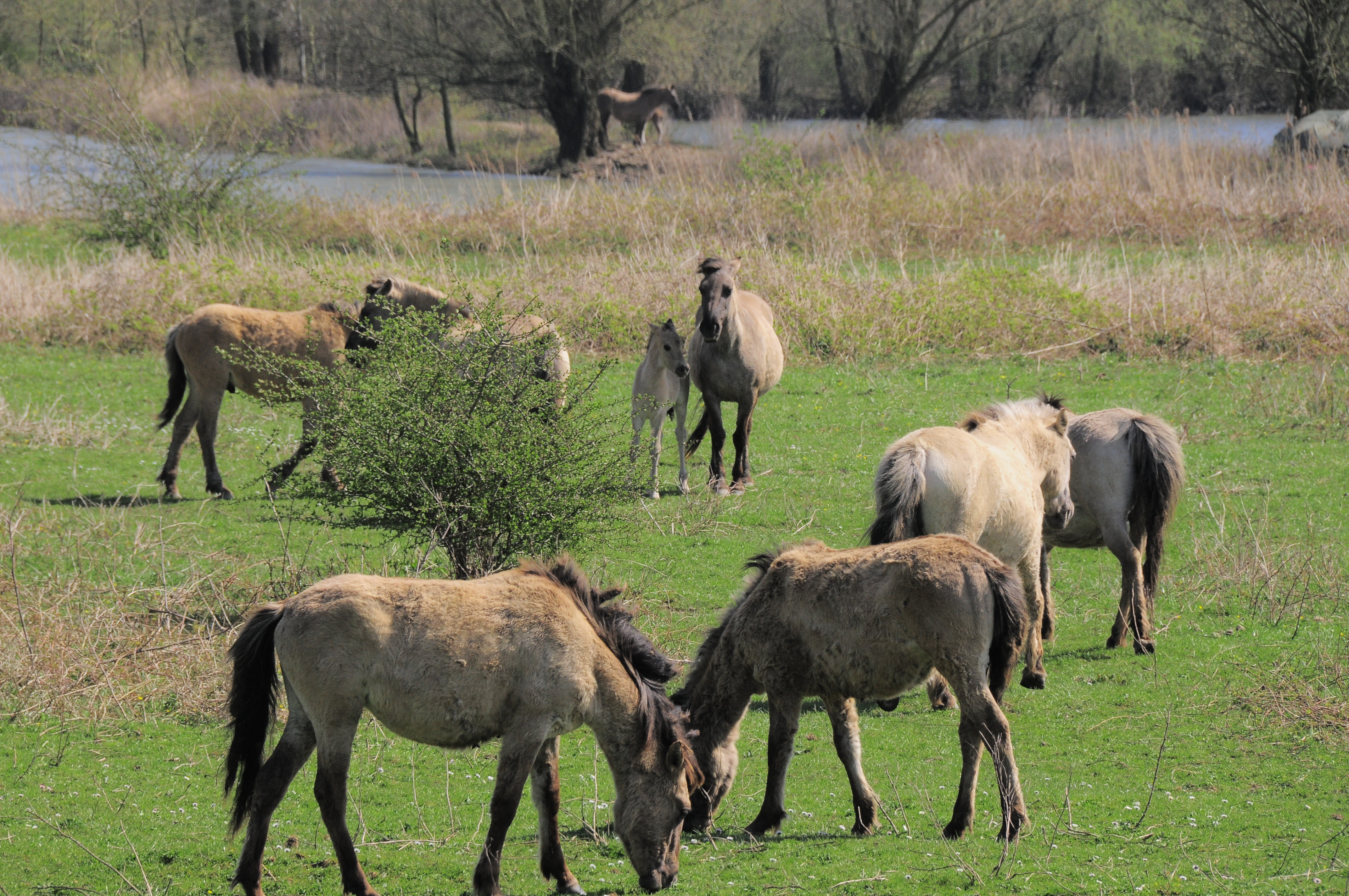
Meinerwijk Arnhem
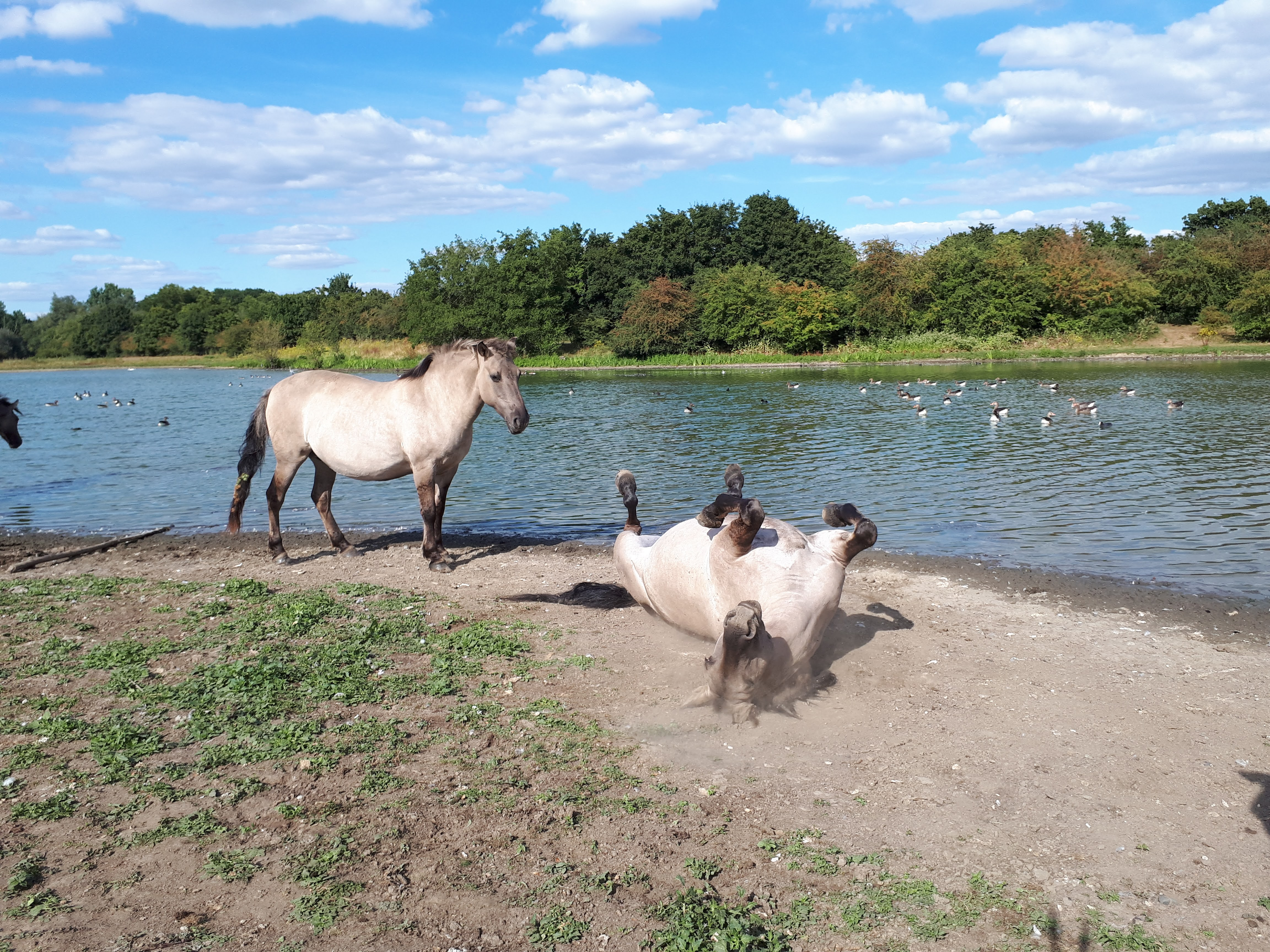
Eijsder Beemden

Quatre Koniks sont relâchés près de Maastricht dans la réserve de Kleine Weerd située le long de la Meuse, en 1995 ; la réserve est placée en 2000 sous la direction de la fondation Limburgs Landschap. Un incident entre l'un des chevaux et un enfant d'un an qui a été mordu conduit à déplacer le sentier asphalté où se promènent les visiteurs en dehors de la zone de pâturage, grâce à la construction d'une grille supplémentaire en 2001. En 2006, il y avait trois Koniks adultes et un poulain sur le site.
Un troupeau de Koniks est présent sur la côte Nord des Pays-Bas, dans la réserve naturelle de Lauwersmeer.

### En Belgique
Le Konik est arrivé en Belgique dans le cadre des écopâturages. La réserve naturelle de Bergerven près de Maaseik et le polder d'Hoboken près d'Anvers accueillent ainsi des Koniks et des bovins Galloway. C'est également le cas au hameau dépeuplé d'Herbricht, dans le lit majeur de la Meuse, où les Koniks se réfugient sur une colline du bord de Meuse lors des crues.

Présence du Konik en Belgique
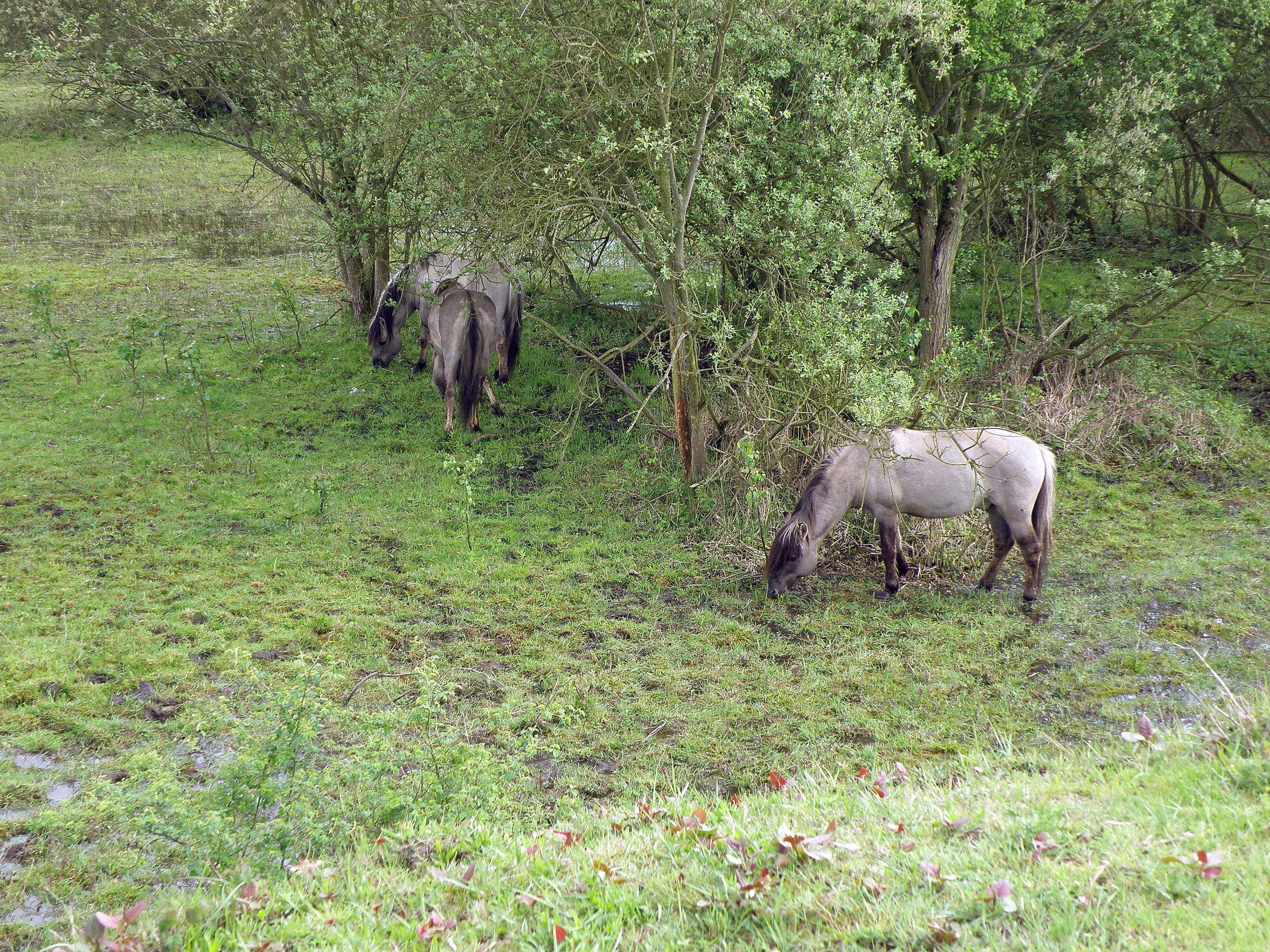
Dans le polder d'Hoboken près d'Anvers.
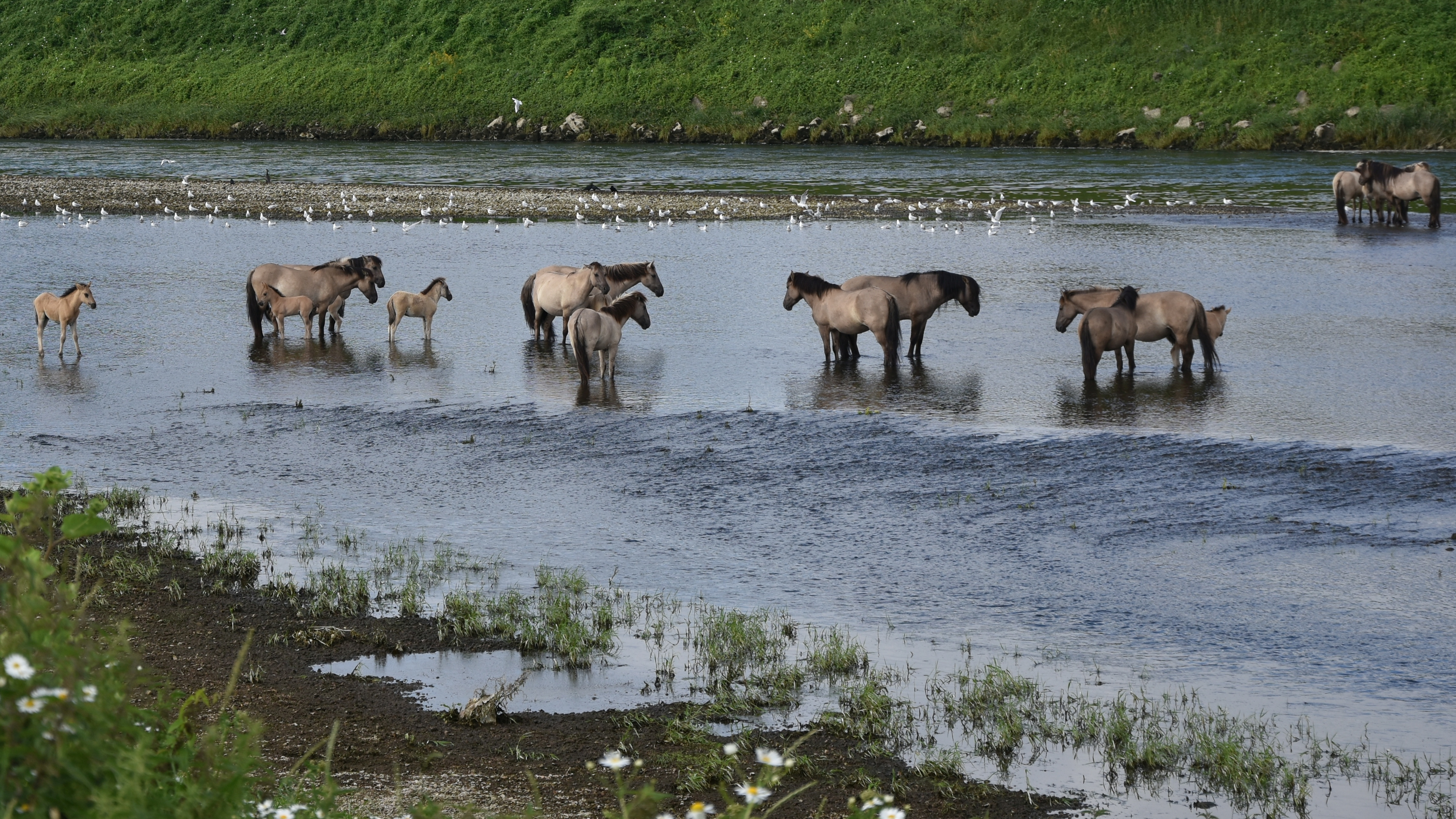
Dans la Meuse à Maaseik.
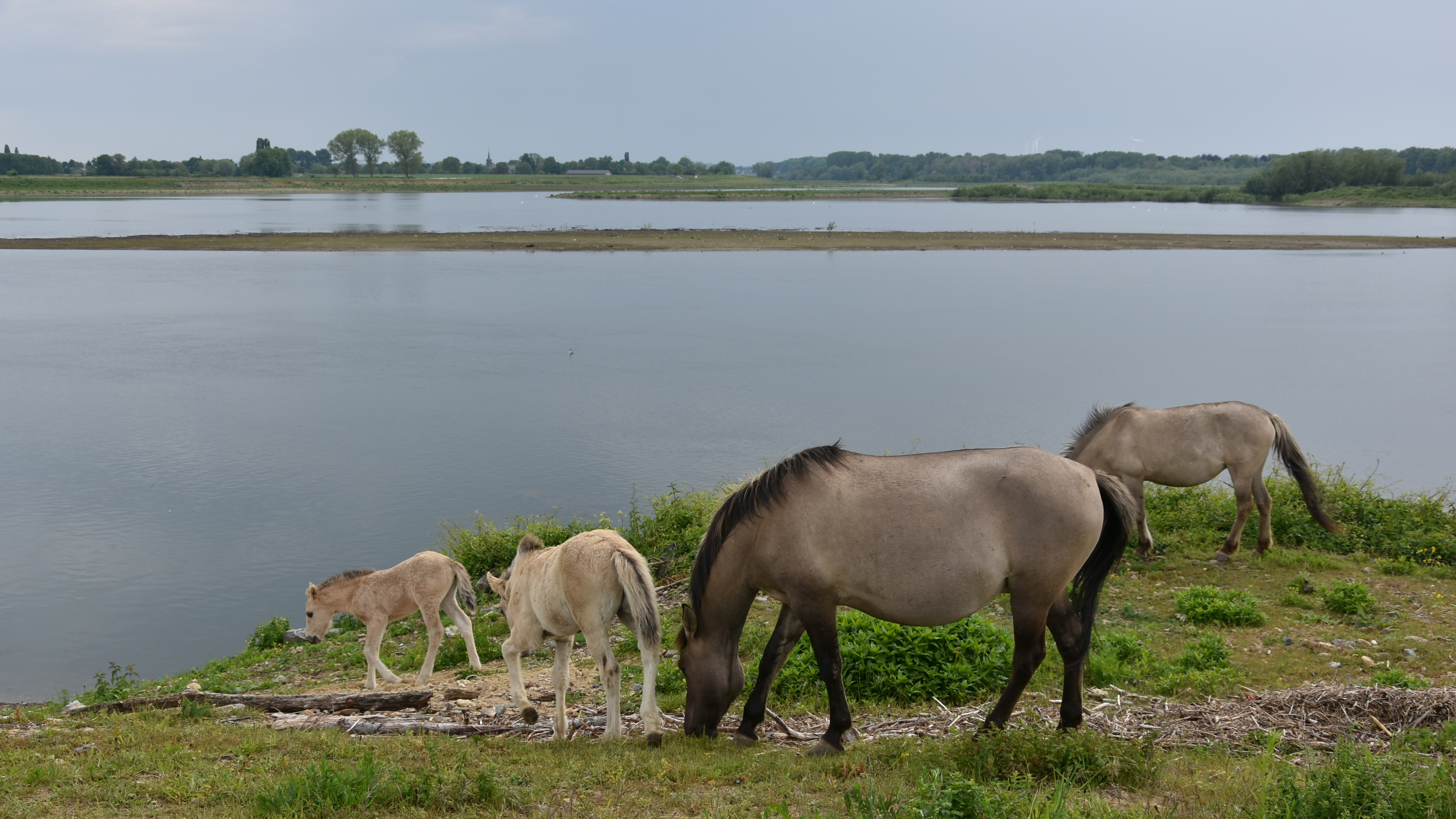
Près de la Meuse à Herbricht.

On trouve aussi des Koniks sur les 100 hectares du domaine De Liereman, à Anvers.

### En France
Environ 500 Koniks vivent en France en 2016.
Les premiers spécimens y sont importés en 1988 par le conservatoire des sites lorrains (Conservatoire des espaces naturels de Lorraine), pour l'entretien des zones marécageuses de la région, en partenariat avec l'association française du Konik Polski,. Trois Konik polonais sont importés de la Réserve naturelle de Popielno vers le village de Pagny-sur-Meuse dans le cadre d'une expérimentation de pâturage extensif permanent, qui se révèle concluante après vingt ans de recul ; la race est adoptée par les habitants de la commune au point de figurer sur son blason. En 2023, une dizaine de chevaux pâturent sur les sites naturels de tourbière alcaline présents dans ce village. La commune voisine de Lay-Saint-Remy a également adopté en juin 2010 deux Koniks nés à Pagny-sur-Meuse, pour la gestion du marais local.

Présence du Konik en France
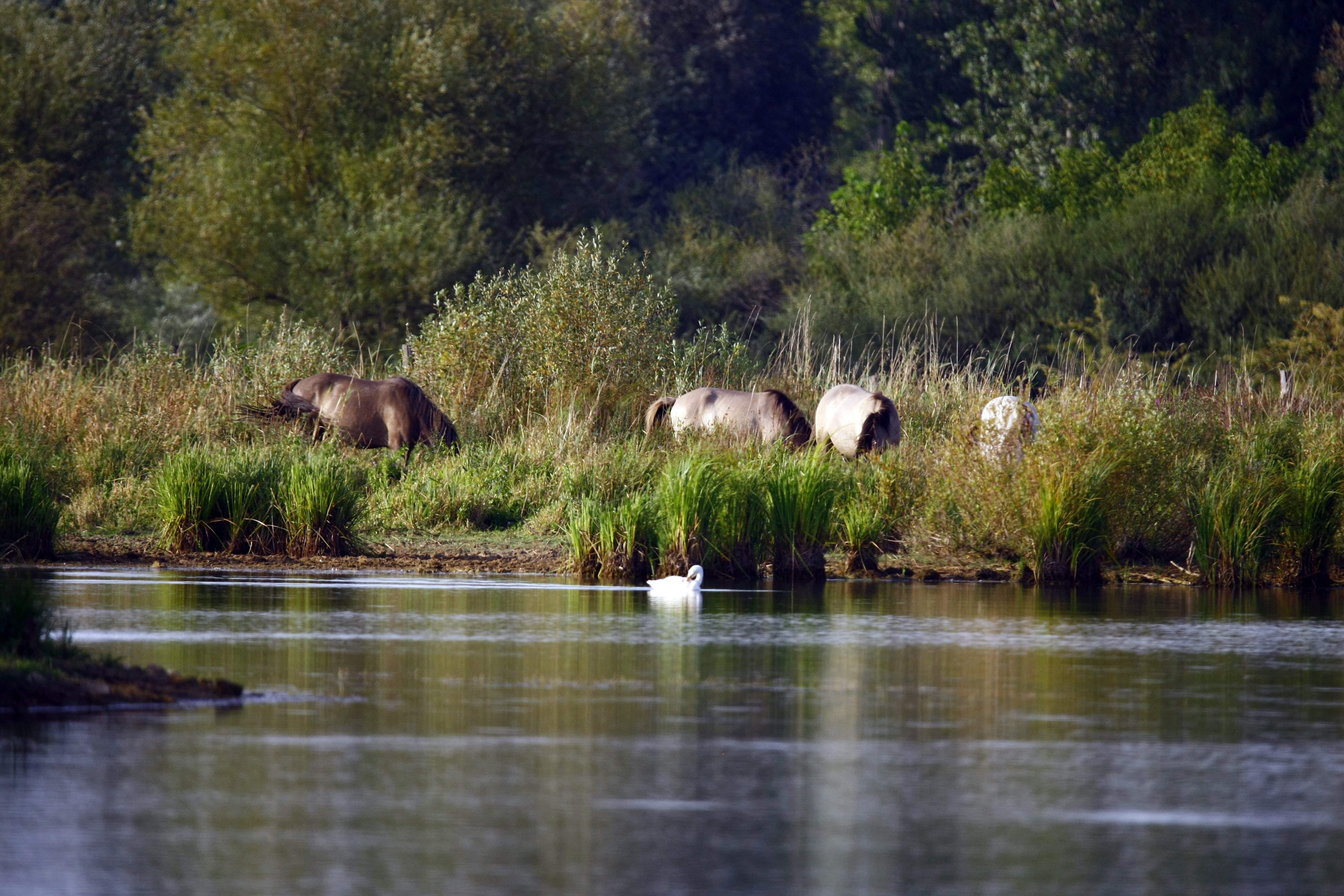
Tourbière de Pagny-sur-Meuse.
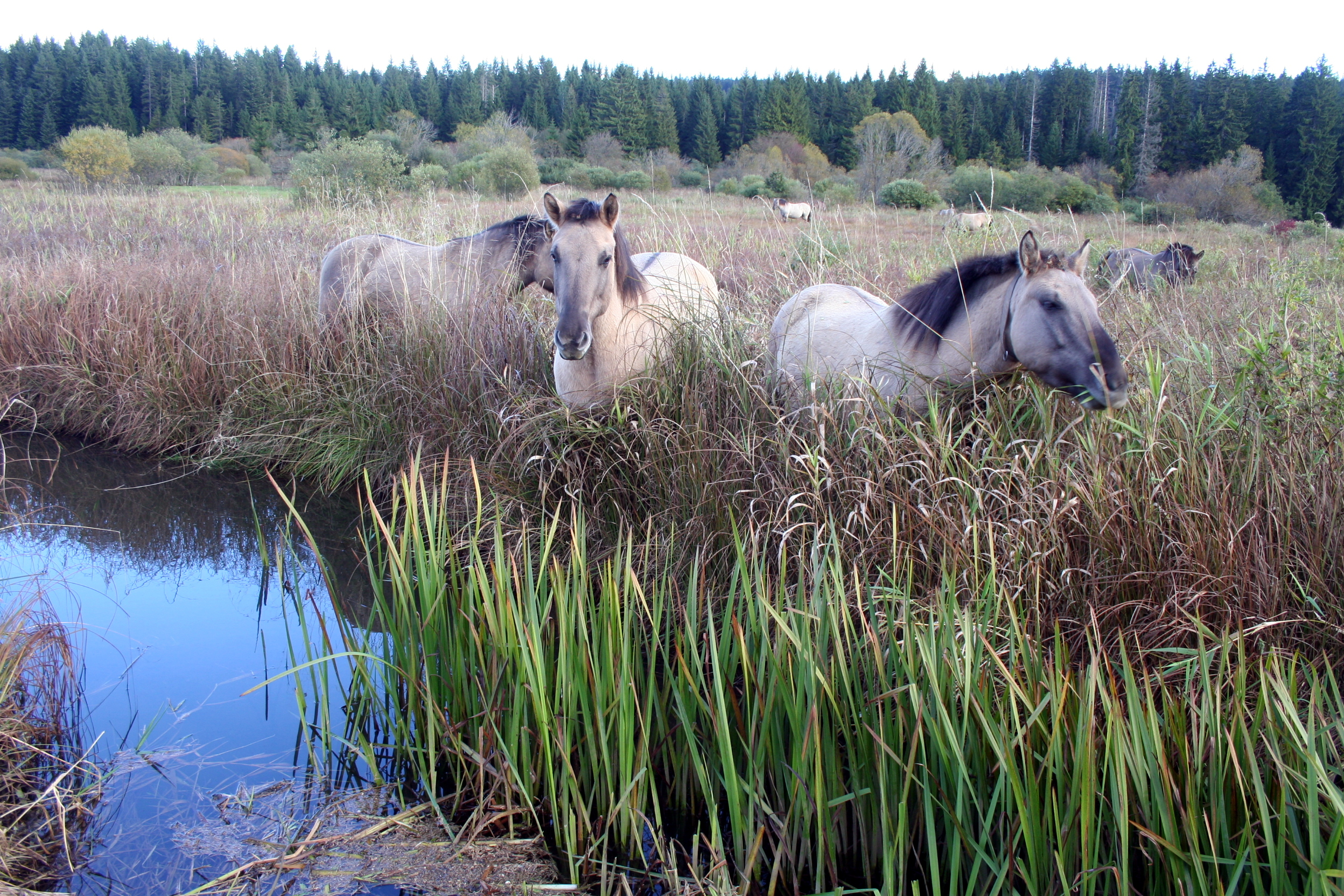
Réserve naturelle nationale du lac de Remoray.
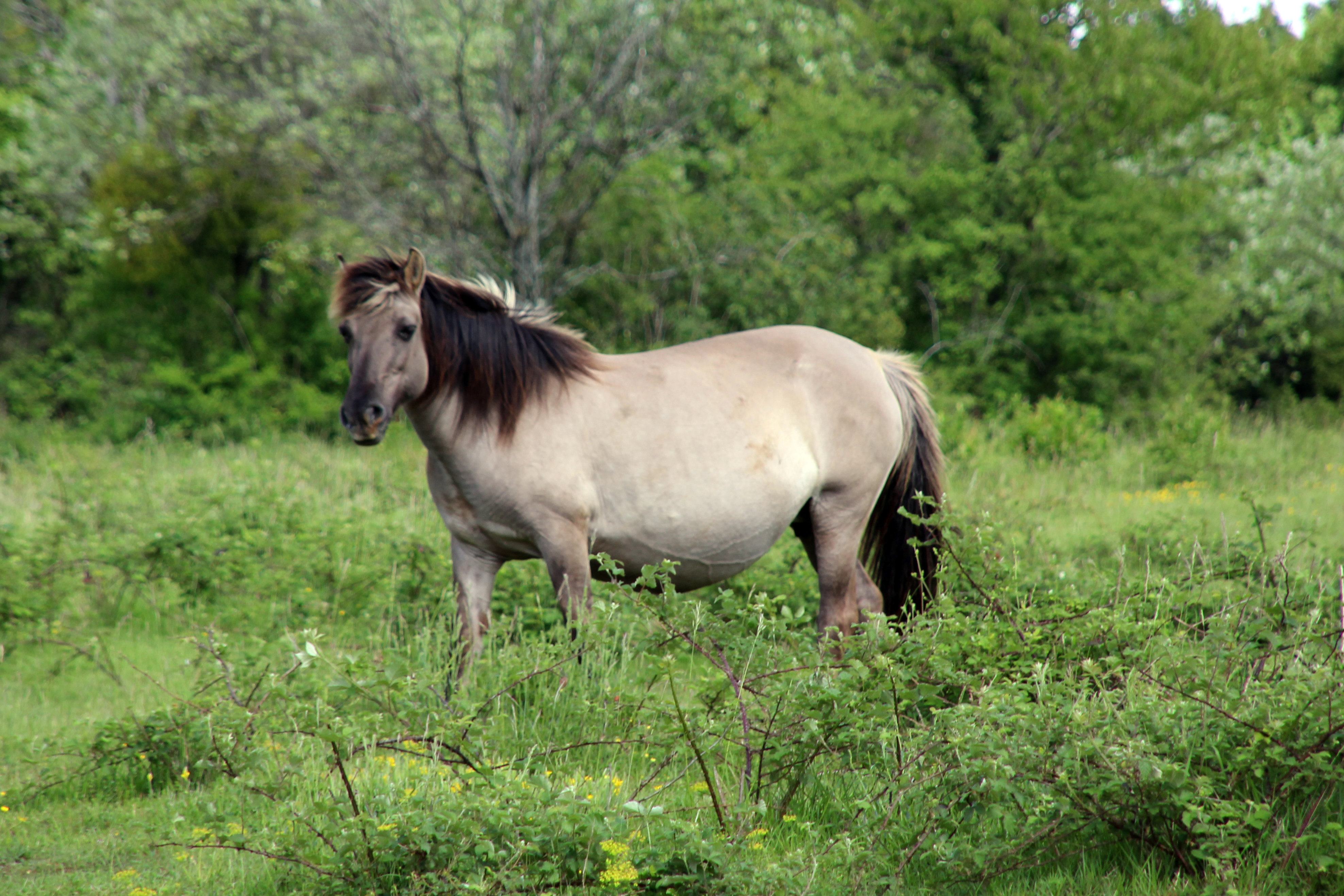
Sentier « des vignes aux lièvres » à Gy.
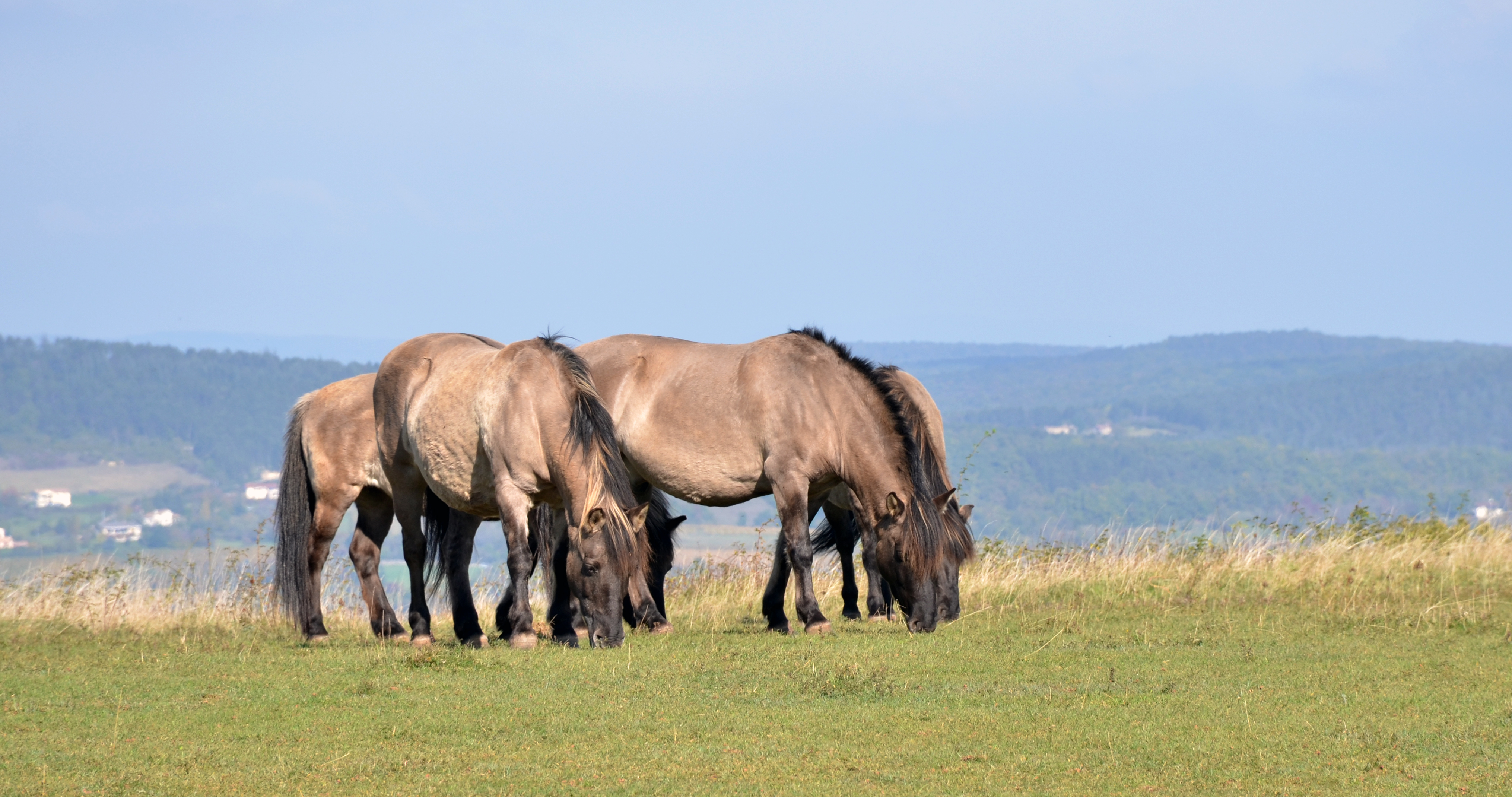
Site de la roche de Solutré.

Des Koniks entretiennent également 17 hectares sur les rives du Branlin à Mézilles depuis l'introduction de trois juments, deux poulains et un étalon en 1995 ; le marais de la réserve naturelle nationale du lac de Remoray depuis 1999 ; ainsi que la réserve naturelle régionale de la côte de Mancy, dans le Jura, et la réserve de chasse et de faune sauvage de Donzère-Mondragon depuis 2014. La race est enfin présente sur le site de Solutré (en 2015).
Cinq sujets sont introduits dans la réserve naturelle de l'île du Rhin en mai 2018.
Le marais de Cré a été entretenu pendant dix ans par quatre Koniks entre 2007 et 2017, mais des problèmes de fourbure ont conduit à les retirer ; les poneys ont été vendus ou placés chez des particuliers.

### Au Royaume-Uni
Des Koniks pâturent dans des prairies humides du Kent, où leur présence est gérée par le Kent Wildlife Trust. La race est introduite dans la réserve naturelle de Potteric Carr, dans le Yorkshire du Sud, par le Yorkshire Wildlife Trust en juillet 2022.

## Dans la culture

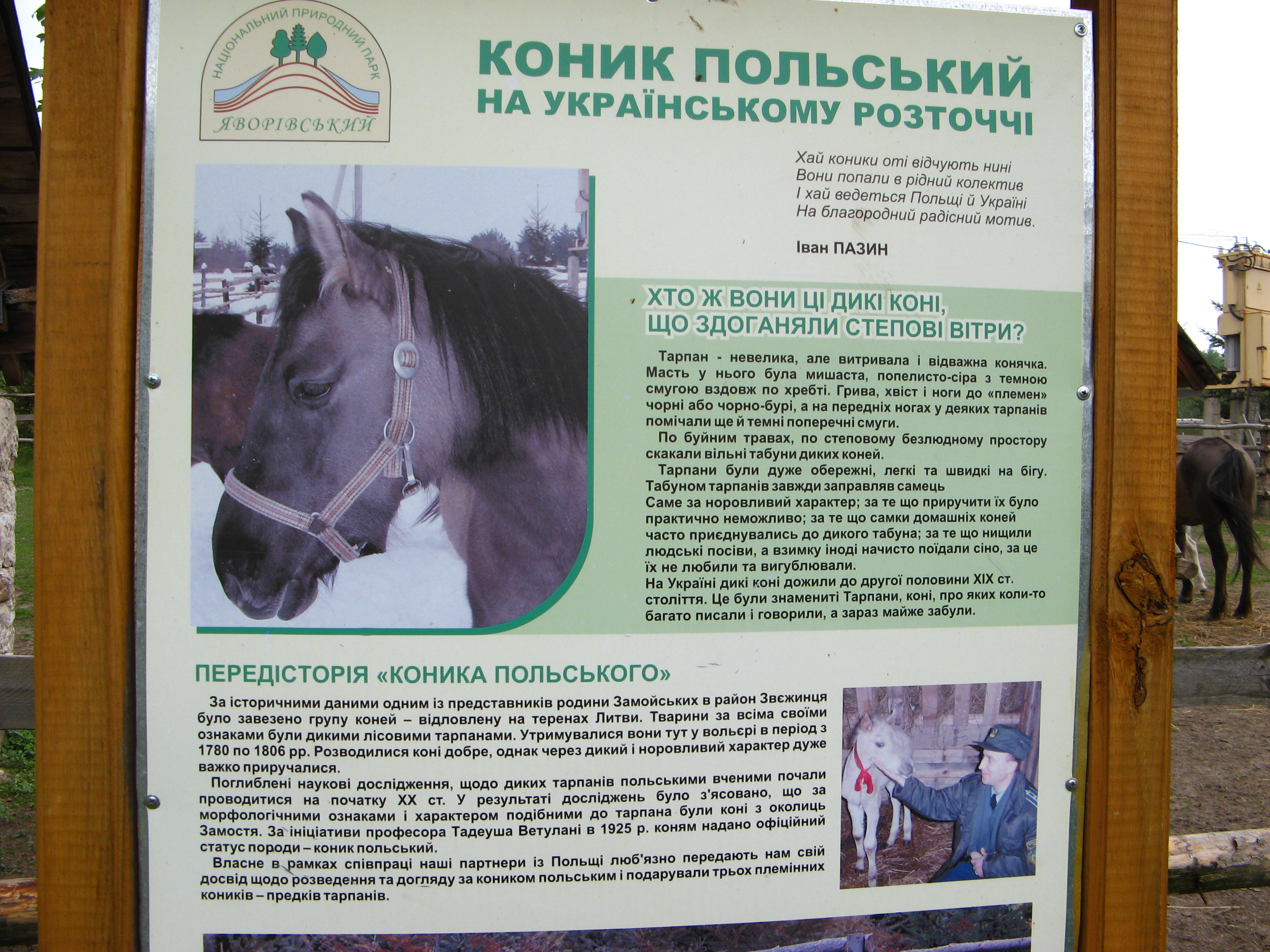
Panneau explicatif d'un élevage conservatoire en ukrainien, décrivant le Konik comme un descendant du Tarpan

Le Konik est devenu l'un des symboles de la Pologne, au point de désormais constituer l'un des mythes nationaux de ce pays,. Vetulani laisse transparaître à de nombreuses reprises sa fierté nationaliste dans ses écrits, par exemple en décrivant les caractéristiques supérieures du Konik chez les autres races de chevaux polonaises. Son projet a rapidement attiré une grande adhésion de la part des Polonais.
À partir des années 1950, la sélection de ce cheval par Vetulani est enseignée dans les manuels scolaires dans un objectif nationaliste et communiste, en présentant la Pologne comme la nation qui a sauvegardé et restauré le Tarpan sauvage. Le cheval sauvage revêt un statut d'icône culturelle pour une grande partie de la population humaine, dont des chercheurs, ce qui peut expliquer une tendance à céder au biais de confirmation en ce qui concerne l'histoire de la race Konik. Il existe aussi un fort lobbying de promoteurs de diverses races de chevaux européennes pour les présenter comme descendantes du Tarpan, ce qui a sans doute favorisé une mode pour le Konik dans toute l'Europe. Communiquer sur ce lien favorise aussi des levées de fonds pour les projets de conservation de la nature. Quoi qu'il en soit, le succès de la race Konik est un exemple, avec celui de l'Arabe polonais, d'influence de l'élevage de chevaux polonais à l'échelle mondiale.
Le Konik est présent dans le film documentaire Les saisons de Jacques Perrin ; pour les besoins du tournage, quatorze chevaux ont été sélectionnés dans la réserve d'Oostvaardersplassen, avant d'être relâchés sur la commune d'Eyne.

#### Articles scientifiques
- [Cieslak et al. 2017] (en) Jakub Cieslak, Lukasz Wodas, Alicja Borowska et Ernest G. Cothran, « Characterization of the Polish Primitive Horse (Konik) maternal lines using mitochondrial D-loop sequence variation », PeerJ, vol. 5,‎ 24 août 2017, e3714 (ISSN 2167-8359, DOI 10.7717/peerj.3714, lire en ligne  [html], consulté le 22 août 2024)
- [Doboszewski et al. 2017] (en) P. Doboszewski, D. Doktor, Z. Jaworski et R. Kalski, « Konik polski horses as a mean of biodiversity maintenance in post-agricultural and forest areas: an overview of Polish experiences », Animal Science Papers and Reports, vol. 35, no 4,‎ 2017 (ISSN 0860-4037, lire en ligne  [PDF], consulté le 1er septembre 2024)
- [Fornal et al. 2020] (en) Agnieszka Fornal, Katarzyna Kowalska, Tomasz Zabek et Agata Piestrzynska-Kajtoch, « Genetic Diversity and Population Structure of Polish Konik Horse Based on Individuals from All the Male Founder Lines and Microsatellite Markers », Animals, vol. 10, no 9,‎ septembre 2020, p. 1569 (ISSN 2076-2615, DOI 10.3390/ani10091569, lire en ligne  [html], consulté le 1er septembre 2024)
- [Fornal et al. 2021] (en) Agnieszka Fornal, Katarzyna Kowalska, Tomasz Zabek et Agata Piestrzynska-Kajtoch, « Genetic Variability and Population Structure of Polish Konik Horse Maternal Lines Based on Microsatellite Markers », Genes, vol. 12, no 4,‎ avril 2021, p. 546 (ISSN 2073-4425, DOI 10.3390/genes12040546, lire en ligne  [html], consulté le 7 septembre 2024)
- [Górecka-Bruzda et al. 2020] (en) Aleksandra Górecka-Bruzda, Zbigniew Jaworski, Joanna Jaworska et Marta Siemieniuch, « Welfare of Free-Roaming Horses: 70 Years of Experience with Konik Polski Breeding in Poland », Animals, vol. 10, no 6,‎ juin 2020, p. 1094 (ISSN 2076-2615, DOI 10.3390/ani10061094, lire en ligne  [html], consulté le 22 août 2024)
- [Jaworski et al. 2023] (en) Z. Jaworski, E. Jastrzębska, A. Kokosza, M. Siemieniuch et A. Górecka-Bruzda, « Changes in number of representants of female and male lines in the active population of Konik Polski horses », dans Lokalne rasy zwierząt w ochronie bioróżnorodności i zachowaniu tradycji regionów, vol. 22, 2023, 22-33 p. (lire en ligne  [PDF])
- [Lizet et Daszkiewicz 1995] Bernadette Lizet et P. Daszkiewicz, « Tarpan ou Konik polski ? Mythe contemporain et outil de gestion écologique », Anthropozoologica, no 21,‎ 1995, p. 63-72 (ISSN 0761-3032, lire en ligne  [PDF])
- [Lovász, Fages et Amrhein 2021] (en) Lilla Lovász, Antoine Fages et Valentin Amrhein, « Konik, Tarpan, European wild horse: An origin story with conservation implications », Global Ecology and Conservation, vol. 32,‎ 1er décembre 2021, e01911 (ISSN 2351-9894, DOI 10.1016/j.gecco.2021.e01911, lire en ligne  [PDF], consulté le 22 août 2024)
- [Michelot 2015] Marc Michelot, « Le Tarpan, descendant métissé du cheval sauvage originel, statut et perspectives », Revue scientifique Bourgogne-Nature, Actes du XXXVIIème Colloque Francophone de Mammalogie, vol. 21-22,‎ 2015, p. 348-357 (lire en ligne  [PDF])
- [Musiał 2024] (en) Adrianna Dominika Musiał, Lara Radović, Monika Stefaniuk-Szmukier et Agnieszka Bieniek, « Mitochondrial DNA and Y chromosome reveal the genetic structure of the native Polish Konik horse population », PeerJ, vol. 12,‎ 20 juin 2024, e17549 (ISSN 2167-8359, DOI 10.7717/peerj.17549, lire en ligne  [html], consulté le 19 août 2024)
- [Pasicka 2013] (en) Edyta Pasicka, « Polish Konik horse - Characteristics and historical background of native descendants of Tarpan », Acta Scientarum Polonorum, Medicina Veterinaria, Université de Wrocław, vol. 12, nos 2-4,‎ 2013, p. 25-38 (ISSN 1644-0676, lire en ligne  [PDF])
- [Stachurska et al. 2004] (en) Anna Stachurska, M. Pięta, Zbigniew Jaworski, A. P. Ussing, A. Bruśniak et M. Florek, « Colour variation in blue dun Polish Konik and Biłgoraj horses » [« Variation de couleur chez les chevaux polonais Konik et Biłgoraj de robe souris »], Livestock Production Science, vol. 90,‎ 2004, p. 201–209 (lire en ligne  [PDF])
- [Van Vuure 2014] (en) T. Van Vuure, « On the origin of the Polish konik and its relation to Dutch nature management », Lutra, vol. 57, no 2,‎ 2014, p. 111-130 (lire en ligne  [PDF])

#### Ouvrages et articles de vulgarisation
- [Bongianni 1987] Maurizio Bongianni (trad. de l'italien par Elisabeth de Lavigne), Les chevaux, vol. 1503, Paris, Éditions Solar, 1987 (ISBN 2-263-01202-8), « Konik ».
- [Edwards 2016] (en) Elwyn Hartley Edwards, The Horse Encyclopedia, DK, 2016, 360 p. (ISBN 0-241-28142-3). .
- [Farissier 2004] Serge Farissier, « Le konik polski : un poney méconnu », dans Le poney, Éditions Artemis, 2004 (ISBN 2844162517 et 9782844162519), p. 75-79
- [Haller 2003] Martin Haller (trad. de l'allemand par Francis Grembert), L'encyclopédie des races de chevaux, Bruxelles, Editions Chantecler, 2003, 260 p. (ISBN 2-8034-4543-3, OCLC 1040356024), « Konik ».
- [Hendricks 2007] (en) Bonnie Lou Hendricks, International Encyclopedia of Horse Breeds, Norman, University of Oklahoma Press, 15 août 2007, 2e éd., 486 p. (ISBN 0-8061-3884-X, OCLC 154690199, lire en ligne), « Konik », p. 259-260..
- [Porter et al. 2016] (en) Valerie Porter, Lawrence Alderson, Stephen J. G. Hall et Dan Phillip Sponenberg, Mason's World Encyclopedia of Livestock Breeds and Breeding, CAB International, 9 mars 2016, 6e éd., 1 107 p. (ISBN 1-84593-466-0, OCLC 948839453, lire en ligne), « Konik Pony », p. 427.
- [Ravazzi et Siméon 2010] Gianni Ravazzi et Victor Siméon (trad. Cécile Breffort), L'Encyclopédie mondiale des chevaux de race : Plus de 150 races de chevaux de selle et poneys, Éditions De Vecchi, 20 septembre 2010 (ISBN 978-2-7328-9546-8). .
- [Rousseau 2016] Élise Rousseau (ill. Yann Le Bris), Guide des chevaux d'Europe, Delachaux et Niestlé, 1er août 2016 (ISBN 978-2-603-02437-9), « Konik polski », p. 239.

#### Sources historiques anciennes
- [Vetulani 1939] Tadeusz Vetulani, « Résultats de recherches sur le petit cheval indigène polonais "Konik polonais" ainsi que sur le problème du Tarpan », Mammalia, vol. 3, no 3,‎ 1939, p. 89–98 (ISSN 1864-1547, DOI 10.1515/mamm.1939.3.3.89)
- (en + cs) [Volf 1979] Jiří Volf, « Tarpanoidni kůň ("konik") a jeho chov v Popielne (Polsko) / The tarpanoid horse ("konik") and its breeding in Popielno (Poland) », Gazella, vol. 2,‎ 1979, p. 67-73

### Sources scientifiques

#### Article de Jakub Cieslak et al
1. ↑  Cieslak et al. 2017, p. 12.
2. 1 2 3 4  Cieslak et al. 2017, p. 2.
3. 1 2  Cieslak et al. 2017, p. 1.
4. ↑  Cieslak et al. 2017, p. 13.
5. ↑  Cieslak et al. 2017, p. 2-3.
6. ↑  Cieslak et al. 2017, p. 14.

#### Article de P. Doboszewski et al
1. 1 2 3  Doboszewski et al. 2017, p. 335.
2. ↑  Doboszewski et al. 2017, p. 345.
3. ↑  Doboszewski et al. 2017, p. 334.
4. 1 2 3  Doboszewski et al. 2017, p. 340.
5. ↑  Doboszewski et al. 2017, p. 341.
6. ↑  Doboszewski et al. 2017, p. 344.
7. ↑  Doboszewski et al. 2017, p. 342-343.
8. 1 2  Doboszewski et al. 2017, p. 339.
9. ↑  Doboszewski et al. 2017, p. 338.
10. ↑  Doboszewski et al. 2017, p. 336.
11. 1 2 3  Doboszewski et al. 2017, p. 337.

#### Article d'Agnieszka Fornal et al
1. 1 2  Fornal et al. 2020, p. 2.
2. 1 2 3  Fornal et al. 2021, p. 2.
3. 1 2 3  Fornal et al. 2021, p. 1.
4. 1 2  Fornal et al. 2021, p. 3.
5. ↑  Fornal et al. 2021, p. 6.
6. ↑  Fornal et al. 2021, p. 8.
7. 1 2 3  Fornal et al. 2021, p. 2-3.
8. ↑  Fornal et al. 2020, p. 1.
9. ↑  Fornal et al. 2020, p. 3.

#### Article d'Aleksandra Górecka-Bruzda et al
1. ↑  Górecka-Bruzda et al. 2020, p. 2-3.
2. 1 2 3 4 5  Górecka-Bruzda et al. 2020, p. 3.
3. 1 2  Górecka-Bruzda et al. 2020, p. 6.
4. ↑  Górecka-Bruzda et al. 2020, p. 4-5.
5. 1 2 3  Górecka-Bruzda et al. 2020, p. 5.
6. 1 2  Górecka-Bruzda et al. 2020, p. 9.
7. 1 2  Górecka-Bruzda et al. 2020, p. 8.
8. ↑  Górecka-Bruzda et al. 2020, p. 4.
9. 1 2  Górecka-Bruzda et al. 2020, p. 7.
10. 1 2  Górecka-Bruzda et al. 2020, p. 10.
11. ↑  Górecka-Bruzda et al. 2020, p. 1.
12. ↑  Górecka-Bruzda et al. 2020, p. 2-4.

#### Article de Z. Jaworski et al
1. ↑  Jaworski et al. 2023.
2. 1 2 3 4  Jaworski et al. 2023, p. 22.
3. ↑  Jaworski et al. 2023, p. 28.
4. 1 2  Jaworski et al. 2023, p. 29.
5. 1 2  Jaworski et al. 2023, p. 23.
6. ↑  Jaworski et al. 2023, p. 30.
7. ↑  Jaworski et al. 2023, p. 27.
8. ↑  Jaworski et al. 2023, p. 24.
9. ↑  Jaworski et al. 2023, p. 25.

#### Article de Bernadette Lizet et P. Daszkiewicz
1. 1 2  Lizet et Daszkiewicz 1995, p. 64.
2. 1 2 3  Lizet et Daszkiewicz 1995, p. 66.
3. ↑  Lizet et Daszkiewicz 1995, p. 67.
4. 1 2  Lizet et Daszkiewicz 1995, p. 65.
5. ↑  Lizet et Daszkiewicz 1995, p. 67-68.
6. ↑  Lizet et Daszkiewicz 1995, p. 68.
7. 1 2 3 4  Lizet et Daszkiewicz 1995, p. 69.
8. 1 2 3  Lizet et Daszkiewicz 1995, p. 63.

#### Article de Lilla Lovász, Antoine Fages et Valentin Amrhein
1. 1 2 3 4  Lovász, Fages et Amrhein 2021, p. 2.
2. ↑  Lovász, Fages et Amrhein 2021, p. 5.
3. ↑  Lovász, Fages et Amrhein 2021, p. 1.
4. ↑  Lovász, Fages et Amrhein 2021, p. 4.
5. ↑  Lovász, Fages et Amrhein 2021, p. 9.
6. ↑  Lovász, Fages et Amrhein 2021, p. 10.
7. 1 2 3 4 5 6 7  Lovász, Fages et Amrhein 2021, p. 3.
8. ↑  Lovász, Fages et Amrhein 2021, p. 7.
9. ↑  Lovász, Fages et Amrhein 2021, p. 8.
10. 1 2 3  Lovász, Fages et Amrhein 2021, p. 13.
11. ↑  Lovász, Fages et Amrhein 2021, p. 14.
12. ↑  Lovász, Fages et Amrhein 2021, p. 3 ; 8.
13. ↑  Lovász, Fages et Amrhein 2021, p. 11.
14. 1 2  Lovász, Fages et Amrhein 2021, p. 12.

#### Article de Marc Michelot
1. 1 2 3 4  Michelot 2015, p. 355.
2. ↑  Michelot 2015, p. 350-351.
3. 1 2 3 4 5  Michelot 2015, p. 351.
4. ↑  Michelot 2015, p. 352.
5. 1 2 3 4 5 6 7 8  Michelot 2015, p. 353.
6. ↑  Michelot 2015, p. 356.
7. 1 2  Michelot 2015, p. 357.

#### Article d'Adrianna Musiał
1. 1 2 3  Musiał et al. 2024, p. 1.
2. 1 2 3 4 5  Musiał et al. 2024, p. 2.
3. ↑  Musiał et al. 2024, p. 16.
4. 1 2 3 4 5  Musiał et al. 2024, p. 3.
5. 1 2  Musiał et al. 2024, p. 17.
6. 1 2  Musiał et al. 2024, p. 3-4.
7. 1 2 3  Musiał et al. 2024, p. 4.

#### Article d'Edyta Pasicka
1. 1 2 3  Pasicka 2013, p. 32.
2. 1 2 3  Pasicka 2013, p. 25.
3. ↑  Pasicka 2013, p. 30.
4. ↑  Pasicka 2013, p. 31.
5. 1 2 3 4  Pasicka 2013, p. 33.
6. ↑  Pasicka 2013, p. 34.
7. 1 2 3 4  Pasicka 2013, p. 28.
8. 1 2 3 4 5  Pasicka 2013, p. 27.
9. 1 2 3 4 5  Pasicka 2013, p. 26.

#### Article de Cis Van Vuure
1. ↑  Van Vuure 2014, p. 112.
2. ↑  Van Vuure 2014, p. 113.
3. 1 2 3  Van Vuure 2014, p. 114.
4. 1 2 3 4 5 6 7 8 9 10  Van Vuure 2014, p. 116.
5. 1 2 3 4 5  Van Vuure 2014, p. 117.
6. ↑  Van Vuure 2014, p. 118.
7. 1 2 3 4 5  Van Vuure 2014, p. 119.
8. ↑  Van Vuure 2014, p. 123.
9. ↑  Van Vuure 2014, p. 124.
10. ↑  Van Vuure 2014, p. 111.
11. 1 2 3  Van Vuure 2014, p. 121.
12. ↑  Van Vuure 2014, p. 119-120.
13. 1 2  Van Vuure 2014, p. 122.

#### Autres sources scientifiques
1. ↑  (en) Sharon May-Davis, Wendy Y. Brown, Kathleen Shorter et Zefanja Vermeulen, « A Novel Non-Invasive Selection Criterion for the Preservation of Primitive Dutch Konik Horses », Animals, vol. 8, no 2,‎ février 2018, p. 21 (ISSN 2076-2615, DOI 10.3390/ani8020021, lire en ligne  [html], consulté le 1er septembre 2024).
2. ↑  (en) Pablo Librado, Naveed Khan, Antoine Fages, Mariya A. Kusliy, Tomasz Suchan, Laure Tonasso-Calvière, Stéphanie Schiavinato, Duha Alioglu, Aurore Fromentier, Aude Perdereau, Jean-Marc Aury, Charleen Gaunitz, Lorelei Chauvey, Andaine Seguin-Orlando, Clio Der Sarkissian, John Southon, Beth Shapiro, Alexey A. Tishkin, Alexey A. Kovalev, Saleh Alquraishi, Ahmed H. Alfarhan, Khaled A. S. Al-Rasheid, Timo Seregély, Lutz Klassen, Rune Iversen, Olivier Bignon-Lau, Pierre Bodu, Monique Olive, Jean-Christophe Castel, Myriam Boudadi-Maligne, Nadir Alvarez, Mietje Germonpré, Magdalena Moskal-del Hoyo, Jarosław Wilczyński, Sylwia Pospuła, Anna Lasota-Kuś, Krzysztof Tunia, Marek Nowak, Eve Rannamäe, Urmas Saarma, Gennady Boeskorov, Lembi Lōugas, René Kyselý, Lubomír Peške, Adrian Bălășescu, Valentin Dumitrașcu, Roxana Dobrescu, Daniel Gerber, Viktória Kiss, Anna Szécsényi-Nagy, Balázs G. Mende, Zsolt Gallina, Krisztina Somogyi, Gabriella Kulcsár, Erika Gál, Robin Bendrey, Morten E. Allentoft, Ghenadie Sirbu, Valentin Dergachev, Henry Shephard, Noémie Tomadini, Sandrine Grouard, Aleksei Kasparov, Alexander E. Basilyan, Mikhail A. Anisimov, Pavel A. Nikolskiy, Elena Y. Pavlova, Vladimir Pitulko, Gottfried Brem, Barbara Wallner, Christoph Schwall, Marcel Keller, Keiko Kitagawa, Alexander N. Bessudnov, Alexander Bessudnov, William Taylor, Jérome Magail, Jamiyan-Ombo Gantulga, Jamsranjav Bayarsaikhan, Diimaajav Erdenebaatar, Kubatbeek Tabaldiev, Enkhbayar Mijiddorj, Bazartseren Boldgiv, Turbat Tsagaan, Mélanie Pruvost, Sandra Olsen, Cheryl A. Makarewicz, Silvia Valenzuela Lamas, Silvia Albizuri Canadell, Ariadna Nieto Espinet, Ma Pilar Iborra, Jaime Lira Garrido, Esther Rodríguez González, Sebastián Celestino, Carmen Olària, Juan Luis Arsuaga, Nadiia Kotova, Alexander Pryor, Pam Crabtree, Rinat Zhumatayev, Abdesh Toleubaev, Nina L. Morgunova, Tatiana Kuznetsova, David Lordkipanize, Matilde Marzullo, Ornella Prato, Giovanna Bagnasco Gianni, Umberto Tecchiati, Benoit Clavel, Sébastien Lepetz, Hossein Davoudi, Marjan Mashkour, Natalia Ya. Berezina, Philipp W. Stockhammer, Johannes Krause, Wolfgang Haak, Arturo Morales-Muñiz, Norbert Benecke, Michael Hofreiter, Arne Ludwig, Alexander S. Graphodatsky, Joris Peters, Kirill Yu. Kiryushin, Tumur-Ochir Iderkhangai, Nikolay A. Bokovenko, Sergey K. Vasiliev, Nikolai N. Seregin, Konstantin V. Chugunov, Natalya A. Plasteeva, Gennady F. Baryshnikov, Ekaterina Petrova, Mikhail Sablin, Elina Ananyevskaya, Andrey Logvin, Irina Shevnina, Victor Logvin, Saule Kalieva, Valeriy Loman, Igor Kukushkin, Ilya Merz, Victor Merz, Sergazy Sakenov, Victor Varfolomeyev, Emma Usmanova, Viktor Zaibert, Benjamin Arbuckle, Andrey B. Belinskiy, Alexej Kalmykov, Sabine Reinhold, Svend Hansen, Aleksandr I. Yudin, Alekandr A. Vybornov, Andrey Epimakhov, Natalia S. Berezina, Natalia Roslyakova, Pavel A. Kosintsev, Pavel F. Kuznetsov, David Anthony, Guus J. Kroonen, Kristian Kristiansen, Patrick Wincker, Alan Outram et Ludovic Orlando, « The origins and spread of domestic horses from the Western Eurasian steppes », Nature, NPG et Springer Science+Business Media, vol. 598, no 7882,‎ 20 octobre 2021, p. 634-640 (ISSN 1476-4687 et 0028-0836, OCLC 01586310, DOI 10.1038/S41586-021-04018-9, lire en ligne  [html])..
3. ↑  (en) Thomas Jansen, Peter Forster, Marsha A. Levine et Hardy Oelke, « Mitochondrial DNA and the origins of the domestic horse », Proceedings of the National Academy of Sciences, vol. 99, no 16,‎ 6 août 2002, p. 10905-10910 (ISSN 0027-8424, PMID 12130666, DOI 10.1073/pnas.152330099, lire en ligne, consulté le 19 août 2024).
4. 1 2 3  (en) Alessandro Achilli, Anna Olivieri, Pedro Soares et Hovirag Lancioni, « Mitochondrial genomes from modern horses reveal the major haplogroups that underwent domestication », Proceedings of the National Academy of Sciences, vol. 109, no 7,‎ 14 février 2012, p. 2449-2454 (ISSN 0027-8424 et 1091-6490, PMID 22308342, PMCID PMC3289334, DOI 10.1073/pnas.1111637109, lire en ligne, consulté le 25 août 2024).
5. ↑  (en) Silke Duderstadt et Ottmar Distl, « Genetic Diversity and Population Structure of Dülmen Wild, Liebenthal and Polish Konik Horses in Comparison with Przewalski, Sorraia, German Draught and Riding Horses », Animals, vol. 14, no 15,‎ janvier 2024, p. 2221 (ISSN 2076-2615, DOI 10.3390/ani14152221, lire en ligne , consulté le 23 août 2024).
6. 1 2  (en) Marianna Szczygielska, « War on Extinction », Historical Studies in the Natural Sciences, vol. 54, no 2,‎ 1er avril 2024, p. 244-267 (ISSN 1939-1811 et 1939-182X, DOI 10.1525/hsns.2024.54.2.244, lire en ligne, consulté le 23 août 2024).
7. ↑  (en) M. Komosa et H. Purzyc, « Konik and Hucul horses: A comparative study of exterior measurements », Journal of Animal Science, vol. 87, no 7,‎ 2009, p. 2245-2254 (DOI 10.2527/jas.2008-1501, lire en ligne  [html]).
8. ↑  (en) M. Komosa, H. Frackowiak, H. Purzyc, M. Wojnowska, A. Gramacki et J. Gramacki, « Differences in exterior conformation between primitive, Half-bred, and Thoroughbred horses: anatomic-breeding approach », Journal of Animal Science, American Society of Animal Science (d) et OUP, vol. 91, no 4,‎ 23 janvier 2013, p. 1660-1668 (ISSN 0021-8812, 1525-3163, 1525-3015 et 1544-7847, PMID 23345554, DOI 10.2527/JAS.2012-5367, lire en ligne , consulté le 20 août 2024)..
9. ↑  (pl) M. Komosa et H. Frąckowiak, « Morphological distance beetween Konik horses and Konik cross-bred ponys », Acta Scientiarum Polonorum Zootechnica, vol. 7, nos 3-4,‎ 2017, p. 45-60 (lire en ligne  [PDF]).
10. 1 2 3 4 5  (en) Jakub Cieslak, Samantha Ann Brooks, Lukasz Wodas et Weronika Mantaj, « Genetic Background of the Polish Primitive Horse (Konik) Coat Color Variation—New Insight into Dun Dilution Phenotypic Effect », Journal of Heredity, vol. 112, no 5,‎ 25 août 2021, p. 436–442 (ISSN 0022-1503 et 1465-7333, DOI 10.1093/jhered/esab034, lire en ligne  [PDF], consulté le 2 septembre 2024).
11. ↑  (pl) M. Kownacki, « Pochodzenie koników w świetle genetyki umaszczenia » [« Origine des Koniks à la lumière de la génétique des couleurs »], Prz. Zool., no 14,‎ 1970, p. 132-134.
12. 1 2  Stachurska et al. 2004, p. 201-209.
13. ↑  (en) Anna Stachurska, M. Pięta, Zbigniew Jaworski, A. P. Ussing et M. Pluta, « Factors that influence coat hair length in primitive horses (Equus caballus) », Journal of Food, Agriculture and Environment, vol. 4, no 1,‎ janvier 2006, p. 215-219 (ISSN 1459-0263, lire en ligne [PDF]).
14. 1 2 3  (en) Anna Stachurska et Antoni Brodacki, « Selection of polish konik horses for coat colour and the way to improve its effectiveness », Electronic journal of polish agricultural universities, Wydawnictwo Uniwersytetu Przyrodniczego we Wroclawiu, vol. 6, no 1,‎ 2003 (ISSN 1505-0297, lire en ligne  [html]).
15. ↑  (pl) Anna Stachurska, « Umaszczenie myszate u koników polskich » [« La robe souris chez les chevaux Konik polonais »], Roczniki Naukowe Zootechniki, vol. 18,‎ 2003, p. 181-184 (présentation en ligne).
16. ↑  (en) Monika Stefaniuk-Szmukier, Katarzyna Ropka-Molik, Katarzyna Piórkowska et Tomasz Szmatoła, « Variation in TBX3 Gene Region in Dun Coat Color Polish Konik Horses », Journal of Equine Veterinary Science, vol. 49,‎ 1er février 2017, p. 60-62 (ISSN 0737-0806, DOI 10.1016/j.jevs.2016.10.003, lire en ligne  [html], consulté le 1er septembre 2024).
17. ↑  (pl) M. Łuczyńska, Zbigniew Jaworski et B. Stolarczyk, « Behawior koników polskich utrzymywanych w systemie hodowli rezerwatowej » [« Comportement des chevaux Konik polonais dans un système d'élevage en réserve »], Roczniki Naukowe PTZ, vol. 4, no 4,‎ 2008, p. 217-228 (lire en ligne  [PDF]).
18. ↑  (pl) Zbigniew Jaworski et Tadeusz Jezierski, « Analiza powtarzalności terminów wyźrebień u klaczy koników polskich z hodowli rezerwatowej » [« Analyse de la répétabilité des dates de poulinage chez les juments polonaises de race Konik issues d'un élevage de réserve »], Zeszyty Naukowe. Przegląd Hodowlany, vol. 50,‎ 2000, p. 407–416 (présentation en ligne).
19. ↑  (en) Zdenek Hubalek, E. Wegner, J. Hałouzka, P. Tryjanowski, L. Jerzak, S. Sikutowa, I. Rudolf, A. Kruszewicz, Zbigniew Jaworski et R. Włodarczyk, « Serologic survey of potential vertebrate horst for West Nile Virus in Poland » [« Enquête sérologique sur les hôtes vertébrés potentiels pour le virus du Nil occidental en Pologne »], Viral Immunol., vol. 21, no 2,‎ 2008, p. 247-254 (lire en ligne ).
20. ↑  (pl) K. Romaniuk et Zbigniew Jaworski, « Dynamika inwazji Werneckiella equi u źrebiąt konika polskiego » [« Dynamique de l'invasion de Werneckiella equi chez les poulains polonais »], Medycyna Weterynaryjna, vol. 64, no 11,‎ 2008, p. 1335–1337 (lire en ligne  [PDF]).
21. ↑  (en) Alicja Borowska, Daria Wolska, Artur Niedzwiedz et Hieronim Borowicz, « Some Genetic and Environmental Effects on Equine Asthma in Polish Konik Horses », Animals, vol. 11, no 8,‎ août 2021, p. 2285 (ISSN 2076-2615, DOI 10.3390/ani11082285, lire en ligne  [html], consulté le 1er septembre 2024).
22. ↑  (en) Agnieszka Cekiera, Jarosław Popiel, Marta Siemieniuch et Zbigniew Jaworski, « The examination of biophysical parameters of the skin in Polish Konik horses », PLOS ONE, vol. 16, no 6,‎ 21 juin 2021, e0250329 (ISSN 1932-6203, PMID 34153061, PMCID PMC8216546, DOI 10.1371/journal.pone.0250329, lire en ligne  [html], consulté le 2 septembre 2024).
23. ↑  (pl) Zbigniew Jaworski, K. Romaniuk et M. Golonka, « Przebieg inwazji pasożytów wewnętrznych u koników polskich z grupy rezerwatowej w Popielnie », Zeszyty Naukowe. Przegląd Hodowlany, vol. 68,‎ 2003, p. 359–368 (présentation en ligne).
24. ↑  (pl) K. Romaniuk et Zbigniew Jaworski, « Wpływ sposobu utrzymania oraz wieku koników polskich na przebieg inwazji Werneckiella equi. » [« Influence de la gestion et de l'âge des poneys polonais sur l'évolution de l'invasion de Werneckiella equi. »], Medycyna Weterynaryjna, vol. 64, no 8,‎ 2008, p. 1034-1036 (lire en ligne  [PDF]).
25. ↑  (en) K. Slivinska, G. Karbowiak, J. Gawor et Z. Wróblewski, « Parasitic fauna of Polish konik horses (Equus caballus gmelini Antonius) and their impact on breeding: a review », Animal Health Research Reviews, vol. 19, no 2,‎ décembre 2018, p. 162–165 (ISSN 1466-2523 et 1475-2654, DOI 10.1017/S1466252318000099, lire en ligne  [html], consulté le 1er septembre 2024).
26. ↑  (en) M. Mackowski, S. Mucha, G. Cholewinski et J. Cieslak, « Genetic diversity in Hucul and Polish primitive horse breeds », Archives Animal Breeding, vol. 58, no 1,‎ 4 mars 2015, p. 23–31 (ISSN 2363-9822, DOI 10.5194/aab-58-23-2015, lire en ligne, consulté le 25 août 2024).
27. ↑  (en) Tomasz Szwaczkowski, Monika Greguła-Kania, Anna Stachurska et Alicja Borowska, « Inter- and intra-genetic diversity in the Polish Konik horse: implications for the conservation program », Canadian Journal of Animal Science, vol. 96, no 4,‎ 1er décembre 2016, p. 570–580 (ISSN 0008-3984 et 1918-1825, DOI 10.1139/cjas-2015-0173, lire en ligne  [html], consulté le 1er septembre 2024).
28. ↑  (en) S. Kaminski, D. M. Hering, Z. Jaworski et T. Zabolewicz, « Assessment of genomic inbreeding in Polish Konik horses », Polish Journal of Veterinary Sciences, vol. 20, no 3,‎ 2017 (ISSN 1505-1773, DOI 10.1515/pjvs-2017-0074, lire en ligne, consulté le 1er septembre 2024).
29. ↑  (en) Witold Kȩdzierski et Michał Pluta, « The Welfare of Young Polish Konik Horses Subjected to Agricultural Workload », Journal of Applied Animal Welfare Science, vol. 16, no 1,‎ janvier 2013, p. 35–46 (ISSN 1088-8705 et 1532-7604, DOI 10.1080/10888705.2013.740997, lire en ligne  [html], consulté le 2 septembre 2024).
30. ↑  (pl) E. Pasicka et H. Geringer de Oedenberg, « Próba oszacowania predyspozycji rasy konik polski do wyczynu sportowego na podstawie wybranych parametrów biometrycznych » [« Tentative d'estimation de la prédisposition de la race polonaise Konik à la performance sportive sur la base de paramètres biométriques sélectionnés »], Zeszyty Naukowe Uniwersytetu Przyrodniczego we Wrocławiu. Biologia i Hodowla Zwierząt, vol. 66,‎ 2012 (ISSN 1897-8223, lire en ligne, consulté le 1er septembre 2024).
31. 1 2  M. Aubert et J. J. Marquart, « Le Konik Polski, cheval primitif polonais : ses origines et les raisons de son utilisation pour la gestion des sites naturels », Bulletin de la Société Neuchâteloise des Sciences Naturelles, vol. 120, no 2,‎ 1997, p. 55-70 (présentation en ligne).
32. ↑  (en) Fabian Anger et Marc I. Förschler, « Resident and migrant birds use livestock dung pats for foraging », Journal of Field Ornithology, vol. 94, no 4,‎ 1er octobre 2023 (ISSN 1557-9263, DOI 10.5751/JFO-00303-940403, lire en ligne  [PDF], consulté le 26 août 2024).
33. ↑  (en) Anna Chodkiewicz, Martyna Prończuk, Marcin Studnicki et Dawid Wójcik, « Habitat use by semi-feral Konik horses on wetlands—three-year GPS study », Environmental Monitoring and Assessment, vol. 195, no 9,‎ 11 août 2023, p. 1033 (ISSN 1573-2959, PMID 37563498, PMCID PMC10415426, DOI 10.1007/s10661-023-11605-y, lire en ligne  [html], consulté le 8 septembre 2024).
34. 1 2  (en) Clare Palmer, Bob Fischer, Christian Gamborg et Jordan Hampton, Wildlife Ethics: The Ethics of Wildlife Management and Conservation, John Wiley & Sons, 8 août 2023 (ISBN 978-1-119-61126-4, lire en ligne), p. 35.
35. ↑  (en) Michiel F. WallisDe Vries, Jan P. Bakker et Sipke E. Van Wieren, Grazing and Conservation Management, Springer Science & Business Media, 6 décembre 2012 (ISBN 978-94-011-4391-2, lire en ligne), p. 160.

### Sources historiques anciennes
1. ↑  Vetulani 1939, p. 9.
2. ↑  (pl) Z. Hroboni, « Historyczny szkic hodowli koni prymitywnych w Polsce », Roczn. Nauk Roln, ser. B, vol. 73, no 4,‎ 1959, p. 625–721.
3. ↑  (pl) M. Kownacki, « Kształtowanie się konika polskiego na tle jego rekompensacyjnych zdolności wzrostu », Roczn. Nauk Roln., ser. B, vol. 82, no 1,‎ 1963, p. 71–104.
4. ↑  (pl) W. Pruski et M. Jaworowska, « Prace i badania naukowe prowadzone w Polsce nad regeneracją dzikich koni zwanych tarpanami », PWRiL Warszawa,‎ 1963, p. 1-108 (présentation en ligne).

### Sources de presse
1. ↑  (nl) « Konikpaarden uit Flevoland naar Spanje en Wit-Rusland », sur nos.nl, 13 mars 2019 (consulté le 22 août 2024).
2. ↑  (pl) Telewizja Polska S.A, « Konik Ognik. Pierwszy taki, ale nie ostatni »  [html], sur poznan.tvp.pl (consulté le 23 août 2024).
3. ↑  (pl) Danuta Synkiewicz, « Małe daniele, konik polski i małe żubrzątko. Maluchy z Gołuchowa czekają na remont zagrody »  [html], sur radiopoznan.fm (consulté le 23 août 2024).
4. 1 2  (de) « Erstes Wildpferd-Fohlen der Saison in Geltinger Birk geboren », sur ndr.de (consulté le 22 août 2024).
5. ↑  (de) Hans-Joachim Köhler, « Nachwuchs auf der Geltinger Birk: Fünf junge Fohlen bei den Konik »  [html], sur shz.de, 14 avril 2020 (consulté le 22 août 2024).
6. ↑  (de) Gero Trittmaack, « Tierschützer beschweren sich über Pferdehaltung », sur shz.de, 22 avril 2019 (consulté le 22 août 2024)
7. ↑  (de) « NABU wird Ganzjahresbeweidung mit Konik-Pferden im Naturschutzgebiet untersagt »  [html], sur Top agrar online, 16 mai 2020 (consulté le 22 août 2024).
8. ↑  (de) « Besondere Pferde im Ivenacker Tiergarten – Besucher sind auch ohne Tests willkommen » Wir sind MüritzerWir sind Müritzer », 7 avril 2021 (consulté le 22 août 2024).
9. ↑  (de) Manfred Meis, « Niederkrüchten: Kleine Pferde als Landschaftspfleger »  [html], sur RP Online, 15 juin 2018 (consulté le 22 août 2024).
10. ↑  (de) Marie Bende, « Wolfsburg: Große Sorge um Wildpferde! DAS sagt der Experte »  [html], sur news38.de, 2 mai 2022 (consulté le 22 août 2024).
11. ↑  (de) Rheiderland Zeitung, « Das Ende für das kleine Paradies im Hessepark? »  [html], sur Rheiderland.de, 22 août 2024 (consulté le 22 août 2024).
12. ↑  (de) Rheiderland Zeitung, « Keine Konik-Pferde mehr in Coldam »  [html], sur Rheiderland.de, 22 août 2024 (consulté le 22 août 2024).
13. ↑  Kathleen Wuyard, « Cette réserve naturelle a laissé plus de 3 000 animaux mourir de faim »  [html], sur Flair.be, Flair, 16 avril 2018 (consulté le 20 août 2024).
14. 1 2  (nl) « Wild paard bijt peuter in hoofd », De Standaard, 6 mars 2000 (consulté le 26 août 2024).
15. ↑  Jacques Hermans, « Une escapade à Maaseik, entre nature et culture: dépaysement assuré », La Libre Belgique,‎ 2 avril 2023 (lire en ligne  [html], consulté le 26 août 2024).
16. ↑  Thibault Dejace, « 5 parcs et réserves naturelles où se balader et prendre un bol d'air frais en Belgique »  [html], sur Moustique, 15 décembre 2023 (consulté le 26 août 2024).
17. ↑  Noé Kolanek, « #IciOnAgit. Pagny-sur-Meuse : des chevaux protègent la biodiversité de la tourbière alcaline »  [html], sur estrepublicain.fr, L'Est républicain, 19 avril 2023 (consulté le 20 août 2024).
18. ↑  « Trois chevaux pris en charge par une spécialiste »  [html], sur lyonne.fr, 22 juin 2013 (consulté le 9 septembre 2024).
19. ↑  Vincent Lemiesle, « Ecologie : des chevaux Konik Polski pour entretenir la réserve naturelle de l'Ile du Rhin »  [html], sur France 3 Grand Est, 11 juillet 2018 (consulté le 20 août 2024).
20. ↑  Alexandre Carre, « Bazouges-Cré-sur-Loir. Que sont devenus les chevaux sauvages du marais ? »  [html], sur Ouest-France.fr, Ouest-France, 14 février 2023 (consulté le 8 septembre 2024).
21. ↑  Bettina Hubert, « Royaume-Uni : Des poneys konik pour préserver l’environnement » , sur Cheval Magazine, 19 juillet 2022 (consulté le 20 août 2024).
22. ↑  Frédérique Berlic, « Le Konik polski, star de ciné, réintroduit en Cerdagne »  [html], sur midilibre.fr, Midi libre, 21 septembre 2014 (consulté le 20 août 2024).

### Sources associatives et étatiques
1. 1 2 3  (en-US) Laura González Mantecón et Arend de Haas, « Konik horses are not Tarpans » [« Les chevaux Konik ne sont pas des Tarpans »]  [html], sur Rewilding Academy (consulté le 21 août 2024).
2. ↑  (pl) Tadeusz Jezierski, Zbigniew Jaworski, B. Kotkowska, S. Łukomski et M. Morawiec, Program hodowli zachowawczej koników polskich [« Programme de conservation de la race Konik polonaise »], Varsovie (do użytku służbowego), PZHK, 1999 (lire en ligne  [PDF]).
3. ↑  (pl) Zbigniew Jaworski et M. Jaszczyńska, « Program hodowlany ochrony zasobów genetycznych koników polskich », Krajowy Ośrodek Koordynacyjny ds, Zasobów Genetycznych Zwierząt Instytut Zootechniki – PIB Kraków,‎ 2004 (lire en ligne).
4. ↑  (pl) T. Jezierski, Z. Jaworski, M. Kaproń, S. Łukomski et J. Słomiany, Polska Księga Stadna Koników Polskich. Program hodowli zachowawczej koników polskich, Warszawa, PZHK, 2012., 1-26 p..
5. ↑  (pl) « Zakład Hodowli Koni »  [html], sur jay.up.poznan.pl (consulté le 7 septembre 2024).
6. ↑  (pl) « Kolejne pokolenie koników polskich w Parku »  [html], sur roztoczanskipn.pl, 1er février 2022 (consulté le 23 août 2024).
7. ↑  (de) « LKonik-Pferde auf Sommerweide umgezogen »  [html], sur lev-ortenaukreis.de (consulté le 20 août 2024).
8. ↑  « Konik / Germany (Cheval) », DAD-IS (consulté le 30 août 2024).
9. 1 2  (nl) Bart Peters, Inrichtingsontwerp nevengeulen Kleine Weerd en Hoge Weerd, Rijkswaterstaat Limburg, décembre 2006 (lire en ligne  [PDF]), p. 12-13.
10. ↑  Paul Geerts, « Le projet Art-sur-Meuse »  [html], sur CGconcept.fr, 25 décembre 2022 (consulté le 8 septembre 2024).
11. ↑  Matthieu Millot, François Schwaab et Sophie Ouzet, « Marais de Pagny-sur-Meuse »  [PDF], p. 177-179.
12. ↑  Olivier Heyob, « Le marais de Lay-Saint-Remy »  [PDF], Conseil départemental de Meurthe-et-Moselle, 2012 (consulté le 20 août 2024).
13. ↑  « Des chevaux pour entretenir les prairies »  [html], sur ofb.gouv.fr, Office français de la biodiversité, 3 novembre 2020 (consulté le 21 août 2024).
14. ↑  (en) « Konik ponies »  [html], sur kentwildlifetrust.org.uk, Kent Wildlife Trust (consulté le 8 septembre 2024).

### Autres sources
1. 1 2 3  Caroline Silver (trad. de l'anglais), Tous les chevaux du monde en couleur : Un multiguide nature, Éditions Bordas, janvier 1984 (ISBN 2-04-012574-4, OCLC 1136121878, BNF 34845648), « Konik », p. 86-87..
2. 1 2 3 4 5 6 7  Edwards 2016, p. 309.
3. 1 2  Hendricks 2007, p. 259.
4. 1 2 3 4 5 6 7 8 9 10 11 12 13 14 15 16 17 18  Rousseau 2016, p. 239.
5. 1 2  Jezierski et Jaworski 2008, p. 16.
6. ↑  Haller 2003, p. 244.
7. 1 2 3 4 5 6 7 8 9 10 11 12  Haller 2003, p. 224.
8. ↑  Edwards 2016, p. 186.
9. ↑  Jezierski et Jaworski 2008, p. 10.
10. ↑  Jezierski et Jaworski 2008, p. 12.
11. ↑  Jezierski et Jaworski 2008, p. 9.
12. ↑  Jezierski et Jaworski 2008, p. 14.
13. ↑  Jezierski et Jaworski 2008, p. 13.
14. 1 2 3 4 5 6 7 8 9 10  Rousseau 2016, p. 240.
15. ↑  Michelot 2015, p. 351.
16. 1 2 3 4 5 6 7 8  Hendricks 2007, p. 260.
17. ↑  Jezierski et Jaworski 2008, p. 17.
18. 1 2 3 4 5 6 7 8 9 10 11 12 13 14 15 16 17  Bongianni 1987, p. 117.
19. 1 2 3 4 5 6 7  Ravazzi et Siméon 2010, p. 86.
20. ↑  Emmanuelle Hubrecht, Les plus beaux chevaux du monde, Grenoble, Glénat Éditions, avril 2005, 228 p. (ISBN 2-7234-5140-2, OCLC 19760879), p. 186..
21. ↑  Jezierski et Jaworski 2008, p. 15.
22. ↑  Porter et al. 2016, p. 427.
23. ↑  Porter et al. 2016, p. 469.
24. ↑  Porter et al. 2016, p. 496.
25. ↑  Porter et al. 2016, p. 515.
26. ↑  Porter et al. 2016, p. 446.
27. ↑  Porter et al. 2016, p. 460.
28. ↑  Porter et al. 2016, p. 513.
29. 1 2 3 4 5 6  Farissier 2004, p. 75.
30. ↑  Porter et al. 2016, p. 481.
31. ↑  Helena Kholová (trad. du tchèque par Marie-Jo Dubourg-Savage, ill. Jan Hošek), Chevaux, Gründ, janvier 1997 (ISBN 2-7000-1832-X), « Le Konik », p. 37.
32. ↑  Edwards 2016, p. 311.
33. 1 2  Farissier 2004, p. 78.
34. 1 2  (pl) Zbigniew Jaworski, « Ocena warunków etologiczno-hodowlanych koników polskich utrzymywanych w systemie rezerwatowym », Rozprawy i monografie, Wydawnictwo Uniwersytetu Warmiń-sko-Mazurskiego, vol. 79,‎ 2003.
35. ↑  Kownacki 1984, cité par Pasicka 2013, p. 26.
36. ↑  (pl) Zbiniev Jaworski, Tablice genealogiczne koników polskich [« Tableaux généalogiques du cheval primitif polonais »], Popielno, Pologne, Polish Academy of Sciences, Research Station for Ecological Agriculture and Preserve Animal Breeding, 1997 (ISBN 83-901767-1-8).
37. ↑  (pl) I. Tomczyk-Wrona, Program ochrony zasobów genetycznych koni rasy konik polski, Kraków, Pologne, Instytut Zootechniki–PIB w Krakowie, 2022, 1-15 p..
38. ↑  Nicola Jane Swinney (trad. de l'anglais par Géraldine Nicolas, ill. Bob Langrish), Races de Chevaux du Monde, Vigot frères, septembre 2006 (ISBN 978-2-7114-1831-2), p. 49..
39. ↑  Porter et al. 2016, p. 471.
40. ↑  Porter et al. 2016, p. 462.
41. ↑  Porter et al. 2016, p. 439.
42. ↑  Porter et al. 2016, p. 465.
43. ↑  Porter et al. 2016, p. 494.
44. ↑  (en) Rupak Khadka, « Global Horse Population with respect to Breeds and Risk Status », Uppsala, Faculty of Veterinary Medicine and Animal Science - Department of Animal Breeding and Genetics, 2010, p. 62, 68.
45. ↑  (en) Rick Parker, Equine Science, Cengage Learning, 13 janvier 2012, 4e éd., 608 p. (ISBN 1-111-13877-X), p. 63..
46. ↑  (en-GB) TrailExplorer, « Hoboken Polder », sur trailexplorer.eu, 21 juillet 2023 (consulté le 26 août 2024).
47. ↑  Bruno Tissot et Dominique Malécot, « Le konik polski », L'azuré,‎ juin 2006 (lire en ligne  [PDF]).